# Game of Thrones
Pour les articles homonymes, voir Le Trône de fer (homonymie), GOT et Trône (homonymie).
House of the Dragon
Game of Thrones [geɪm əv θɹoʊnz], également appelée Le Trône de fer (selon le titre français de l'œuvre romanesque dont elle est adaptée), est une série télévisée américaine de fantasy créée par David Benioff et D. B. Weiss, diffusée entre le 17 avril 2011 et le 19 mai 2019 sur HBO aux États-Unis en simultané sur HBO Canada au Canada.
Il s'agit de l'adaptation de la série de romans écrits par George R. R. Martin depuis 1996, saga réputée pour son réalisme et par ses nombreuses inspirations tirées d’événements, lieux et personnages historiques réels, tels que la guerre des Deux-Roses, le mur d'Hadrien ou Henri VII Tudor.
En France, elle est diffusée depuis le 5 juin 2011 sur Orange Cinechoc, devenue OCS Choc, sur Canal+ depuis le 10 janvier 2013 et rediffusée en clair sur D8 (devenue C8) à partir du 28 octobre 2013 et sur D17 (devenue CStar) en 2014.
L'histoire de la série, située sur les continents fictifs de Westeros et Essos à la fin d'un été d'une dizaine d'années, entrelace trois grandes intrigues.
La première intrigue raconte l'histoire de Jon Snow et de la future menace croissante de l'hiver approchant, des créatures mythiques et légendaires venues du Nord du Mur de Westeros qui sépare le Royaume des Sept Couronnes de la menace située au-delà.
La deuxième intrigue relate la démarche de Daenerys Targaryen (longtemps considérés comme la dernière représentante en exil de la dynastie déchue), au sud d'Essos, en vue de reprendre le Trône de Fer, symbole du pouvoir absolu. Cette légitimité sera toutefois remise en question au fil de l’histoire, notamment avec la révélation sur l’identité de Jon Snow, dont les origines le rattachent secrètement à la maison Targaryen.
La troisième intrigue conte l'histoire des membres de plusieurs familles nobles au cours de la guerre des Cinq Rois pour conquérir le Trône de Fer du royaume des Sept Couronnes. À travers ces personnages « moralement ambigus », la série explore les sujets liés au pouvoir politique, au changement climatique, à la hiérarchie sociale, la religion, la guerre civile, la sexualité et à la violence en général.
Game of Thrones a acquis une fanbase internationale exceptionnellement vaste et active. La série a été plébiscitée par la majorité des critiques, bien que certains aient émis des réserves sur la forte quantité de violence et de sexe dans le récit,. Elle a obtenu de nombreuses récompenses, dont un prix Hugo de la meilleure fiction dramatique et un Peabody Award, ainsi que dix nominations aux Primetime Emmy Awards — dont trois à celui de la meilleure série dramatique pour les trois premières saisons —, deux nominations aux Golden Globes. Au sein d'une distribution importante essentiellement composée d'acteurs britanniques, l'acteur américain Peter Dinklage a remporté l'Emmy Award, ainsi que le Golden Globe du meilleur acteur dans un second rôle pour son interprétation de Tyrion Lannister. L'acteur britannique Kit Harington a remporté le Young Hollywood Awards du meilleur acteur pour son interprétation de Jon Snow. L'actrice britannique Emilia Clarke a remporté le Gracie Allen Awards de la meilleure actrice dans une série dramatique pour son interprétation de Daenerys Targaryen. En 2013, la Writers Guild of America la nomme 40e des 101 séries les mieux écrites de l'histoire de la télévision. À ce jour, Game of Thrones est une des séries télévisées les plus téléchargées illégalement dans le monde. En 2015, la série entre dans le livre des records comme étant la série la plus diffusée dans le monde, avec 173 pays. Elle est aussi une des séries les plus chères de l'histoire, le budget de la saison 6 étant de 100 millions de dollars, soit 10 millions par épisode.

## Synopsis
Sur le continent de Westeros, le roi Robert Baratheon gouverne le Royaume des Sept Couronnes depuis plus de dix-sept ans, à la suite de la rébellion qu'il a menée contre le « roi fou » Aerys II Targaryen. Jon Arryn, époux de la sœur de Lady Catelyn Stark, Lady Arryn, son guide et principal conseiller, vient de s'éteindre, et le roi part alors dans le nord du royaume demander à son vieil ami Eddard « Ned » Stark de remplacer leur regretté mentor au poste de Main du roi. Ned, seigneur suzerain du nord depuis Winterfell et de la maison Stark, est peu désireux de quitter ses terres. Mais il accepte à contrecœur de partir pour la capitale Port-Réal avec ses deux filles, Sansa et Arya. Juste avant leur départ pour le sud, Bran, l'un des jeunes fils d'Eddard, est poussé de l'une des tours de Winterfell après avoir été témoin de la liaison incestueuse entre la reine Cersei Baratheon et son frère jumeau, Jaime Lannister. Leur frère, Tyrion Lannister, surnommé « le gnome », est alors accusé du crime par Lady Catelyn Stark.

Les neuf Grandes Maisons de la série.

Au nord-ouest de Westeros, le jeune bâtard de Ned Stark, Jon Snow, se prépare à intégrer la fameuse Garde de nuit. Depuis plus de 8 000 ans, cette confrérie protège et défend le royaume de Westeros de ce qui vit de l'autre côté du Mur, un gigantesque édifice fait de glace, de pierre et de magie, formant la frontière septentrionale entre les contrées glacées du nord et les Sept Couronnes. Si les Sauvageons ne sont en réalité pas la vraie menace directe, le retour d'une race d'anciennes créatures mythiques et légendaires appelée les Marcheurs blancs est en revanche beaucoup plus inquiétant.
Sur le continent d'Essos, au sud-est au-delà du Détroit, l'héritier « légitime » en exil des Sept Couronnes, Viserys Targaryen, se prépare à reconquérir le royaume. Prêt à tout, il marie sa jeune sœur, la princesse Daenerys Targaryen, à Khal Drogo, seigneur de guerre des Dothrakis, afin d'obtenir le soutien de la puissante horde de cavaliers nomades qu'il dirige. Mais le lunatique Viserys va hériter du même sort que celui de ses parents, laissant à Daenerys le projet de recouvrer sa place sur le Trône de fer, aidée en cela par ses trois dragons.
C'est lorsque le roi Robert décède à la suite d'un accident de chasse, et que Ned Stark est arrêté puis décapité par le cruel jeune roi Joffrey Baratheon, que commencent ainsi les nombreuses guerres qui vont ravager Westeros. L'aîné des Stark, Robb, proclamé roi du nord, mène la rébellion au nord contre la couronne, tandis que l'apathique frère de Robert, Stannis Baratheon projette de récupérer le trône de fer, se considérant comme l'héritier légitime. Le vieux stratège Tywin Lannister n'hésitera pas à faire couler le sang pour essayer de ramener la paix. Au Nord, alors que la Garde de Nuit est affaiblie après qu'elle a rencontré l'armée des Marcheurs Blancs lors d'une patrouille, Jon fait rapidement ses preuves et tente d'empêcher les Sauvageons d'attaquer le Mur, bien qu'il partage leur cause, et les aidera par la suite. De l'autre côté du Détroit, Daenerys, après de multiples péripéties, parviendra à prendre le contrôle des principales cités de la baie des Serfs en abolissant l'esclavage et renforcera son influence.
De nombreux évènements s'enchaineront et changeront le cours des alliances des différents protagonistes qui, au fur et à mesure, formeront de nouvelles alliances aux vues des guerres encore plus déterminantes à venir et dont les échéances se rapprochent dangereusement.

## Distribution
Le tableau suivant répertorie uniquement les acteurs principaux dont le nom est mentionné au cours du générique ainsi que les acteurs récurrents apparus dans au moins 8 épisodes au cours de la série. Pour l'ensemble de la distribution, voir l'article détaillé ci-dessus.
Légende :
en vert : acteurs ayant le statut de principaux.
en rose : acteurs ayant eu ou possédant le statut de récurrents.
en bleu : acteurs ayant eu ou possédant le statut d'invité.
en orange : acteurs ayant eu ou possédant le statut d'invité spécial[Quoi ?].

### Acteurs principaux
| Acteur                 | Personnage                     | VF                                                                 | Saison 1   | Saison 2       | Saison 3   | Saison 4   | Saison 5       | Saison 6   | Saison 7   | Saison 8   |
| ---------------------- | ------------------------------ | ------------------------------------------------------------------ | ---------- | -------------- | ---------- | ---------- | -------------- | ---------- | ---------- | ---------- |
| Sean Bean              | Eddard « Ned » Stark           | François-Éric Gendron                                              | Principal  |                |            |            |                | Récurrent  | Invité     |            |
| Mark Addy              | Robert Baratheon               | Vincent Grass                                                      | Principal  |                |            |            |                |            |            |            |
| Nikolaj Coster-Waldau  | Jaime Lannister                | Damien Boisseau                                                    | Principal  | Principal      | Principal  | Principal  | Principal      | Principal  | Principal  | Principal  |
| Michelle Fairley       | Catelyn Stark                  | Ninou Fratellini                                                   | Principale | Principale     | Principale |            |                |            |            |            |
| Lena Headey            | Cersei Lannister               | Laurence Bréheret                                                  | Principale | Principale     | Principale | Principale | Principale     | Principale | Principale | Principale |
| Emilia Clarke          | Daenerys Targaryen             | Marie Tirmont                                                      | Principale | Principale     | Principale | Principale | Principale     | Principale | Principale | Principale |
| Iain Glen              | Jorah Mormont                  | Patrick Béthune (saisons 1 à 7) Loïc Houdré (saison 8)             | Principal  | Principal      | Principal  | Principal  | Principal      | Principal  | Principal  | Principal  |
| Harry Lloyd            | Viserys Targaryen              | Sébastien Desjours                                                 | Principal  |                |            |            |                |            |            |            |
| Kit Harington          | Jon Snow                       | Benjamin Penamaria                                                 | Principal  | Principal      | Principal  | Principal  | Principal      | Principal  | Principal  | Principal  |
| Sophie Turner          | Sansa Stark                    | Kelly Marot                                                        | Principale | Principale     | Principale | Principale | Principale     | Principale | Principale | Principale |
| Maisie Williams        | Arya Stark                     | Alice Orsat                                                        | Principale | Principale     | Principale | Principale | Principale     | Principale | Principale | Principale |
| Richard Madden         | Robb Stark                     | Stéphane Fourreau                                                  | Principal  | Principal      | Principal  |            |                |            |            |            |
| Alfie Allen            | Theon Greyjoy                  | Damien Ferrette                                                    | Principal  | Principal      | Principal  | Principal  | Principal      | Principal  | Principal  | Principal  |
| Isaac Hempstead-Wright | Brandon « Bran » Stark         | Valentin Maupin (saison 1) Maeldan Wilmet (saisons 2 à 8)          | Principal  | Principal      | Principal  | Principal  |                | Principal  | Principal  | Principal  |
| Jack Gleeson           | Joffrey Baratheon              | Thomas Sagols                                                      | Principal  | Principal      | Principal  | Principal  |                |            |            |            |
| Rory McCann            | Sandor Clegane                 | Guillaume Orsat                                                    | Principal  | Principal      | Principal  | Principal  |                | Principal  | Principal  | Principal  |
| Peter Dinklage         | Tyrion Lannister               | Constantin Pappas                                                  | Principal  | Principal      | Principal  | Principal  | Principal      | Principal  | Principal  | Principal  |
| Jason Momoa            | Khal Drogo                     | Julien Meunier                                                     | Principal  | Invité spécial |            |            |                |            |            |            |
| Aidan Gillen           | Petyr « Littlefinger » Baelish | Yann Guillemot                                                     | Principal  | Principal      | Principal  | Principal  | Principal      | Principal  | Principal  |            |
| Liam Cunningham        | Davos Mervault                 | Jean-Louis Faure                                                   |            | Principal      | Principal  | Principal  | Principal      | Principal  | Principal  | Principal  |
| John Bradley-West      | Samwell Tarly                  | Emmanuel Gradi                                                     | Récurrent  | Principal      | Principal  | Principal  | Principal      | Principal  | Principal  | Principal  |
| Stephen Dillane        | Stannis Baratheon              | Michel Dodane                                                      |            | Principal      | Principal  | Principal  | Principal      |            |            |            |
| Carice van Houten      | Mélisandre                     | Annie Milon                                                        |            | Principale     | Principale | Principale | Principale     | Principale | Principale | Principale |
| James Cosmo            | Jeor Mormont                   | Yves-Henri Salerne                                                 | Récurrent  | Principal      | Principal  |            |                |            |            |            |
| Jerome Flynn           | Bronn de la Nera               | Richard Leroussel                                                  | Récurrent  | Principal      | Principal  | Principal  | Principal      | Principal  | Principal  | Principal  |
| Conleth Hill           | Varys                          | Alain Flick                                                        | Récurrent  | Principal      | Principal  | Principal  | Principal      | Principal  | Principal  | Principal  |
| Sibel Kekilli          | Shae                           | Nadine Girard                                                      | Récurrente | Principale     | Principale | Principale |                |            |            |            |
| Natalie Dormer         | Margaery Tyrell                | Sandra Valentin                                                    |            | Principale     | Principale | Principale | Principale     | Principale |            |            |
| Charles Dance          | Tywin Lannister                | Philippe Catoire                                                   | Récurrent  | Principal      | Principal  | Principal  | Invité spécial |            |            |            |
| Oona Chaplin           | Talisa Maegyr                  | Sylvie Jacob                                                       |            | Récurrente     | Principale |            |                |            |            |            |
| Rose Leslie            | Ygritte (Ygrid en VO)          | Karine Foviau                                                      |            | Récurrente     | Principale | Principale |                |            |            |            |
| Joe Dempsie            | Gendry                         | Alexandre Gillet (1 ép., saison 1) et Pascal Nowak (saisons 2 à 8) | Récurrent  | Récurrent      | Principal  |            |                |            | Principal  | Principal  |
| Kristofer Hivju        | Tormund                        | Michel Bedetti (saison 3) Boris Rehlinger (saisons 3 à 8)          |            |                | Récurrent  | Principal  | Principal      | Principal  | Principal  | Principal  |
| Gwendoline Christie    | Brienne de Torth               | Vanina Pradier                                                     |            | Récurrente     | Récurrente | Principale | Principale     | Principale | Principale | Principale |
| Iwan Rheon             | Ramsay Bolton                  | Olivier Augrond                                                    |            |                | Récurrent  | Principal  | Principal      | Principal  |            |            |
| Hannah Murray          | Vère (Gilly en VO)             | Astrid Adverbe                                                     |            | Récurrente     | Récurrente | Principale | Principale     | Principale | Principale | Principale |
| Michiel Huisman        | Daario Naharis                 | Axel Kiener                                                        |            |                | Récurrent  | Récurrent  | Principal      | Principal  |            |            |
| Nathalie Emmanuel      | Missandei                      | Audrey Sablé                                                       |            |                | Récurrente | Récurrente | Principale     | Principale | Principale | Principale |
| Indira Varma           | Ellaria Sand                   | Claire Guyot                                                       |            |                |            | Récurrente | Principale     | Principale | Principale |            |
| Dean-Charles Chapman   | Tommen Baratheon               | Benjamin Bollen                                                    | Récurrent  | Récurrent      |            | Récurrent  | Principal      | Principal  |            |            |
| Tom Wlaschiha          | Jaqen H'ghar                   | Laurent Larcher                                                    | Invité     | Récurrent      |            |            | Principal      | Principal  |            |            |
| Michael McElhatton     | Roose Bolton                   | Olivier Rodier (saisons 2 à 4) Stefan Godin (saisons 5 et 6)       |            | Récurrent      | Récurrent  | Récurrent  | Principal      | Principal  |            |            |
| Jonathan Pryce         | Le Grand Moineau               | Philippe Ariotti                                                   |            |                |            |            | Récurrent      | Principal  |            |            |
| Jacob Anderson         | Ver Gris                       | Namakan Koné                                                       |            | Récurrent      | Récurrent  | Récurrent  | Récurrent      | Récurrent  | Récurrent  | Principal  |

Maison Stark.
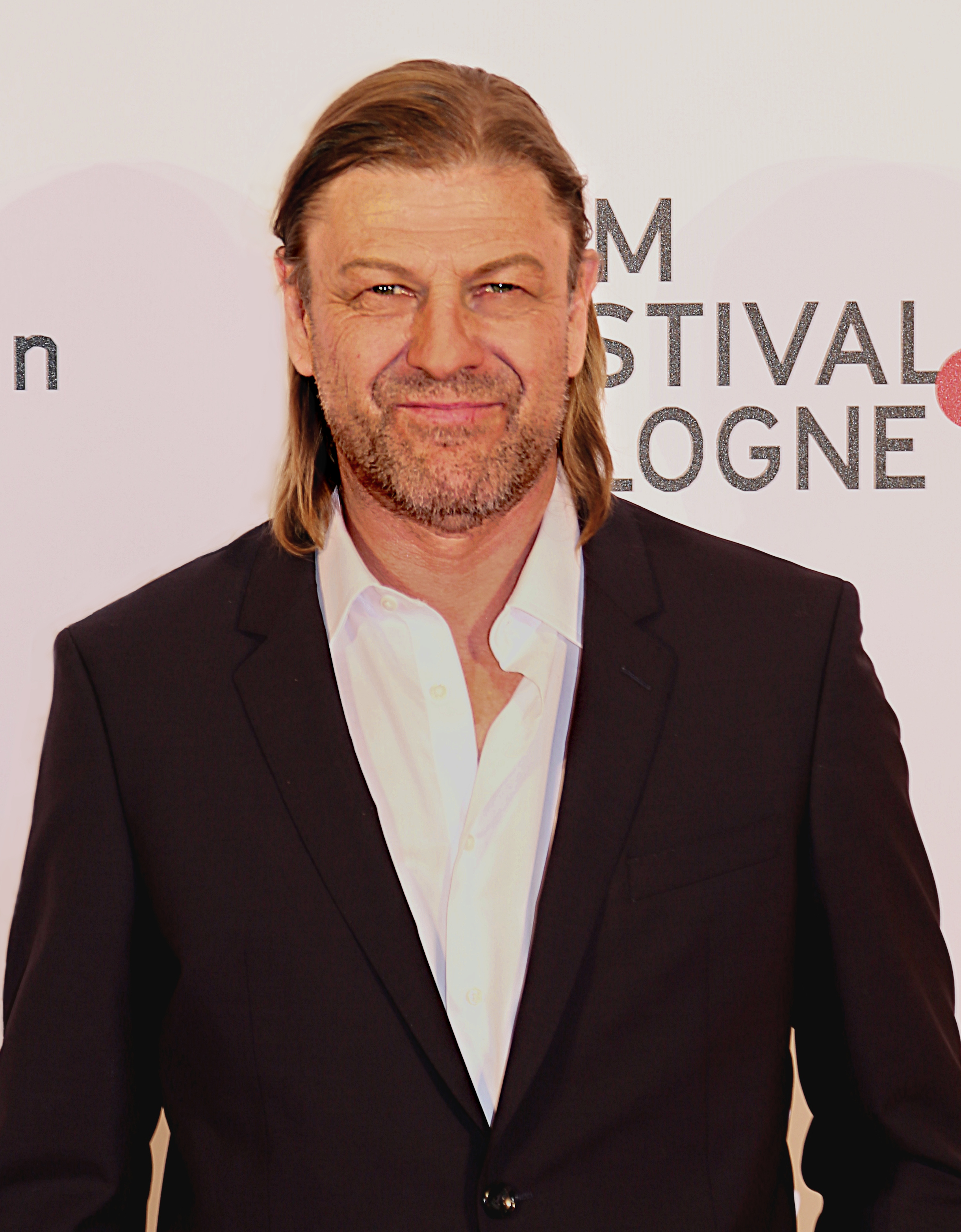
Sean Bean interprète Ned.
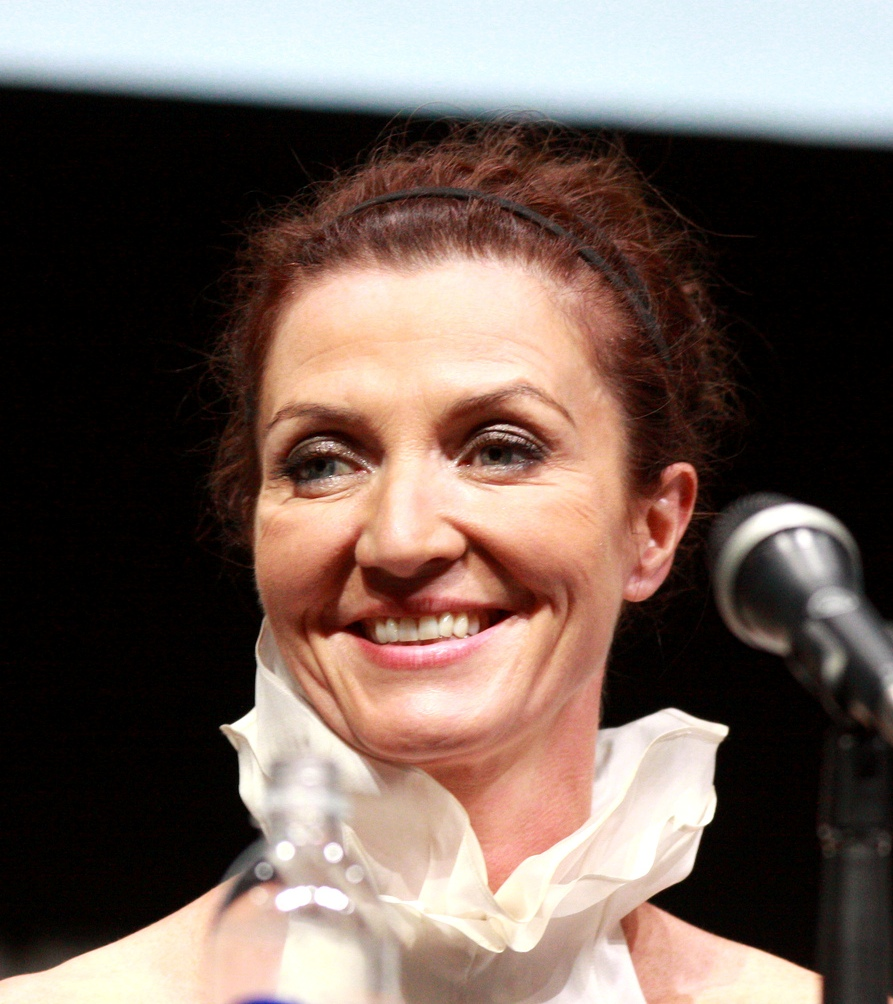
Michelle Fairley interprète Catelyn.
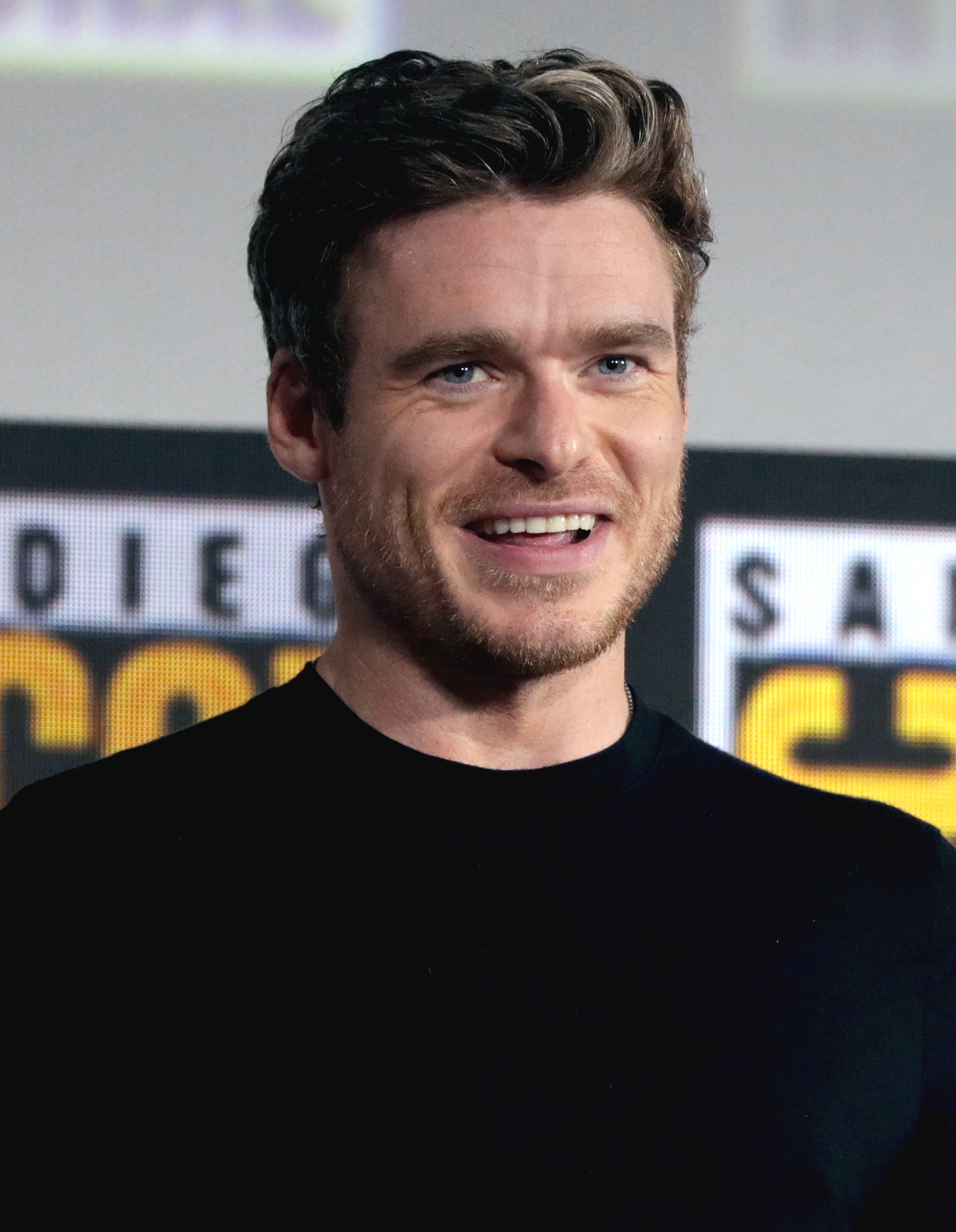
Richard Madden interprète Robb.
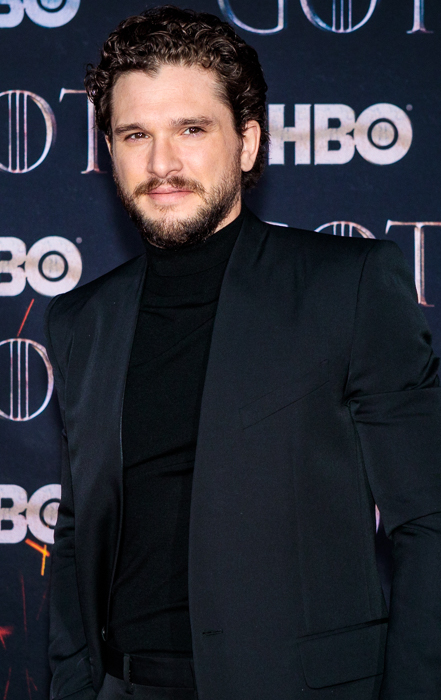
Kit Harington interprète Jon Snow.
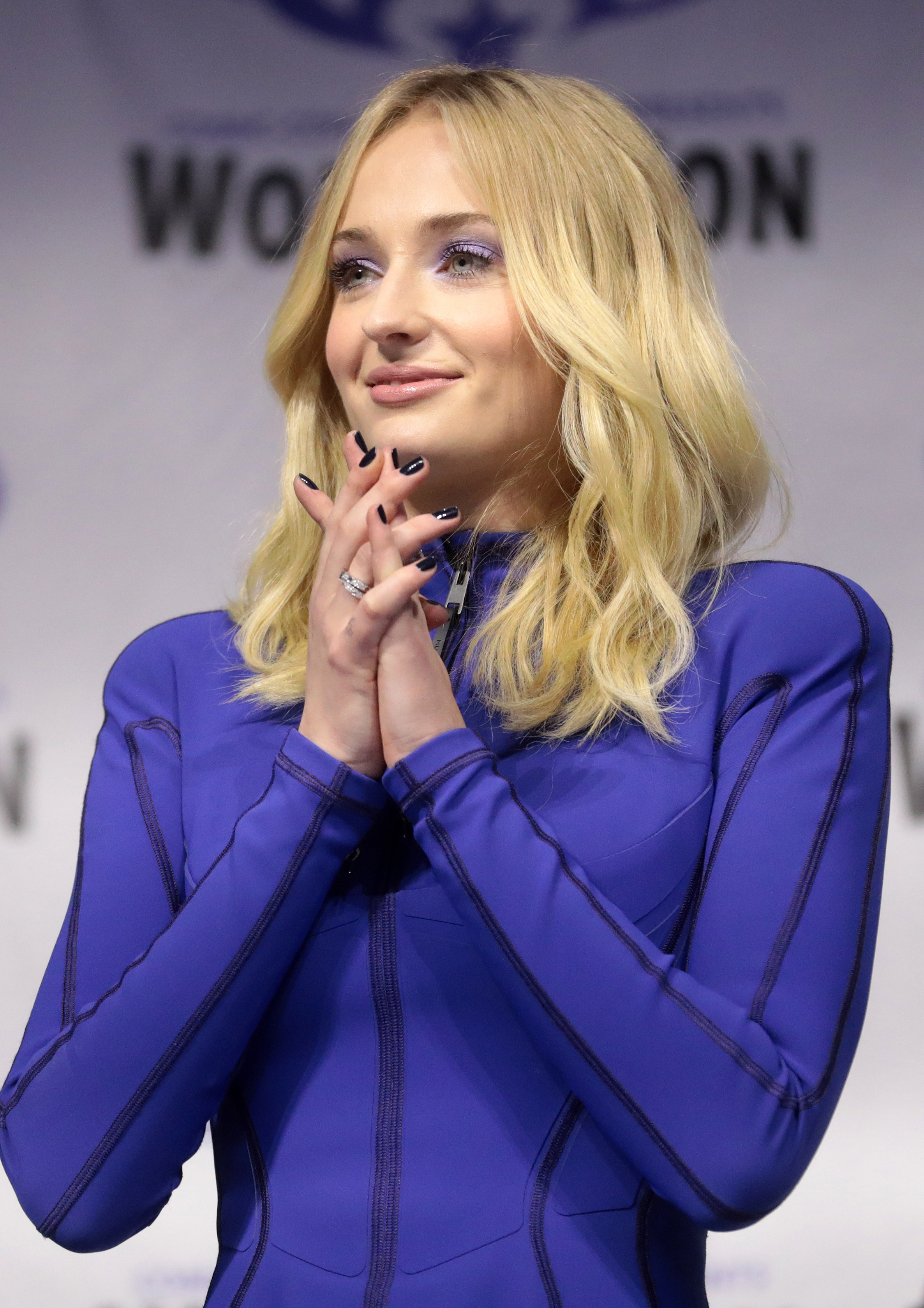
Sophie Turner interprète Sansa.
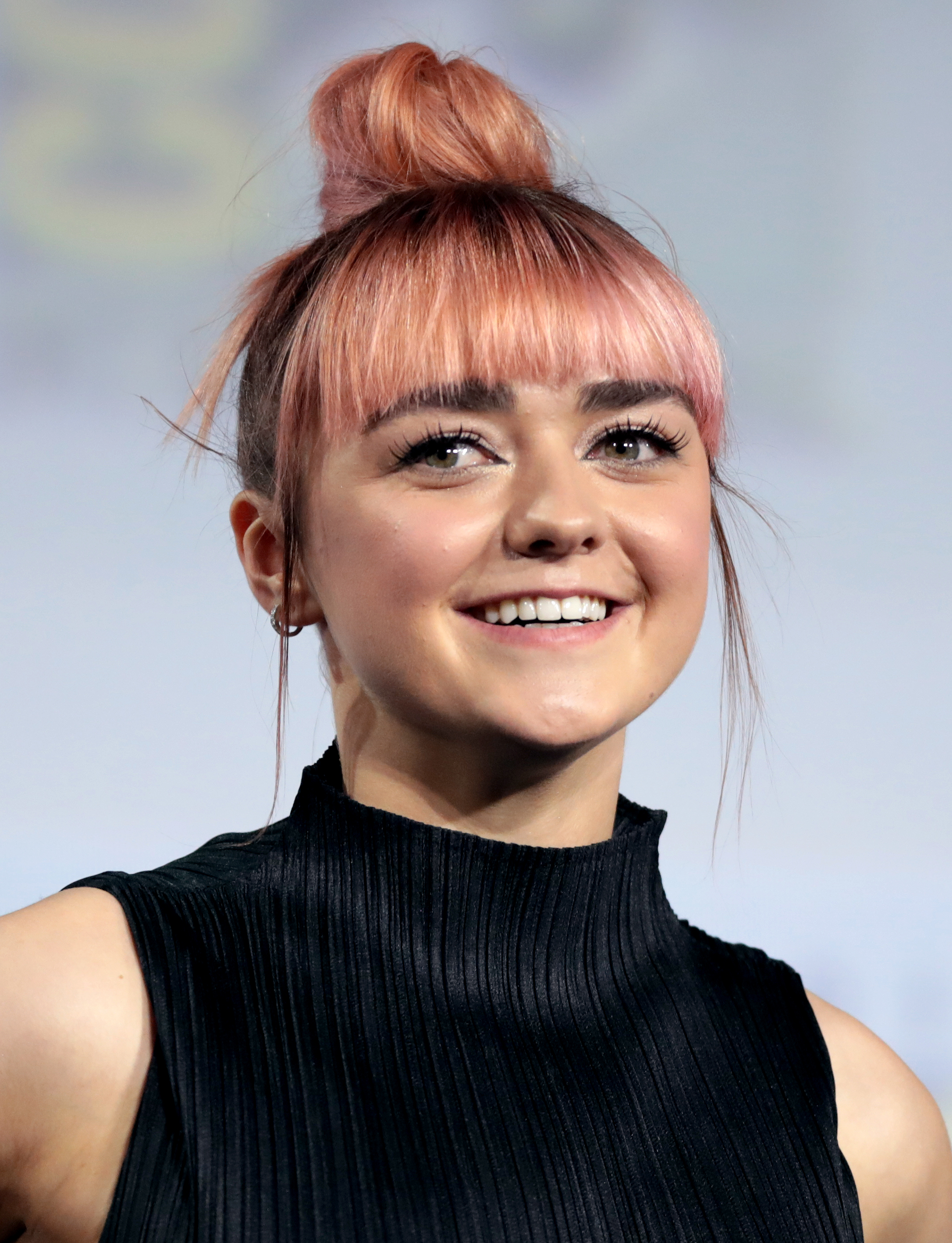
Maisie Williams interprète Arya.
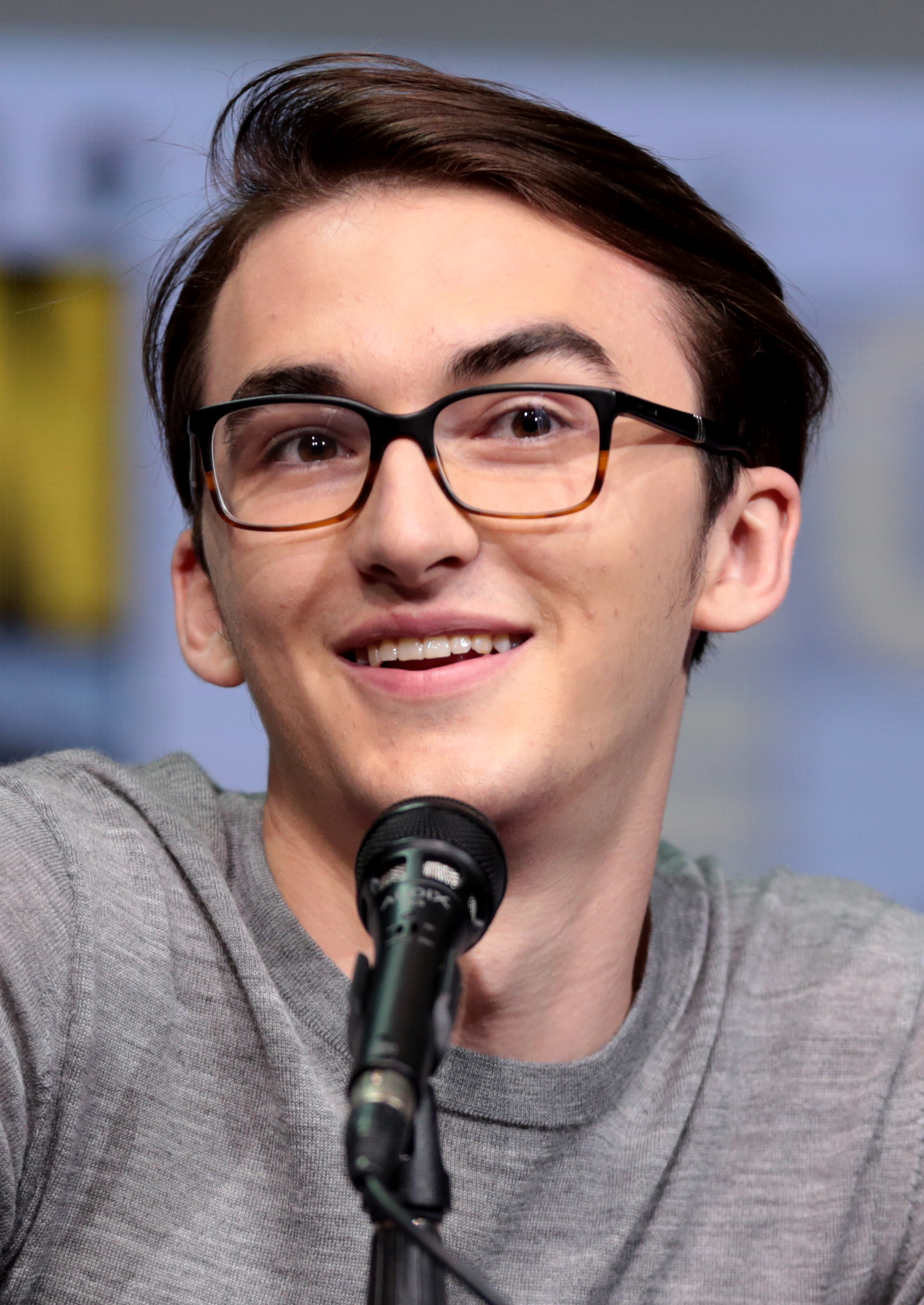
Isaac Hempstead-Wright interprète Bran.
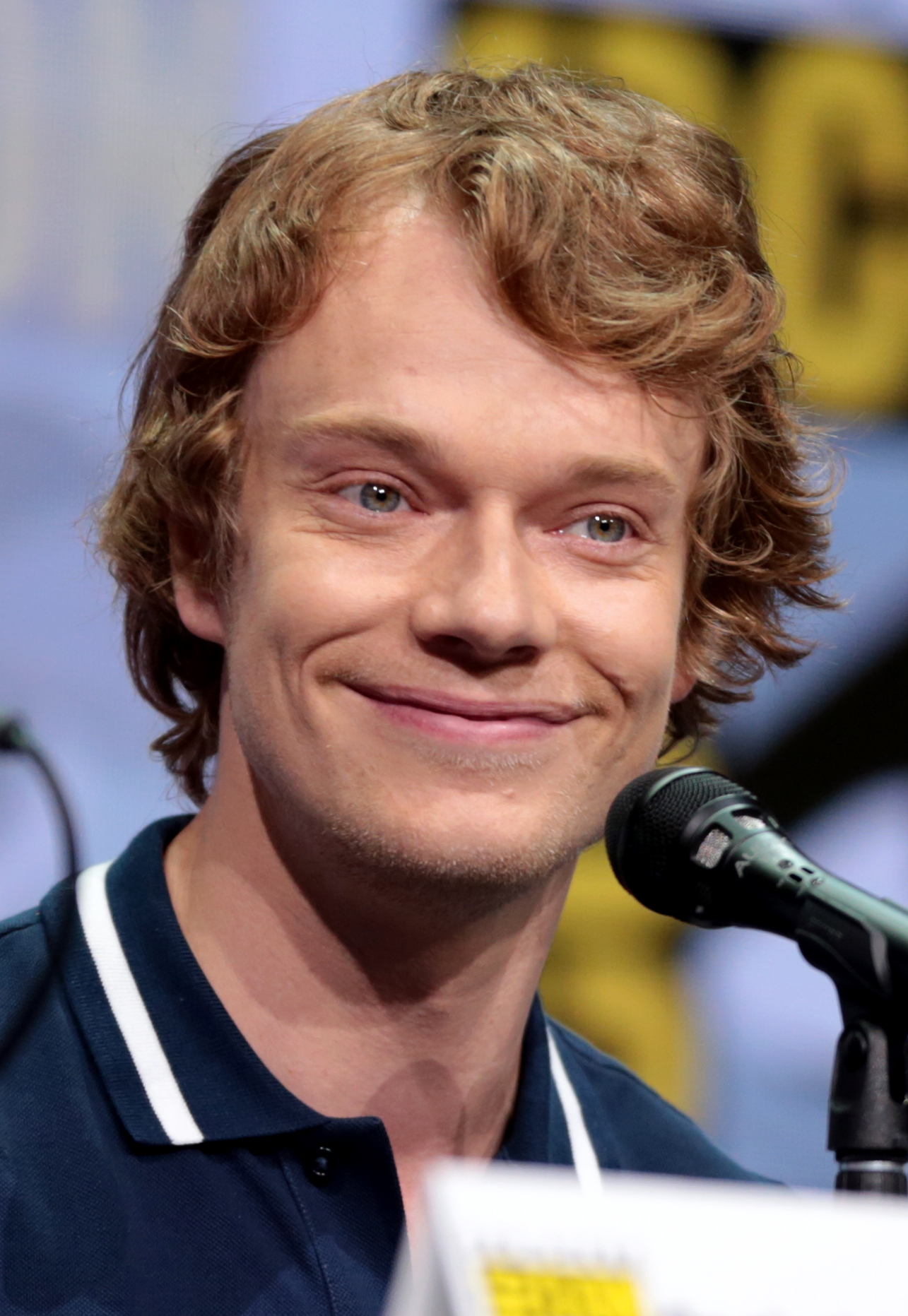
Alfie Allen interprète Theon Greyjoy.

Maison Targaryen et bannerêts.
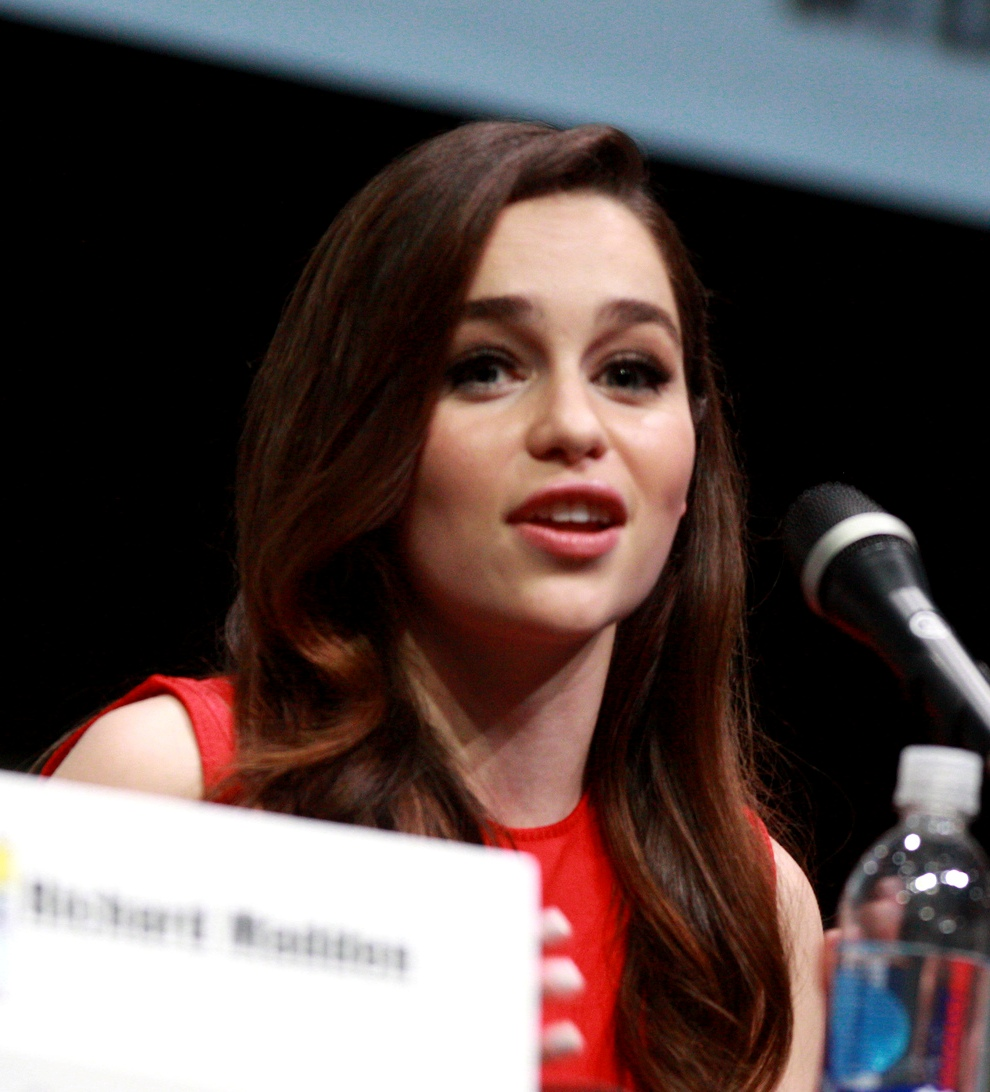
Emilia Clarke interprète Daenerys.
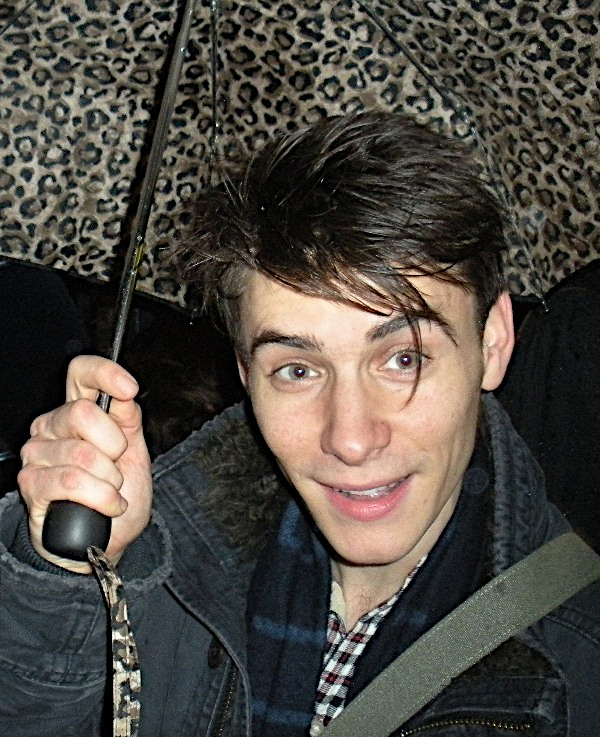
Harry Lloyd interprète Viserys.
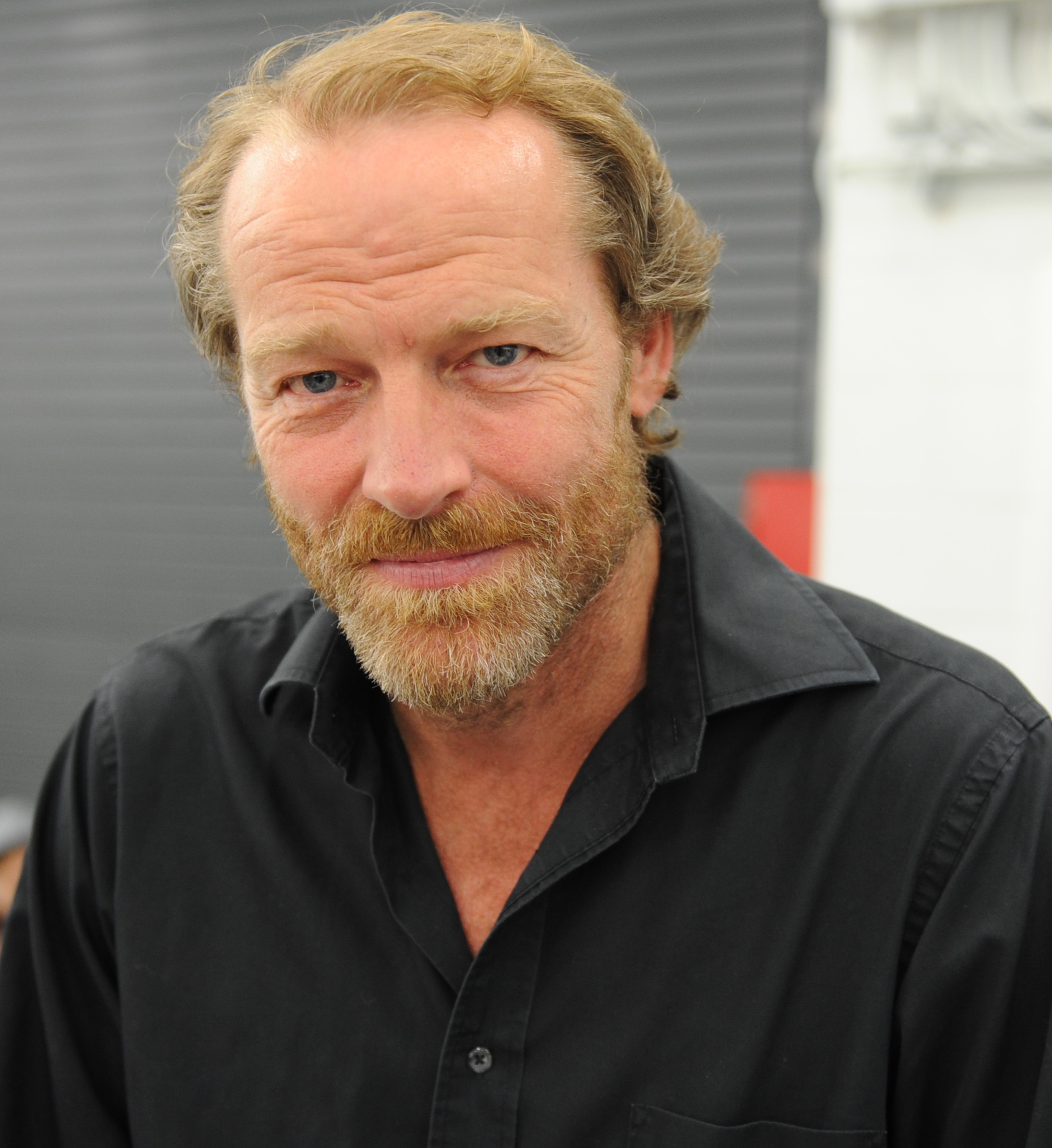
Iain Glen interprète Jorah Mormont.
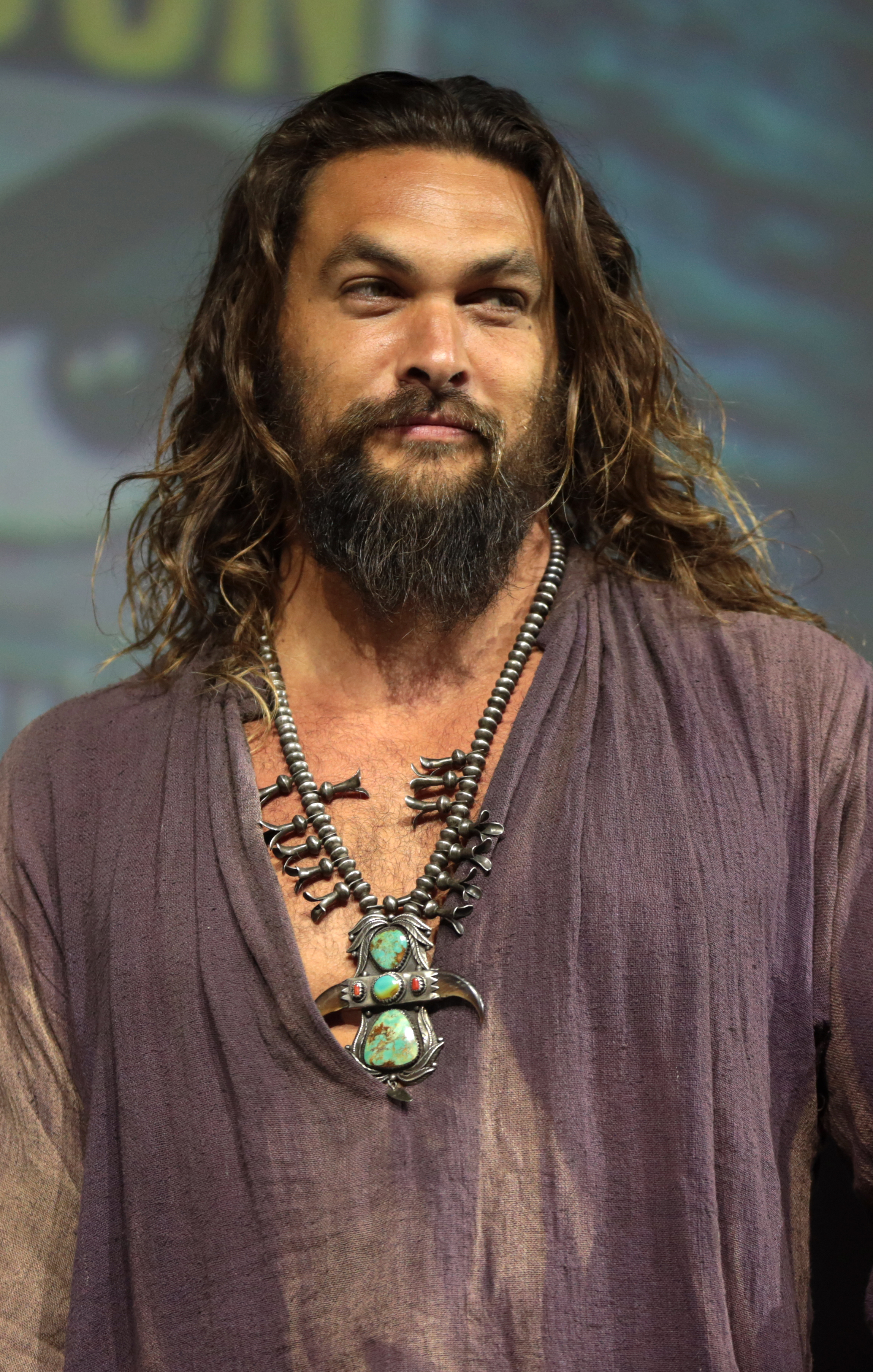
Jason Momoa interprète Khal Drogo.
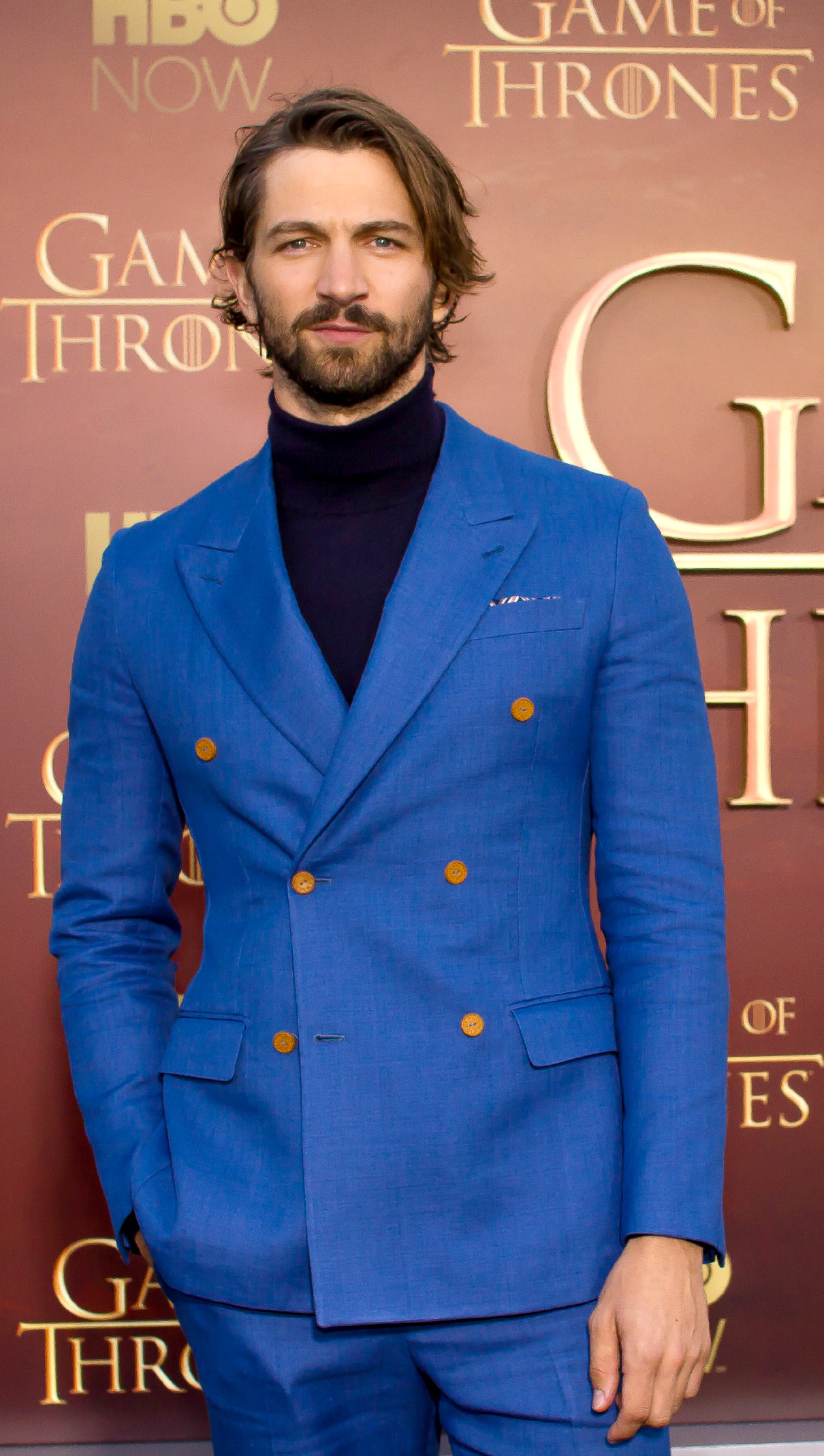
Michiel Huisman interprète Daario Naharis.
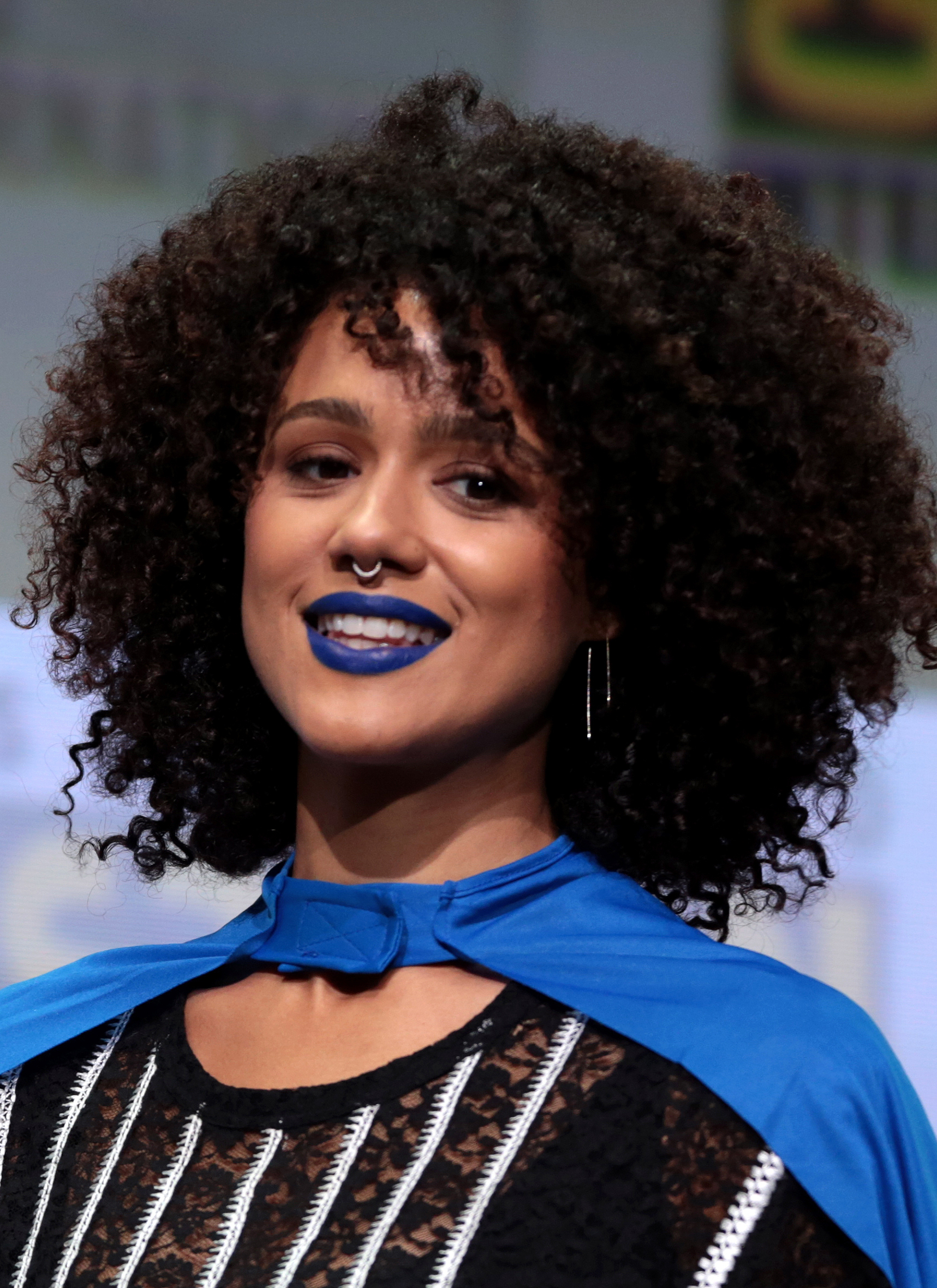
Nathalie Emmanuel interprète Missandei.
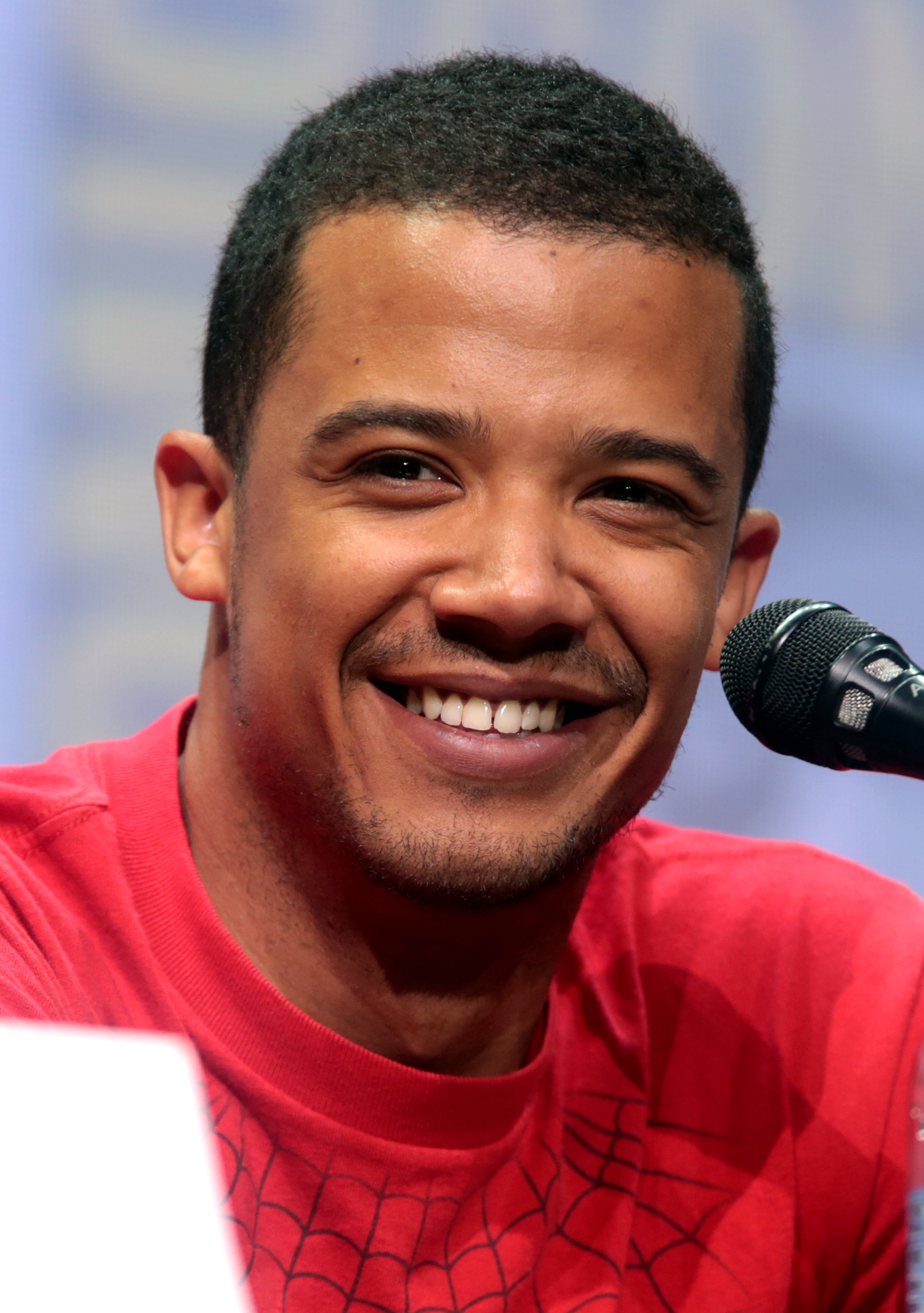
Jacob Anderson interprète Ver Gris.

Maison Lannister et bannerêts.
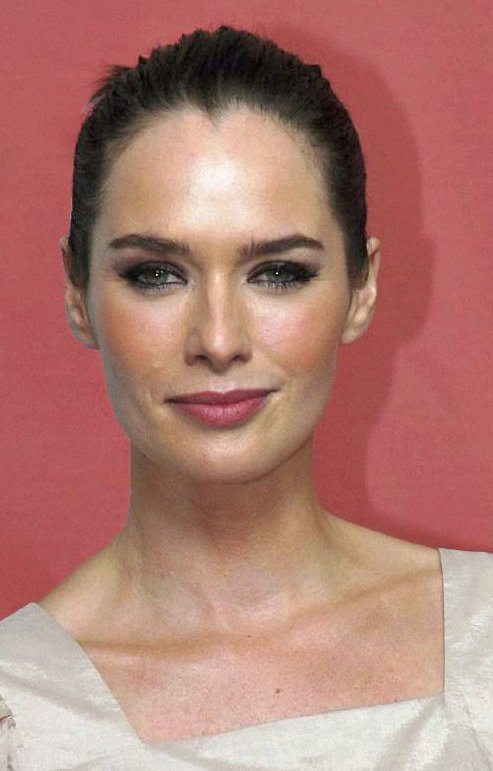
Lena Headey interprète Cersei.
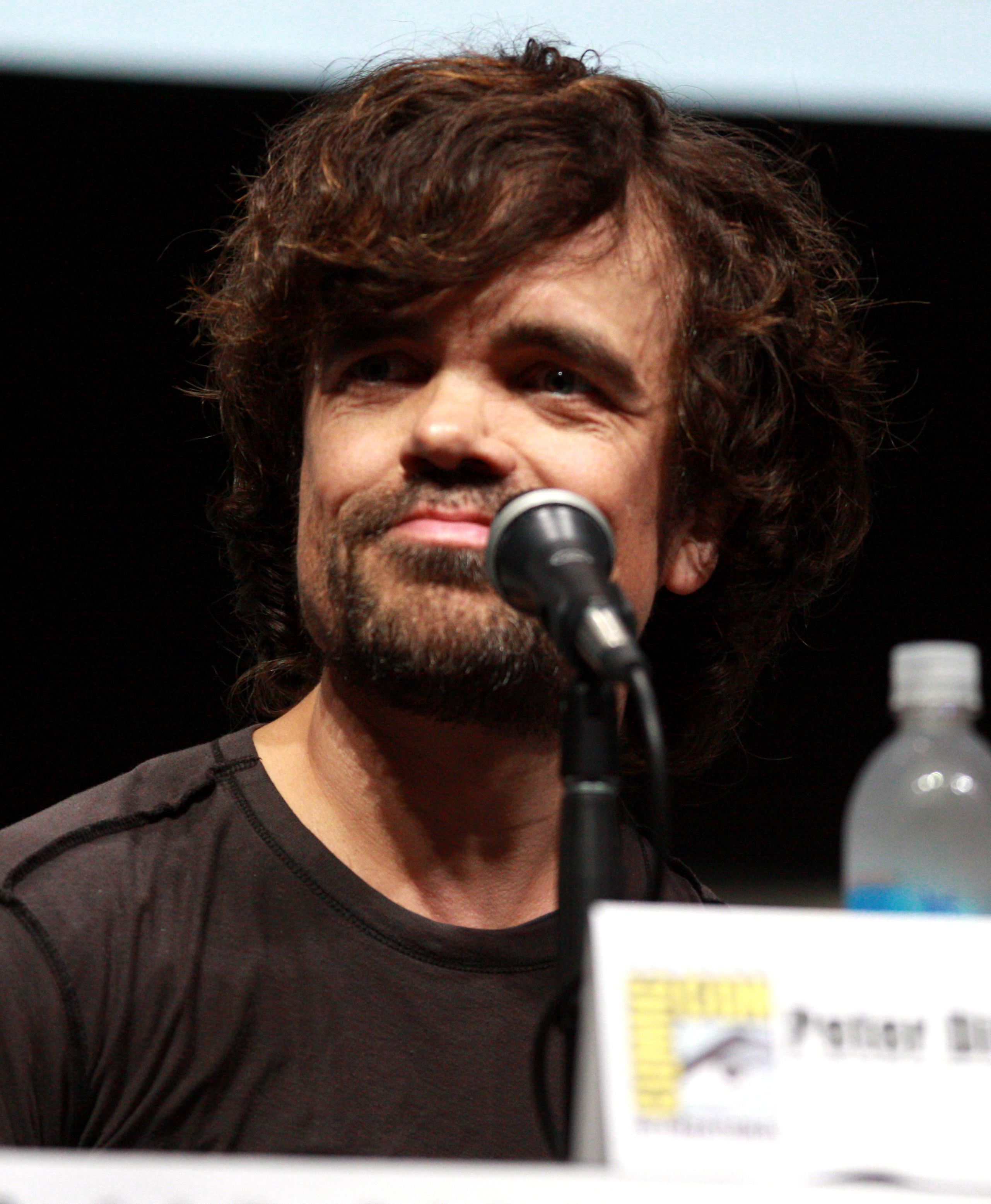
Peter Dinklage interprète Tyrion.
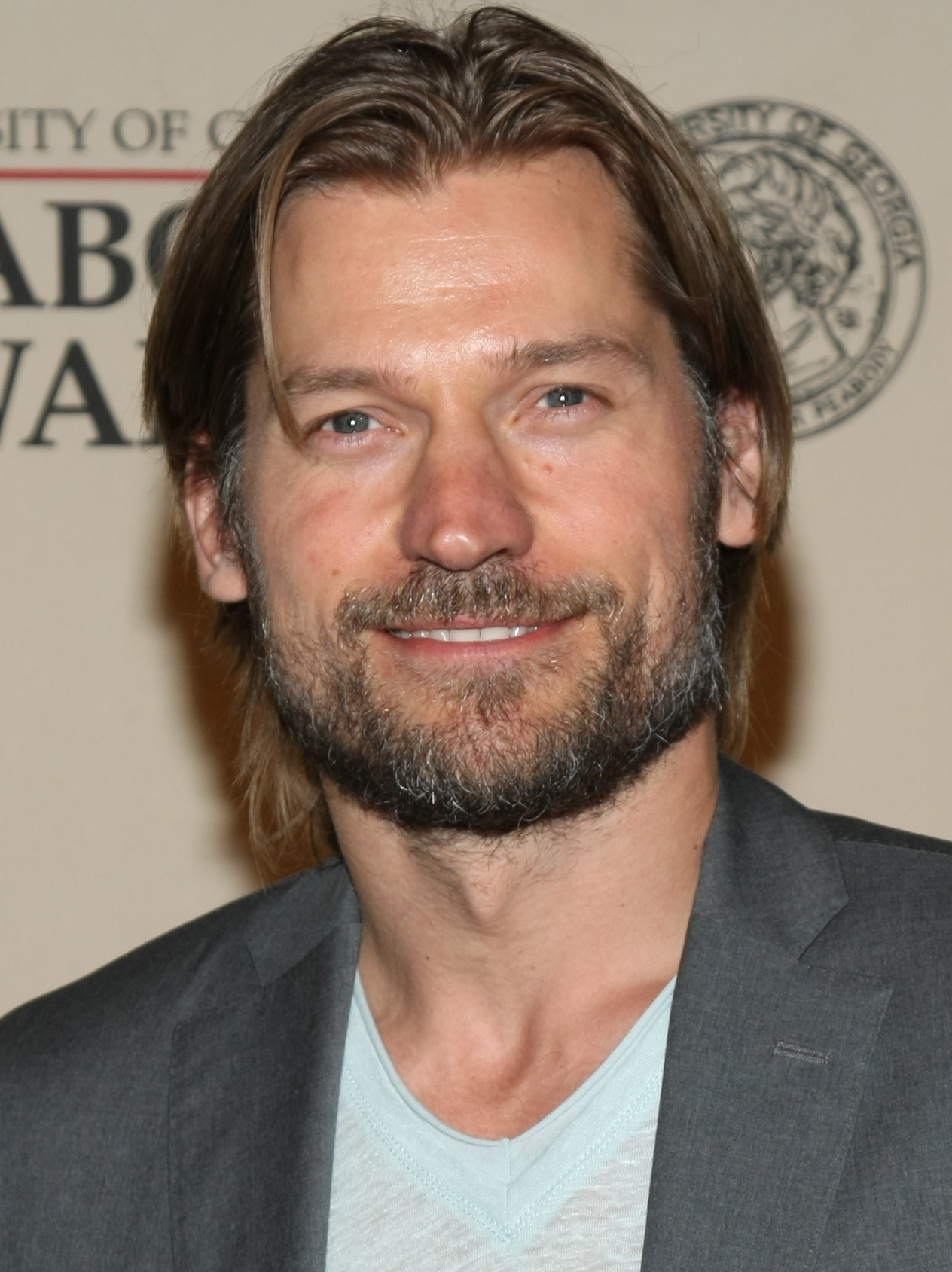
Nikolaj Coster-Waldau interprète Jaime.
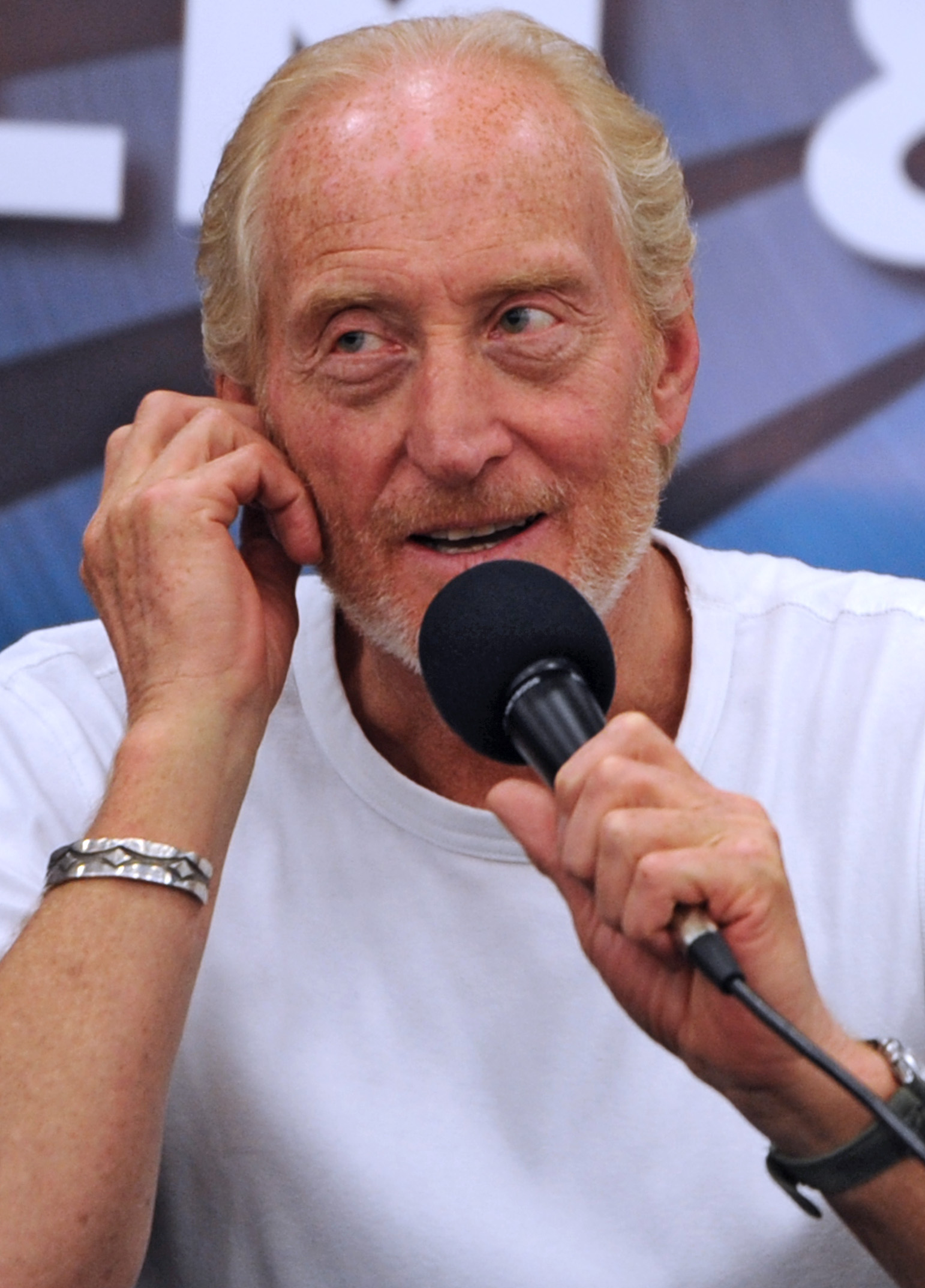
Charles Dance interprète Tywin.
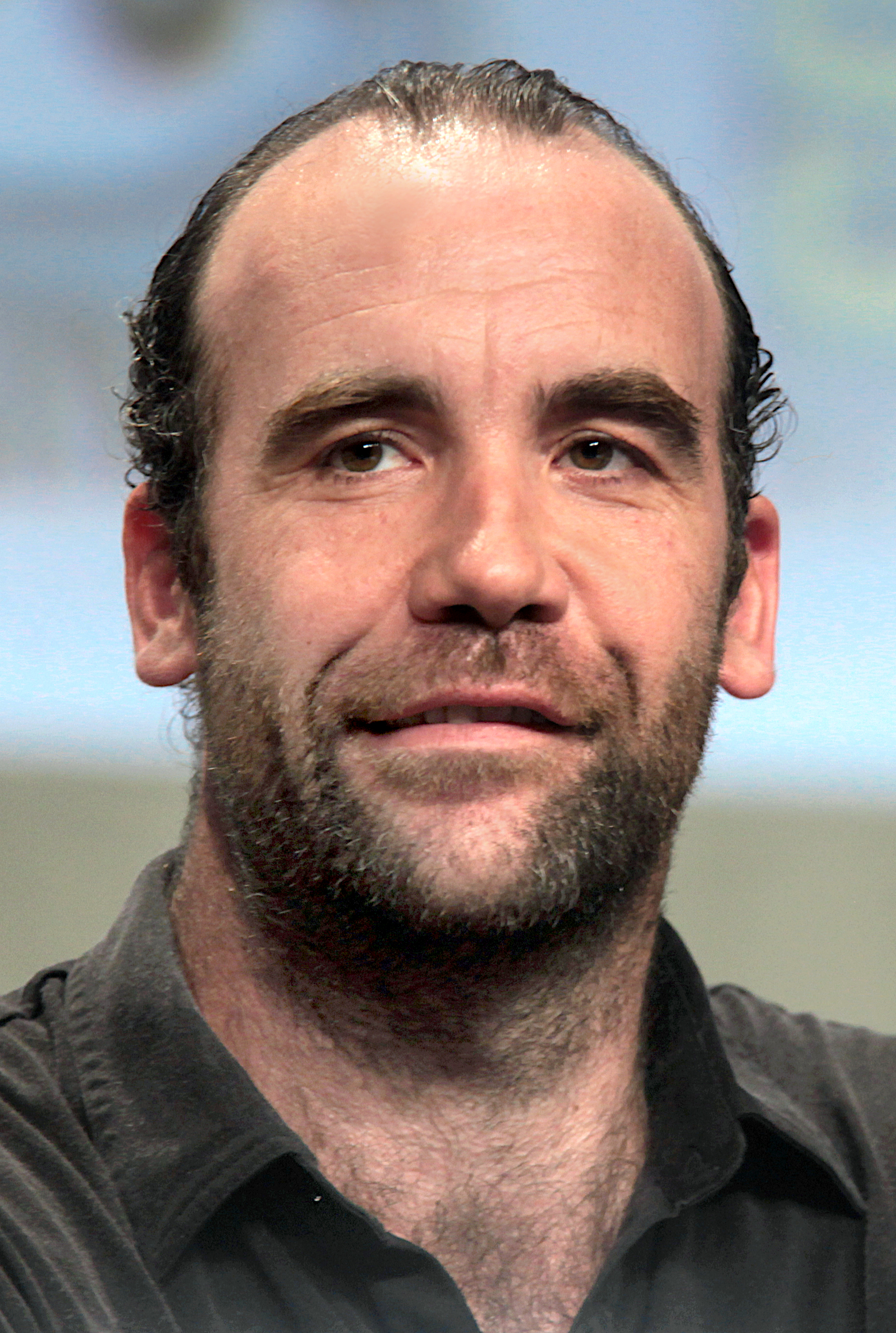
Rory McCann interprète Sandor Clegane.
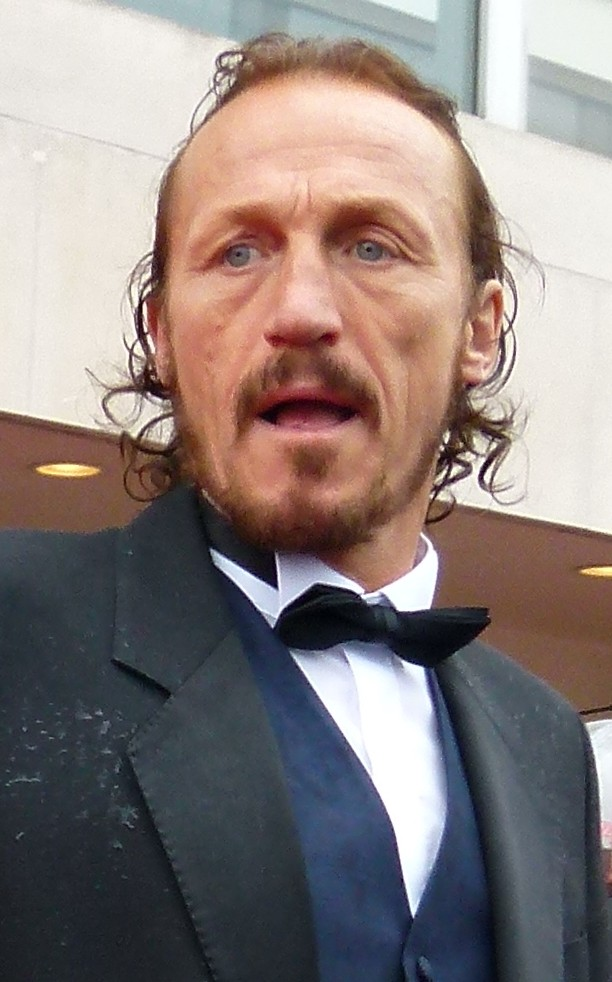
Jerome Flynn interprète Bronn.

Maison Baratheon et bannerêts.
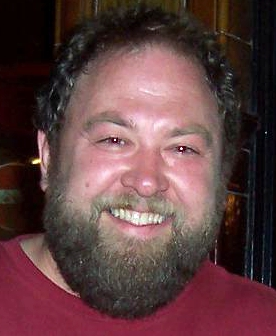
Mark Addy interprète Robert.
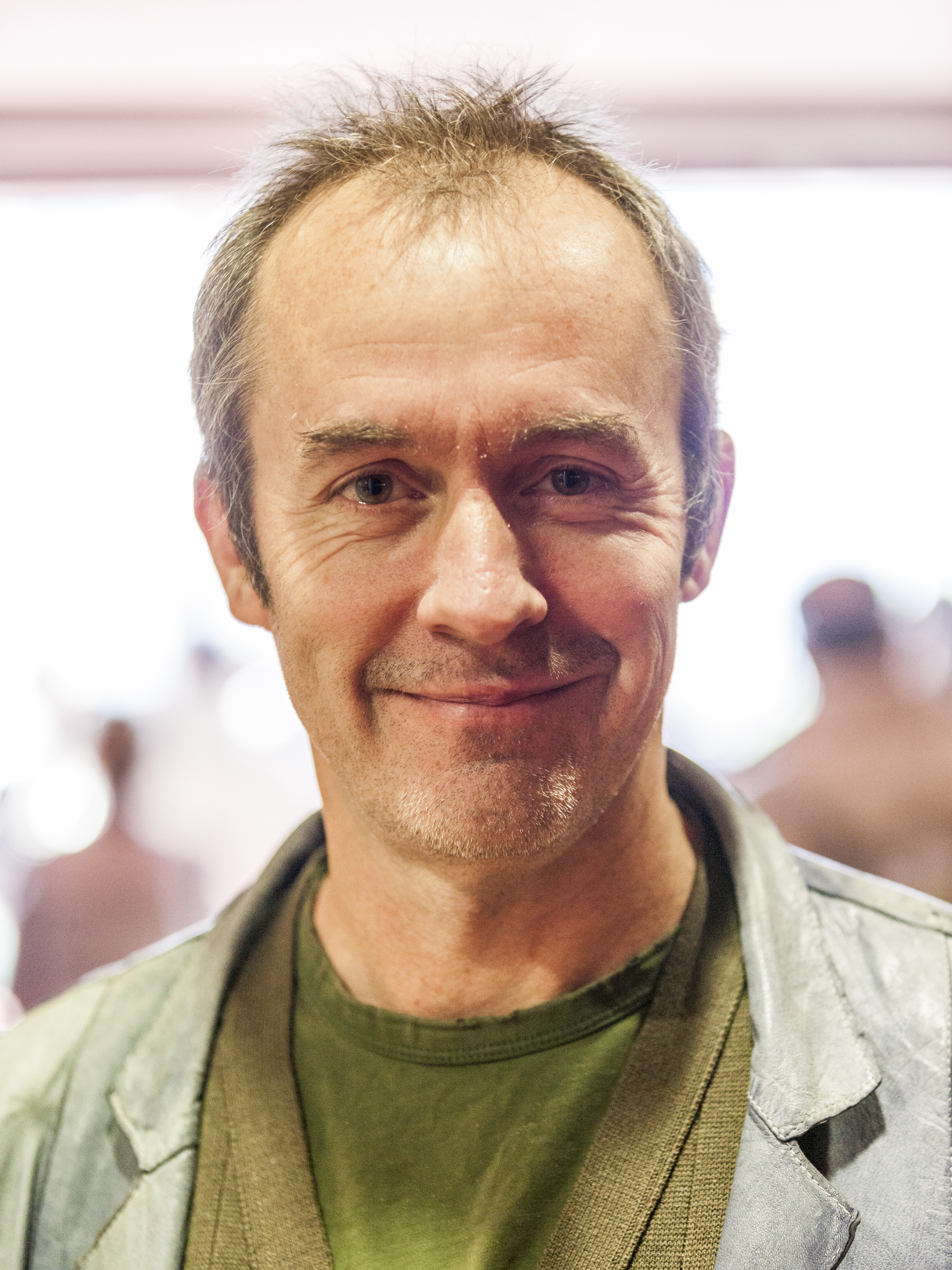
Stephen Dillane interprète Stannis.
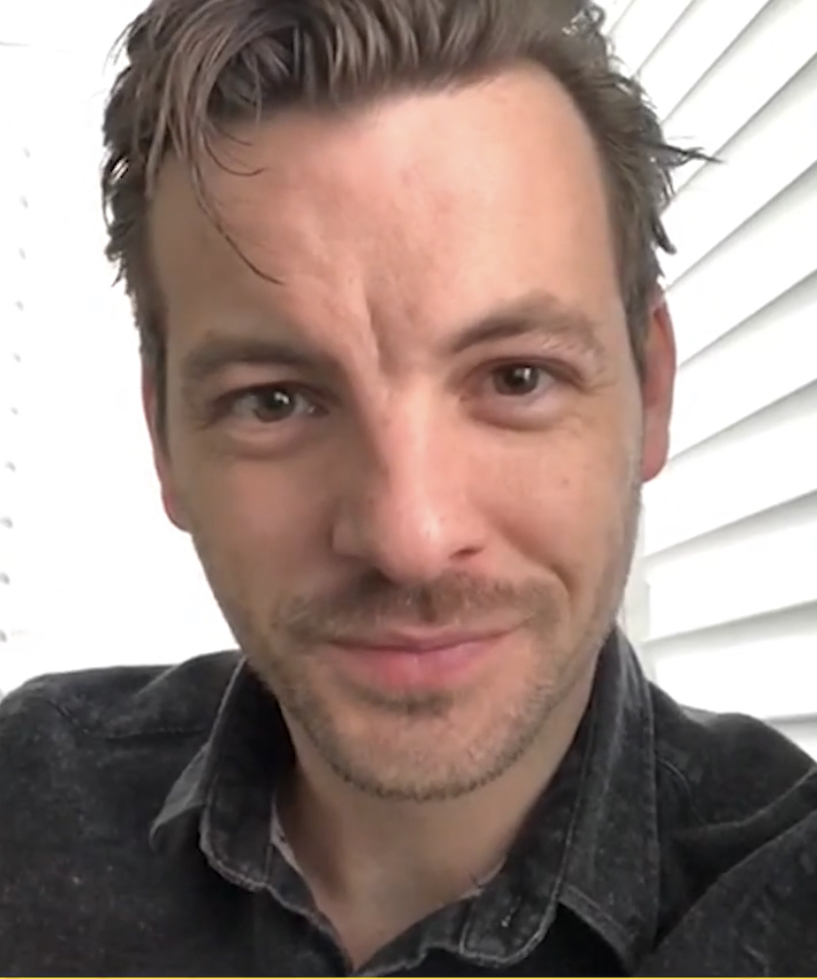
Gethin Anthony interprète Renly.
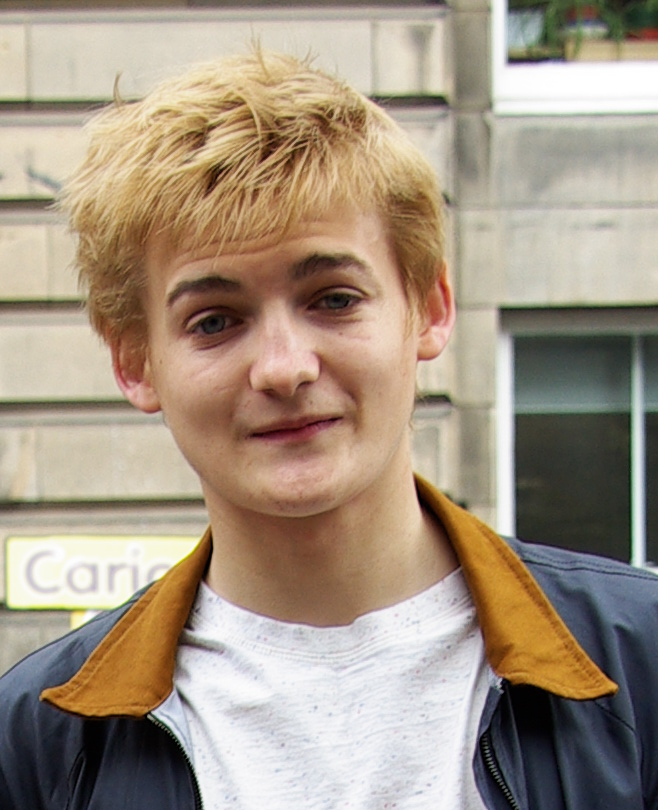
Jack Gleeson interprète Joffrey.
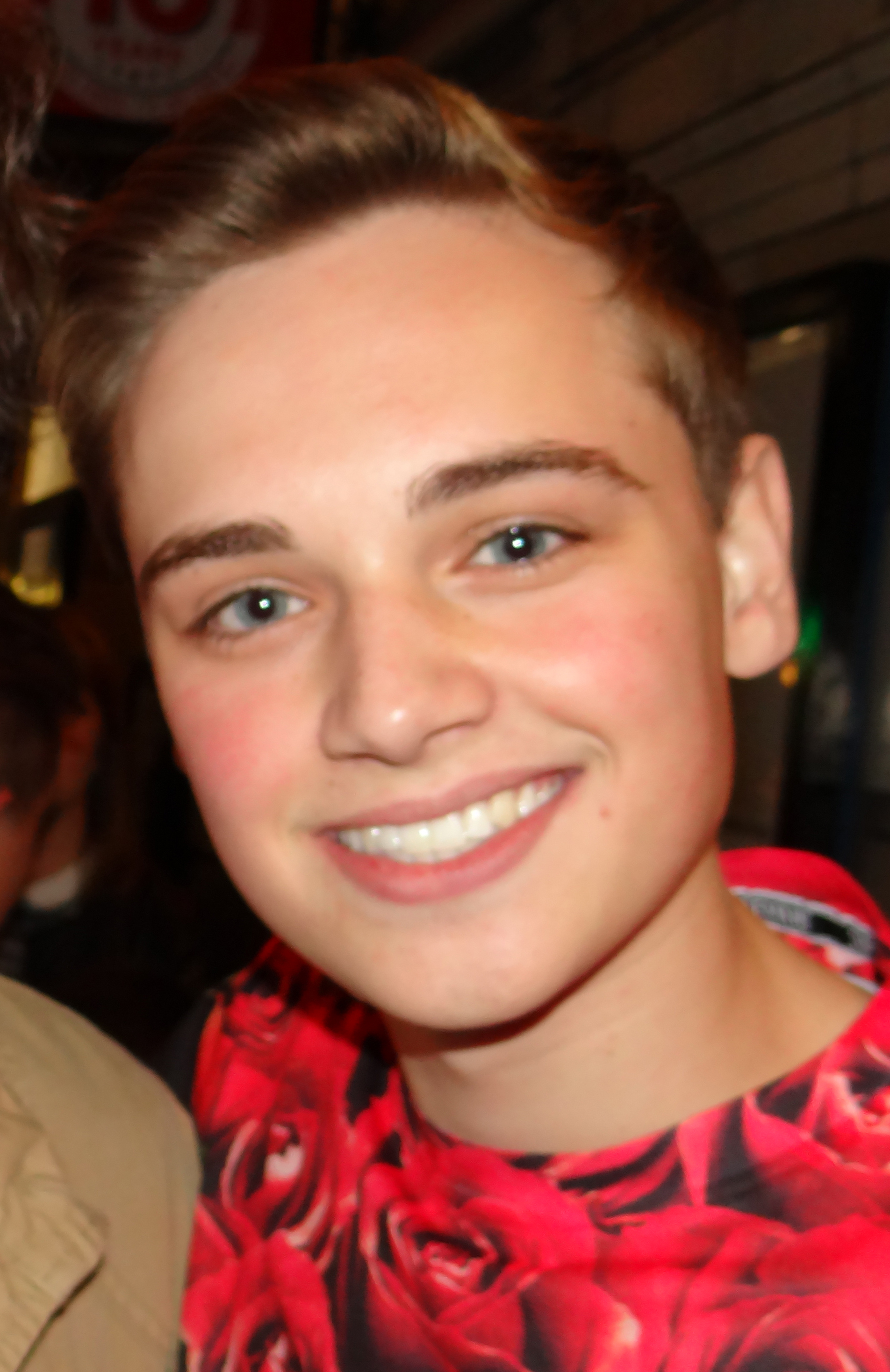
Dean-Charles Chapman interprète Tommen.
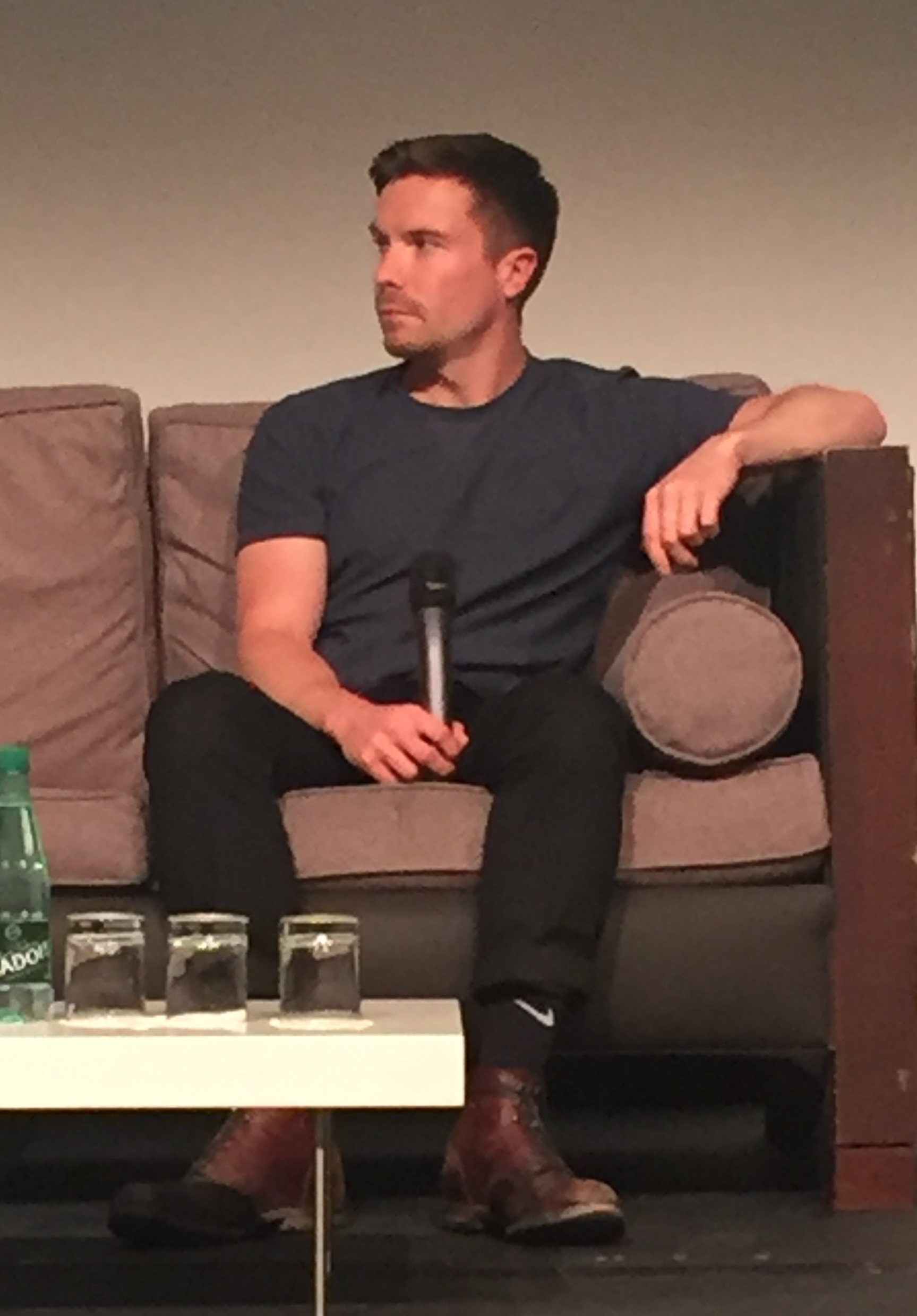
Joe Dempsie interprète Gendry.
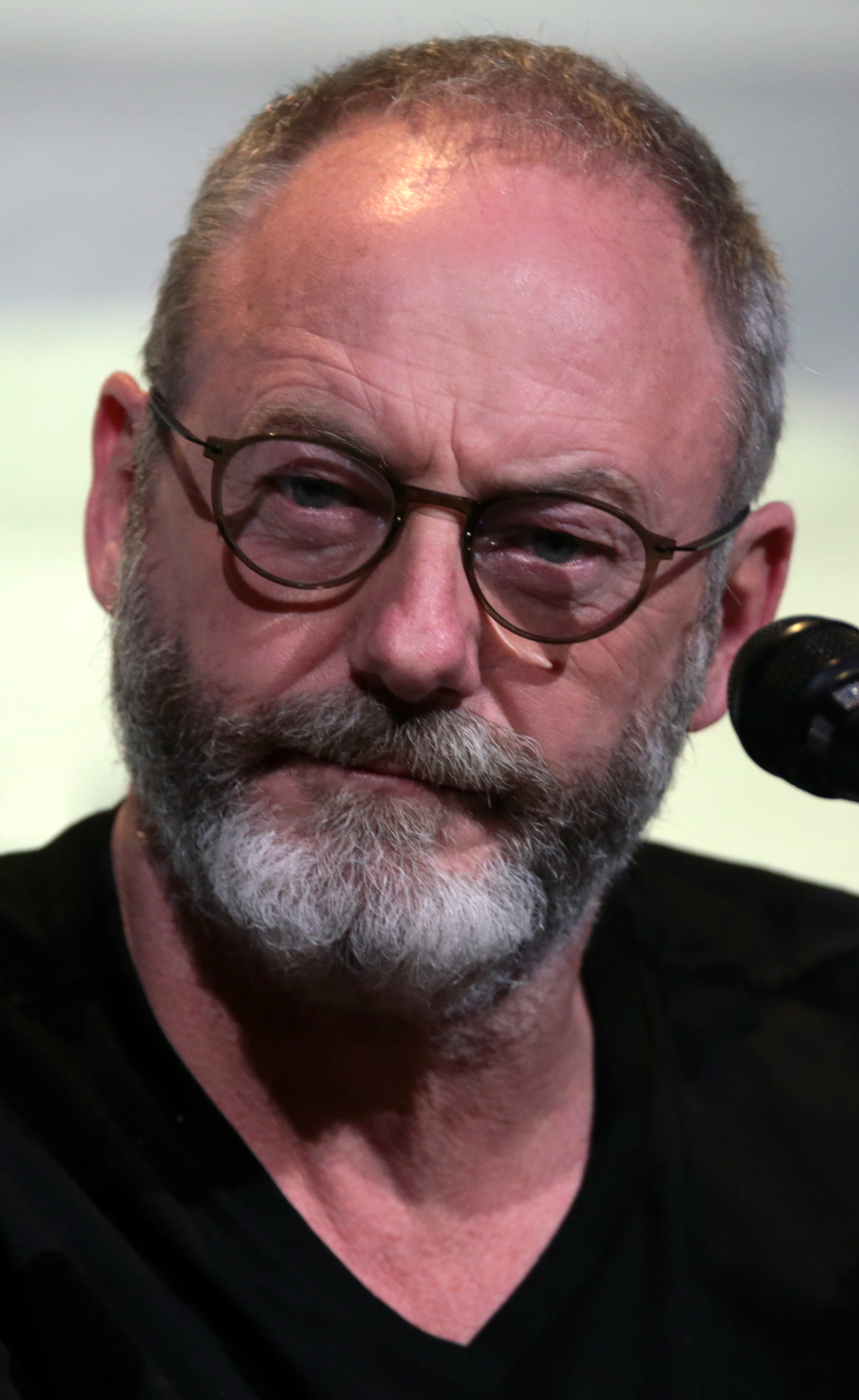
Liam Cunningham interprète Davos Mervault.
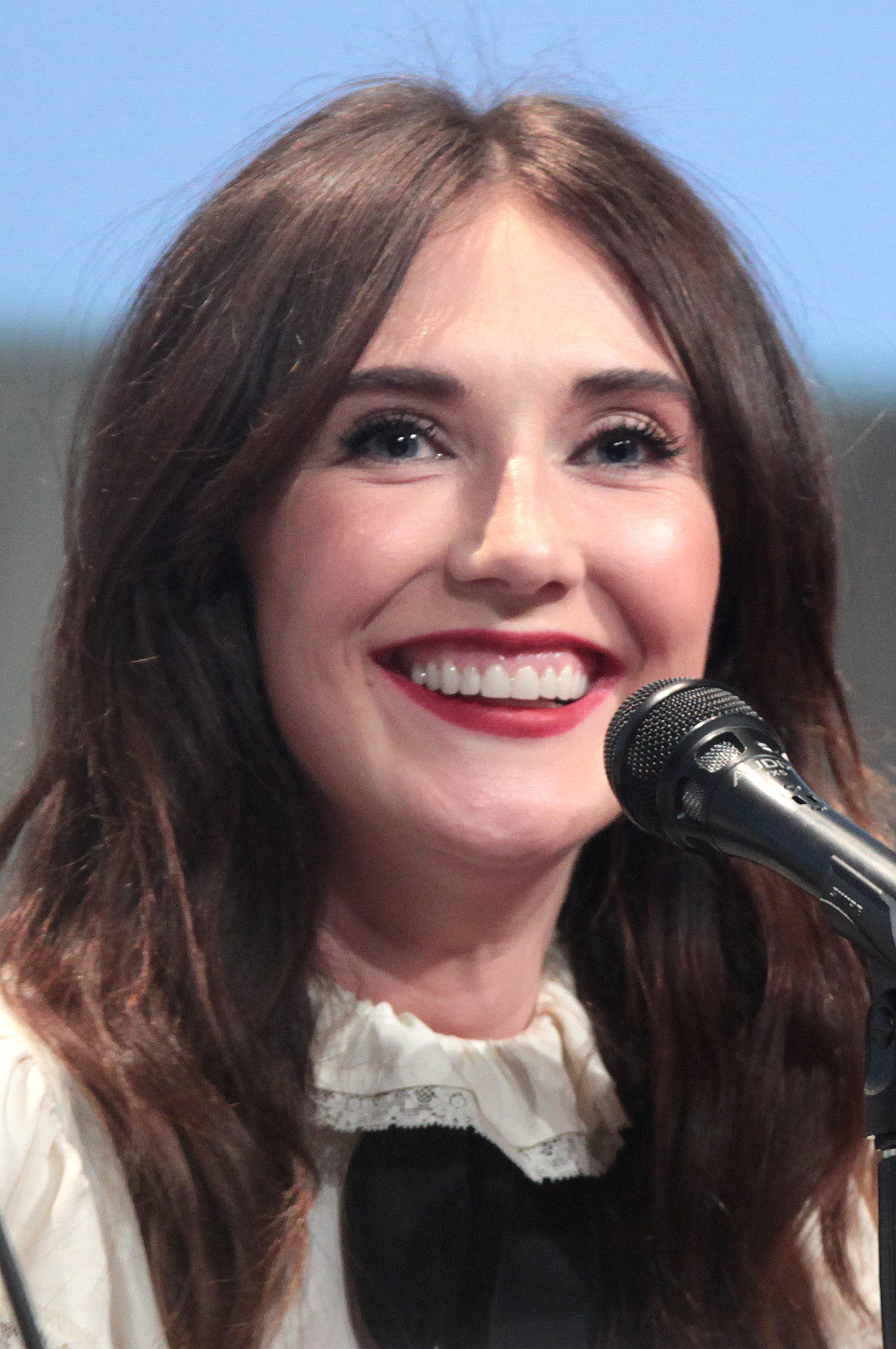
Carice van Houten interprète Mélisandre d'Asshaï.
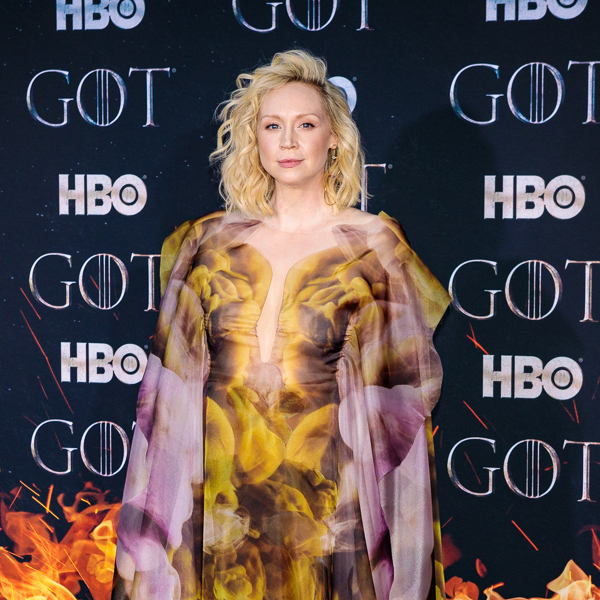
Gwendoline Christie interprète Brienne de Torth.

Membre de la Garde de nuit et sauvageons.
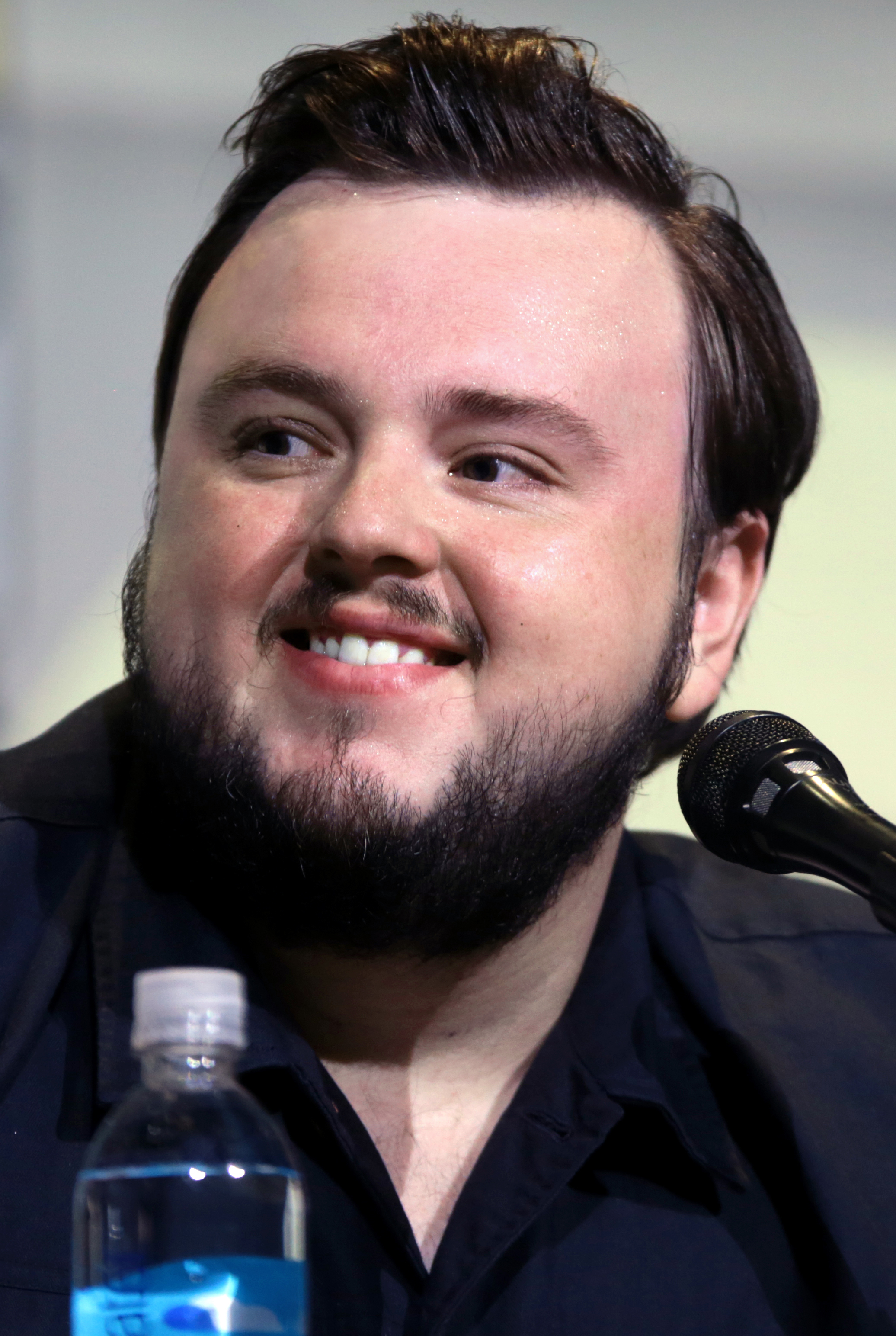
John Bradley-West interprète Samwell Tarly.
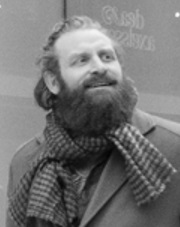
Kristofer Hivju interprète Tormund Fleau d’Ogres.
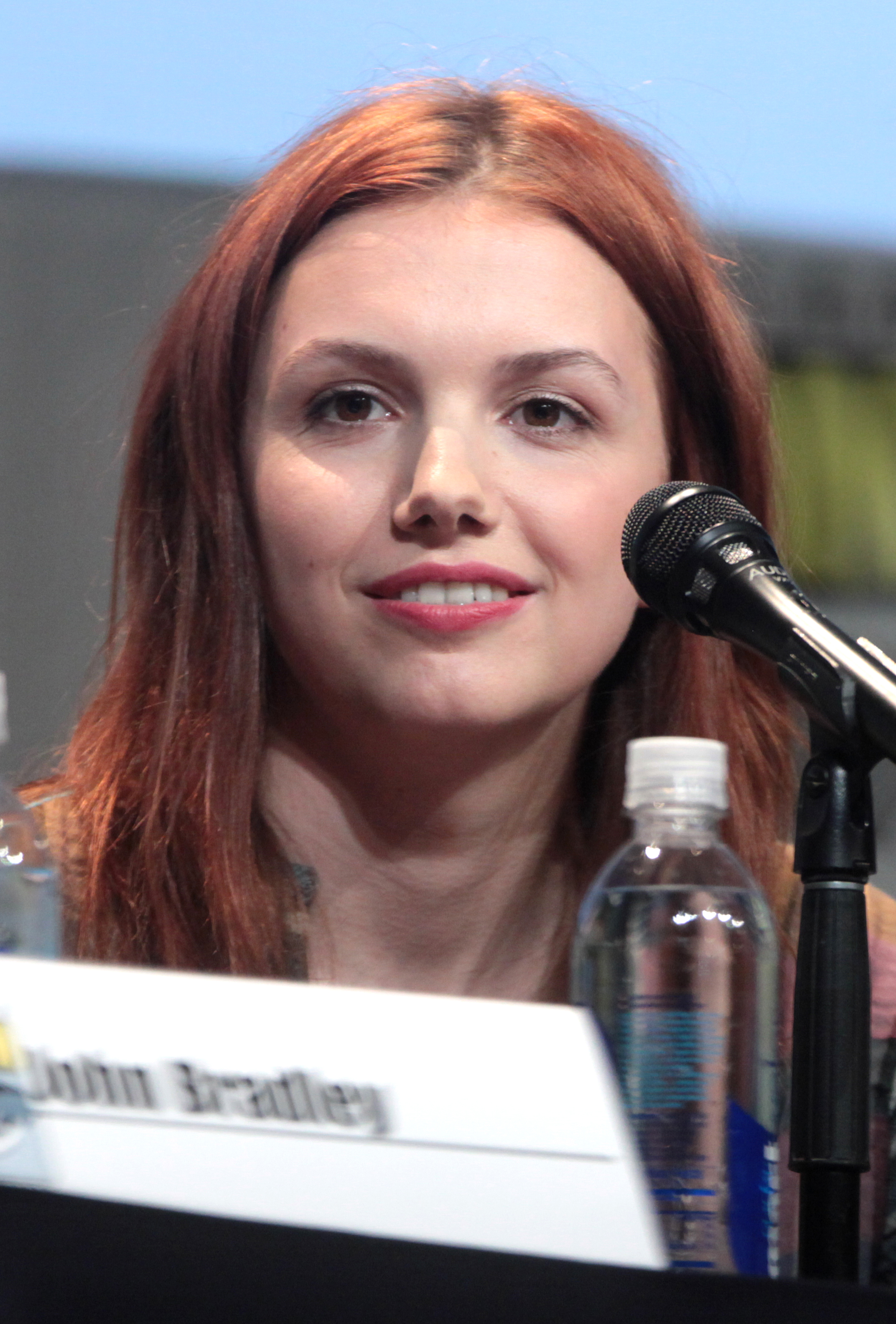
Hannah Murray interprète Vère.
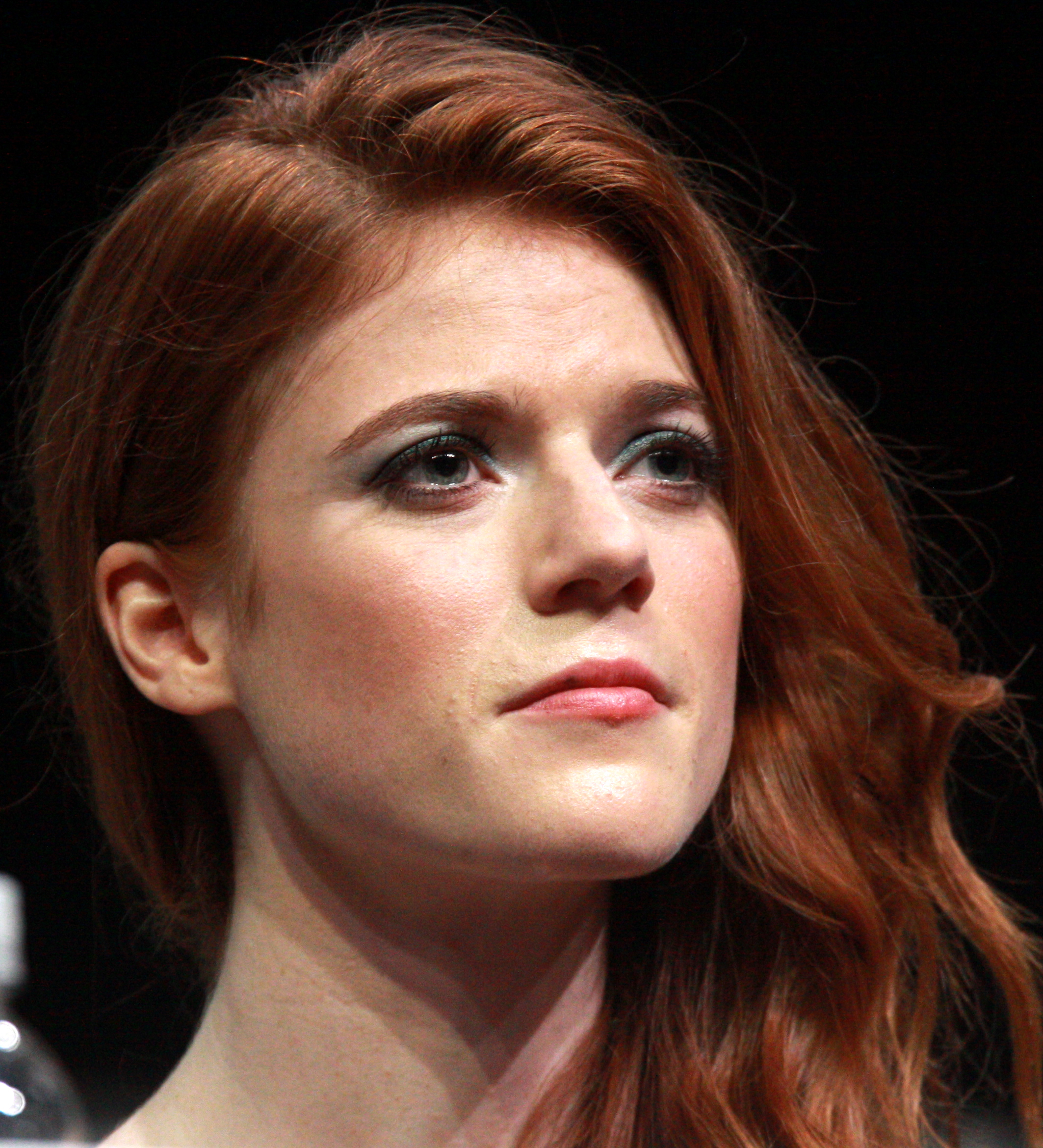
Rose Leslie interprète Ygritte.
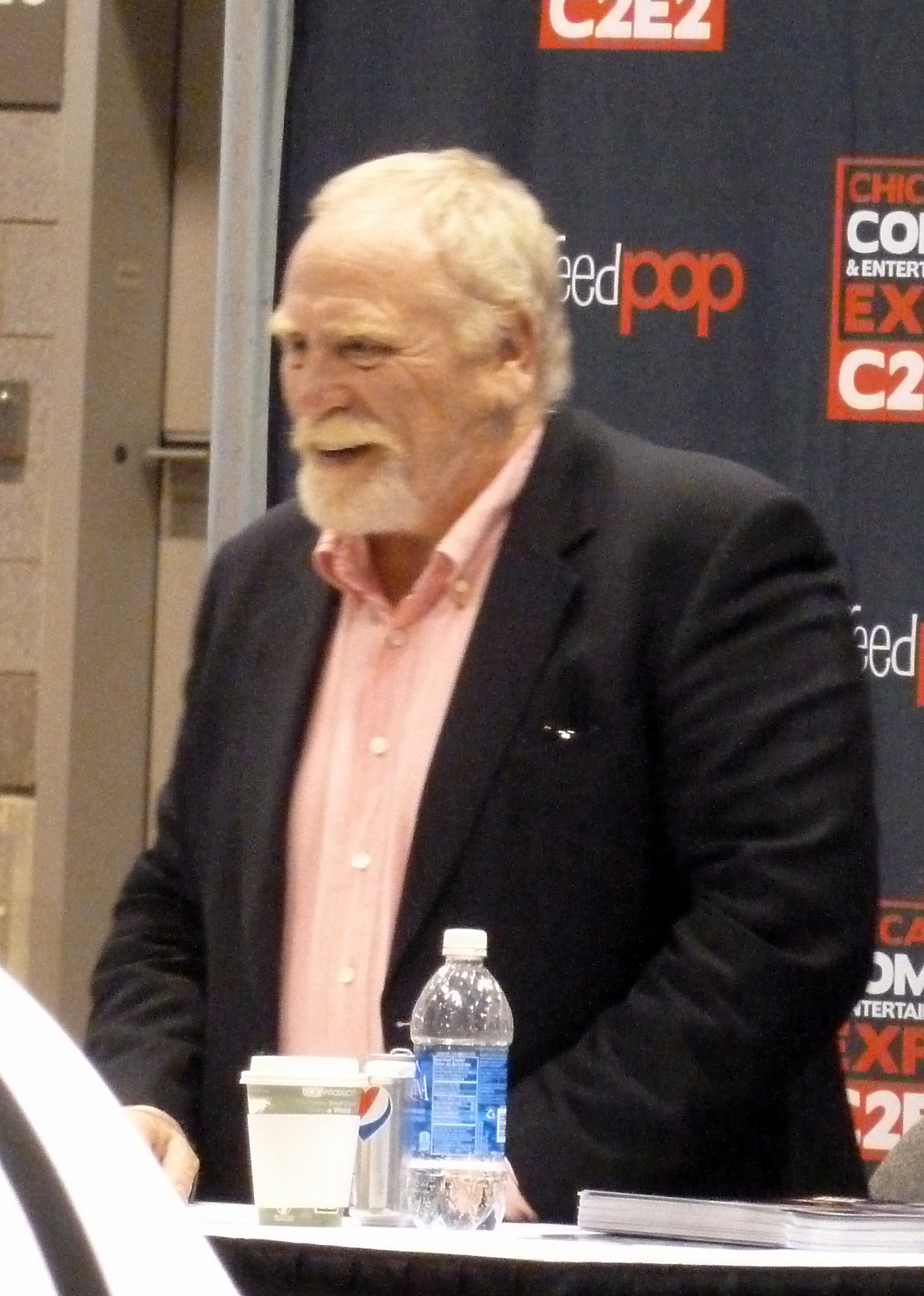
James Cosmo interprète Jeor Mormont.

Autres personnages.
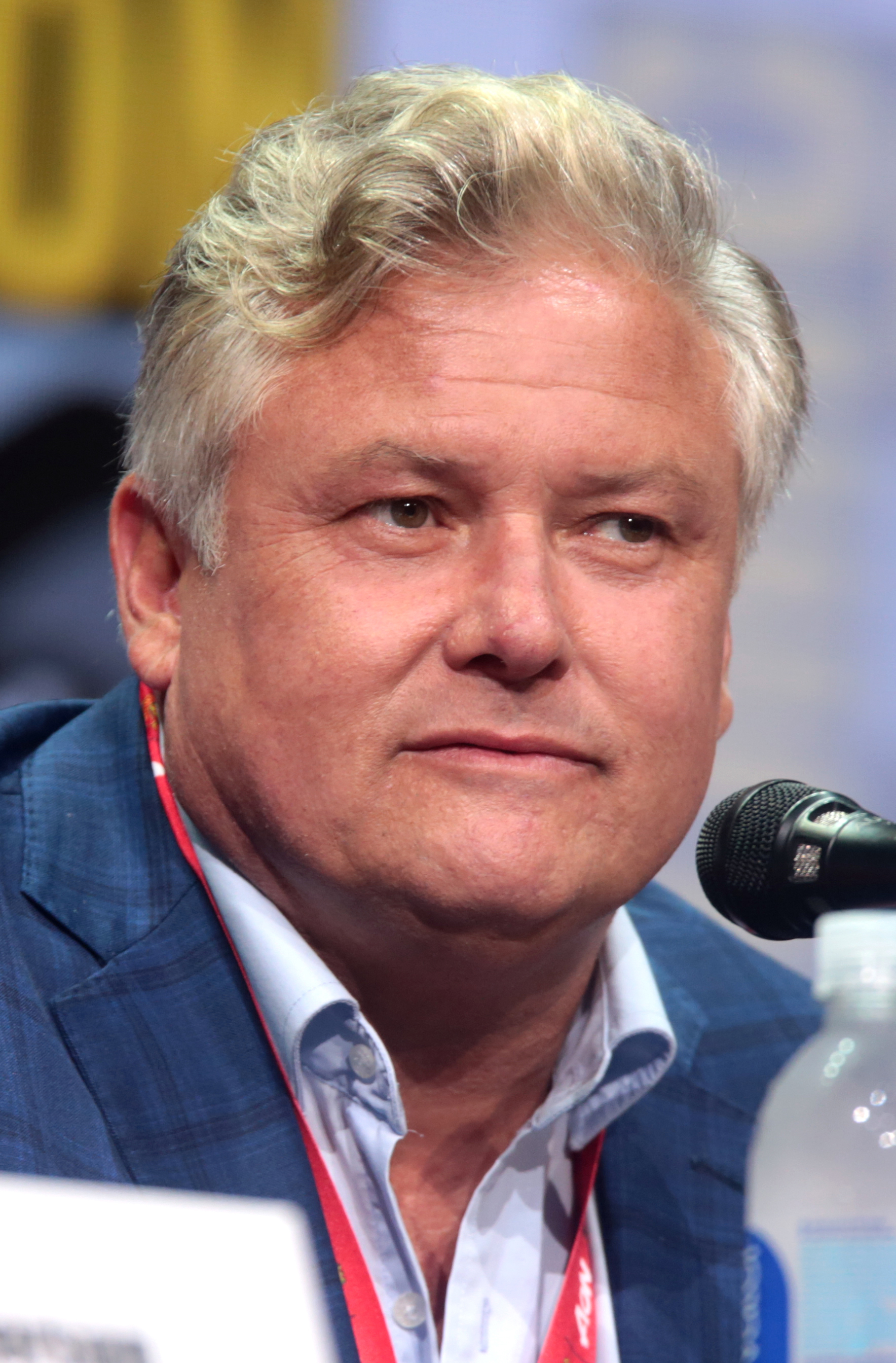
Conleth Hill interprète Varys.
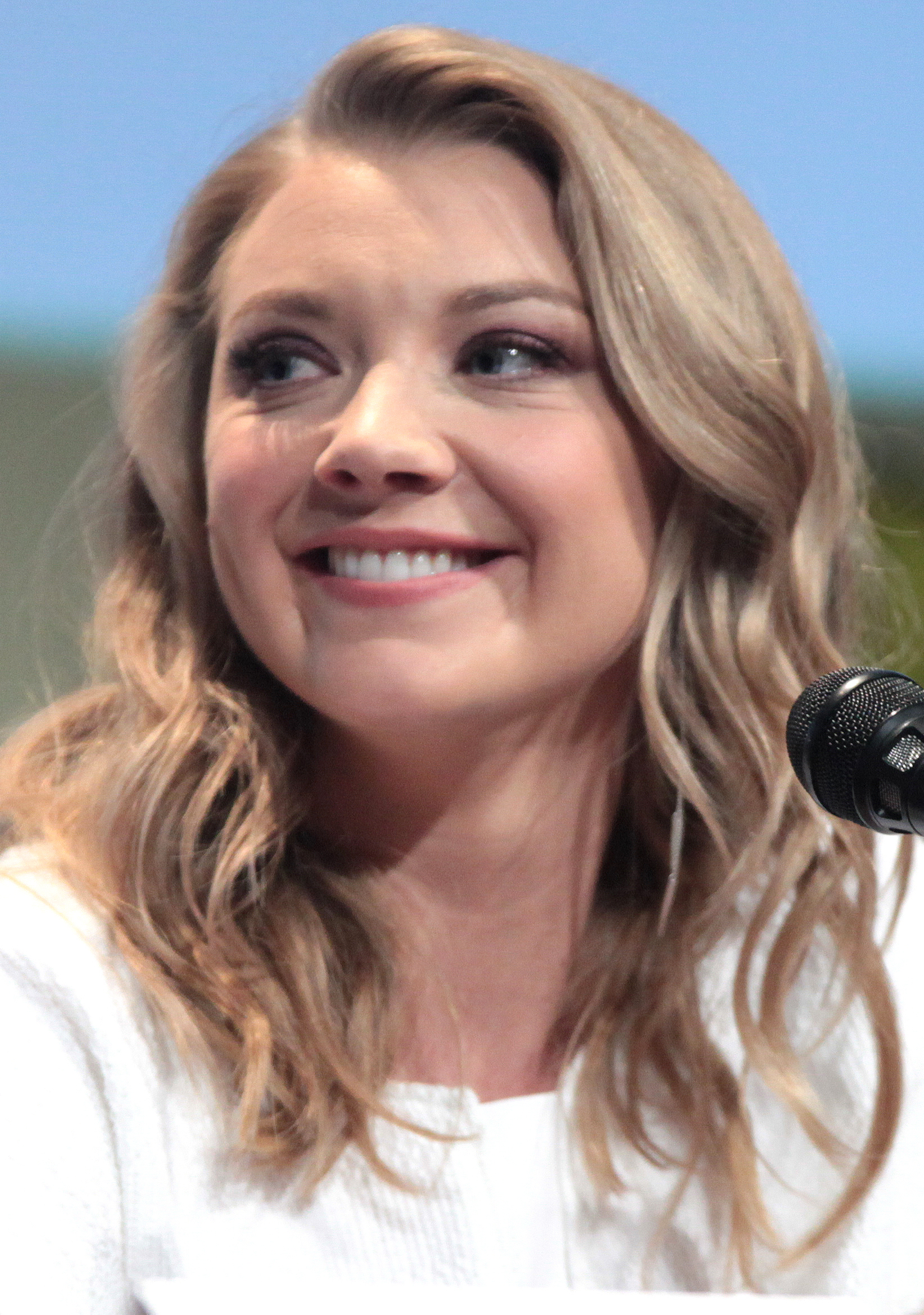
Natalie Dormer interprète Margeary Tyrell.
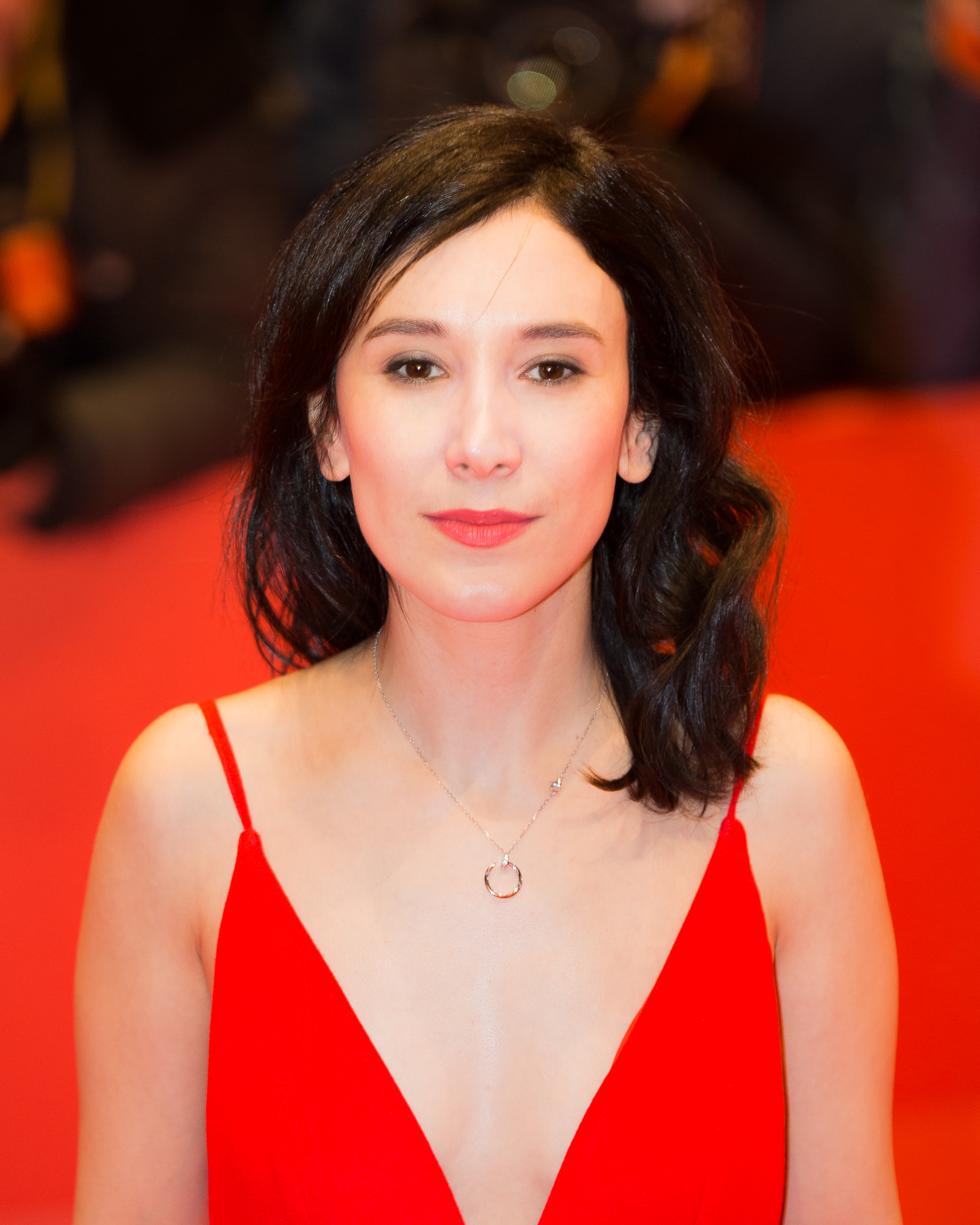
Sibel Kekilli interprète Shae.
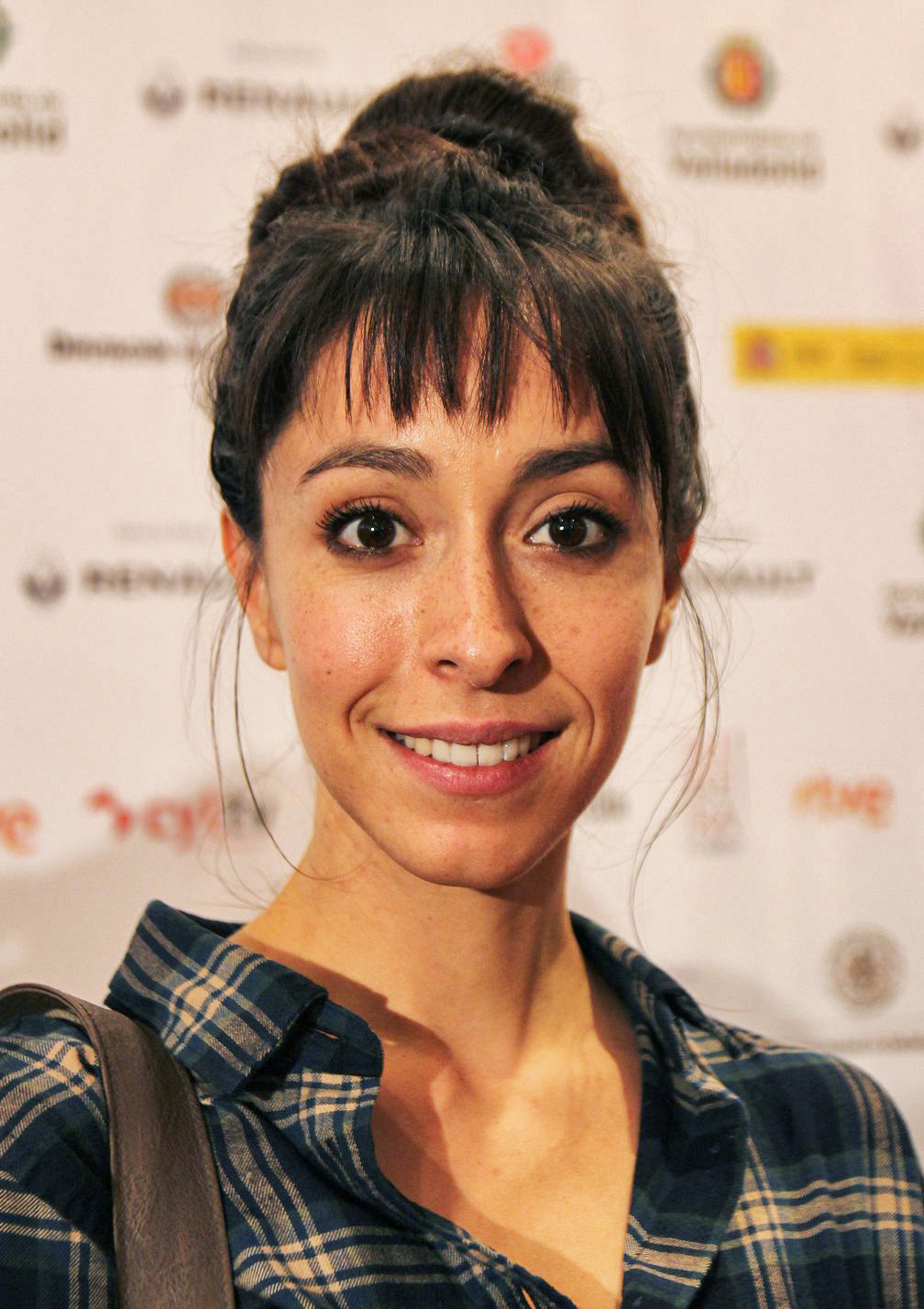
Oona Chaplin interprète Talisa Maegyr.
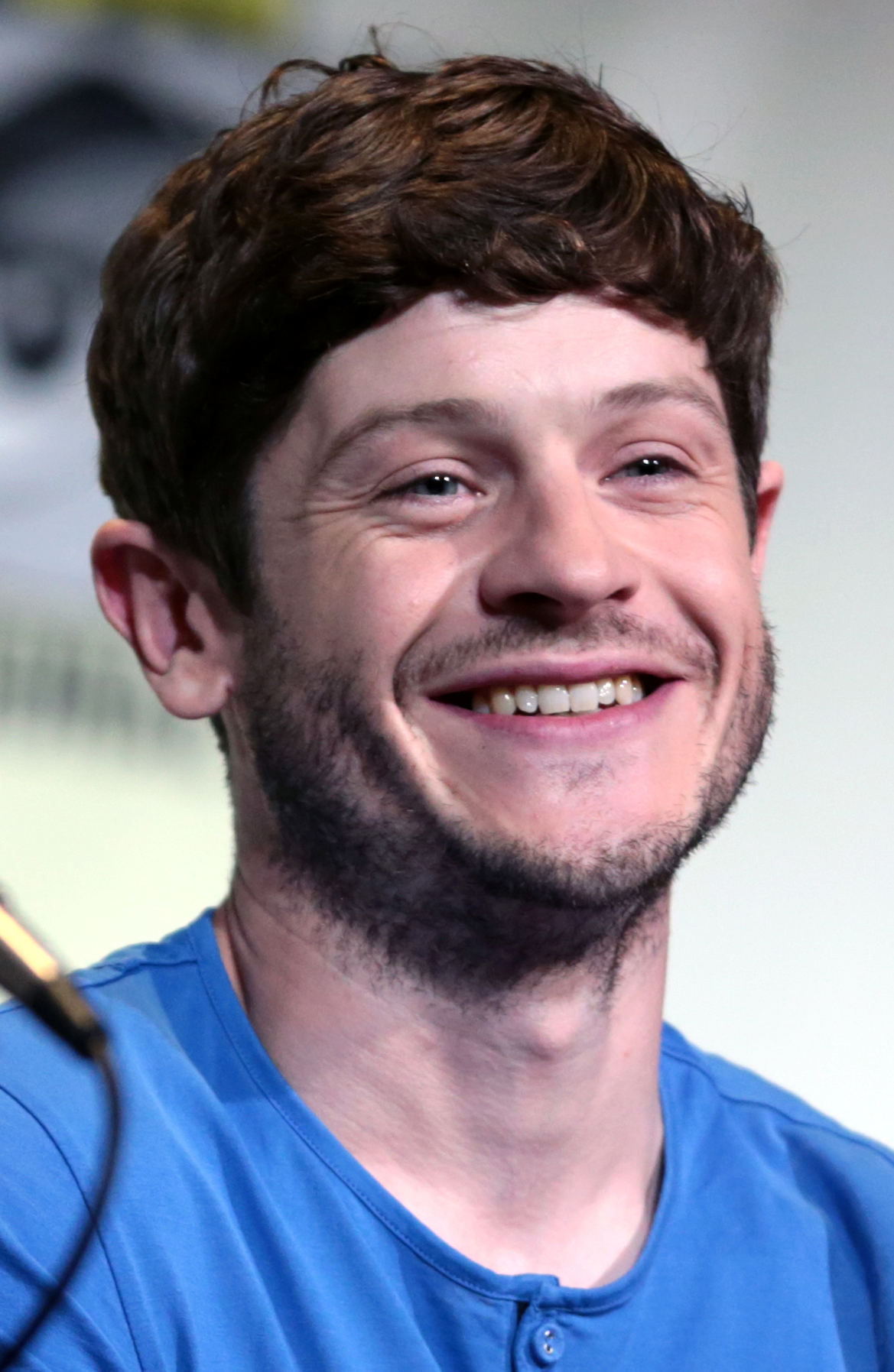
Iwan Rheon interprète Ramsay Bolton.
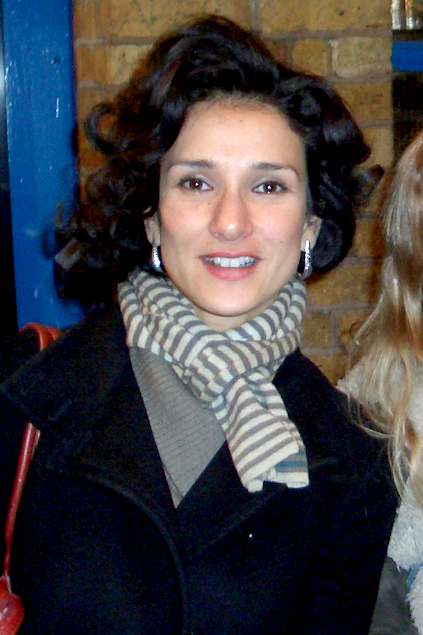
Indira Varma interprète Ellaria Sand.
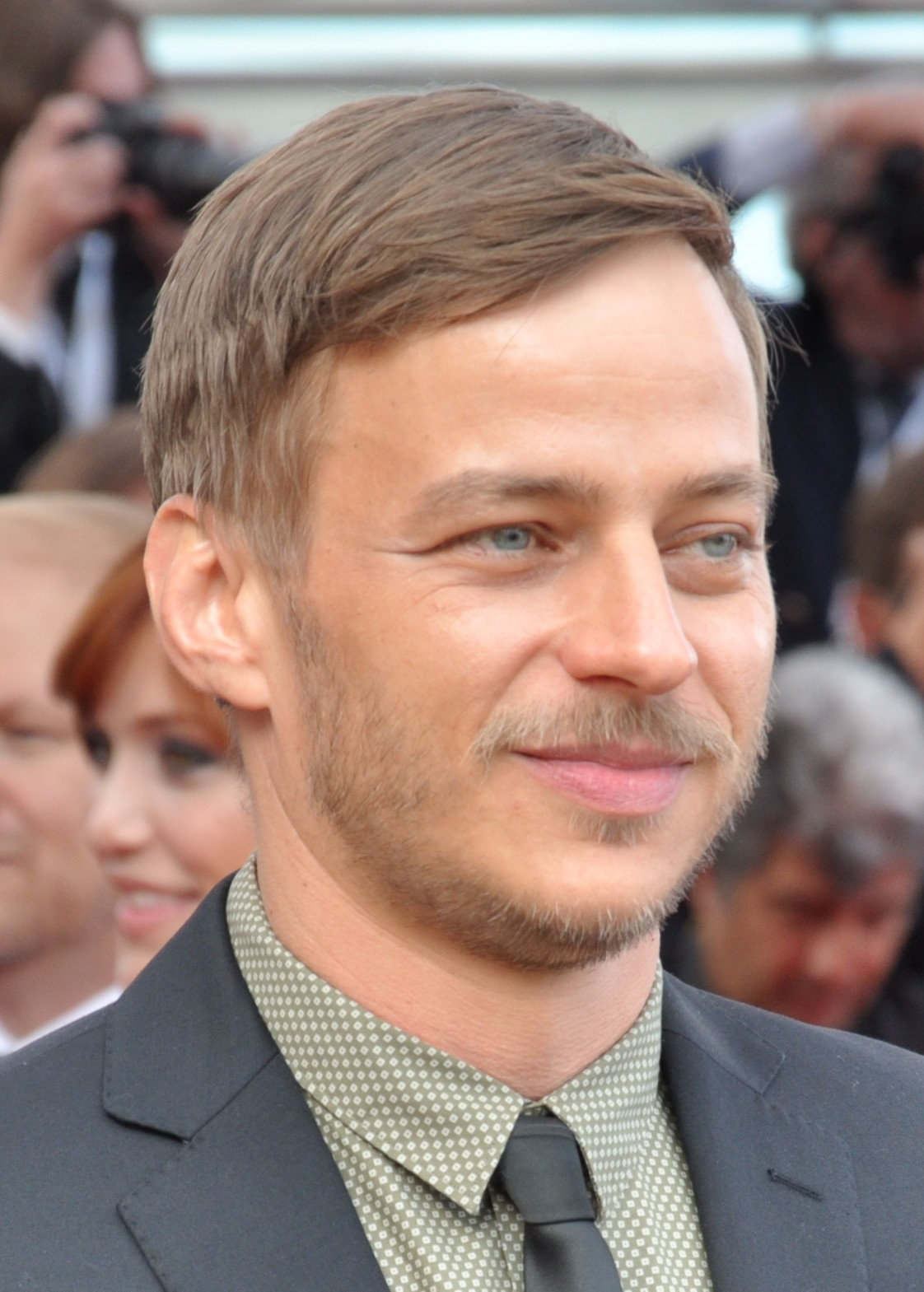
Tom Wlaschiha interprète Jaqen H’ghar.
Jonathan Pryce interprète Le Grand Moineau.
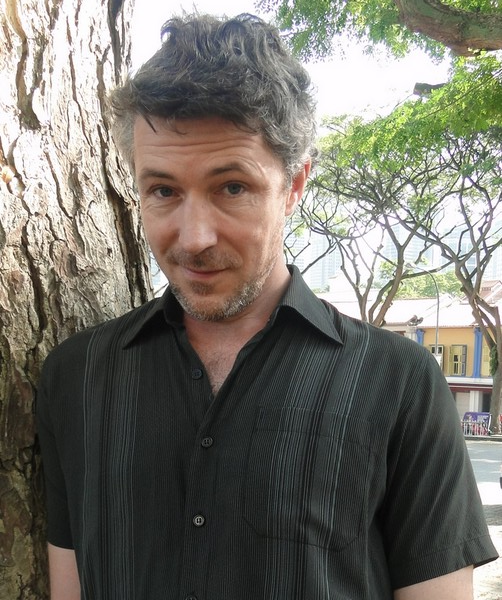
Aidan Gillen interprète Petyr "Littlefinger" Baelish.

### Acteurs récurrents
| Acteur                                                | VF | Personnage            | Saison 1   | Saison 2   | Saison 3   | Saison 4   | Saison 5   | Saison 6   | Saison 7   | Saison 8   |
| ----------------------------------------------------- | --- | --------------------- | ---------- | ---------- | ---------- | ---------- | ---------- | ---------- | ---------- | ---------- |
| Ian Whyte / Ross Mullan / Tim Loane / Spencer Wilding | | Marcheurs blancs      | Invités    | Invités    | Invités    | Invités    | Invités    | Invités    | Récurrents | Récurrents |
| Conan Stevens / Ian Whyte / Hafþór Júlíus Björnsson1  | Gérald Maillet                                                                                           | Gregor Clegane        | Récurrent  | Récurrent  |            | Récurrent  | Récurrent  | Récurrent  | Récurrent  | Récurrent  |
| Julian Glover                                         | Jean Lescot (1re voix, saisons 1 et 2) Michel Ruhl (2e voix, saisons 3 à 6)                              | Grand Maestre Pycelle | Récurrent  | Récurrent  | Récurrent  | Récurrent  | Récurrent  | Récurrent  |            |            |
| Finn Jones                                            | Paolo Domingo                                                                                            | Loras Tyrell          | Invité     | Récurrent  | Récurrent  | Récurrent  | Récurrent  | Récurrent  |            |            |
| Kristian Nairn5                                       | Julien Meunier                                                                                           | Hodor                 | Récurrent  | Récurrent  | Récurrent  | Récurrent  |            | Récurrent  |            |            |
| Owen Teale                                            | Paul Borne                                                                                               | Alliser Thorne        | Récurrent  |            |            | Récurrent  | Récurrent  | Récurrent  |            |            |
| Brian Fortune                                         | Jean-Alain Velardo                                                                                       | Othell Yarwyck        | Récurrent  |            |            | Récurrent  | Récurrent  | Récurrent  |            |            |
| Nell Tiger Free2                                      | Bénédicte Bosc (1re voix, saisons 1 et 2) Leslie Lipskins (2e voix, saisons 4 et 5)                      | Myrcella Baratheon    | Récurrente | Récurrente |            |            | Récurrent  | Invitée    |            |            |
| Ian Gelder                                            | Gérard Sergue (1re voix, saisons 1 à 5) Jean-Pierre Leroux (2e voix, saison 6)                           | Kevan Lannister       | Récurrent  | Invité     |            |            | Récurrent  | Récurrent  |            |            |
| Eugene Simon                                          | Nathanel Alimi                                                                                           | Lancel Lannister      | Récurrent  | Récurrent  |            |            | Récurrent  | Récurrent  |            |            |
| Natalia Tena                                          | Céline Ronté                                                                                             | Osha                  | Récurrente | Récurrente | Récurrente |            |            | Récurrente |            |            |
| Art Parkinson                                         | Antoine Fonck (1re voix, saisons 1 et 2) Victor Quilichini (2e voix, saison 4)                           | Rickon Stark          | Récurrent  | Récurrent  | Récurrent  |            |            | Récurrent  |            |            |
| Ron Donachie6                                         | Sylvain Lemarié                                                                                          | Rodrik Cassel         | Récurrent  | Récurrent  |            |            |            | Récurrent  |            |            |
| Lino Facioli                                          | Max Renaudin (1re voix, saison 1) Victor Quilichini (2e voix, saison 4) Martin Faliu (3e voix, saison 6) | Robin Arryn           | Récurrent  |            |            | Récurrent  | Invité     | Invité     |            | Invité     |
| Ian Beattie                                           | Michel Voletti (1re voix) Bertrand Dingé (2e voix)                                                       | Meryn Trant           | Récurrent  | Récurrent  | Récurrent  | Récurrent  | Récurrent  |            |            |            |
| Peter Vaughan                                         | Frédéric Cerdal                                                                                          | Maestre Aemon         | Récurrent  |            | Invité     | Récurrent  | Récurrent  |            |            |            |
| Ian McElhinney                                        | Olivier Rodier (1re voix, saison 1) Frédéric Cerdal (2e voix, saisons 3 à 5)                             | Barristan Selmy       | Récurrent  |            | Récurrent  | Récurrent  | Récurrent  |            |            |            |
| Dominic Carter                                        | Michel Prud'homme                                                                                        | Janos Slynt           | Récurrent  | Récurrent  |            | Récurrent  | Récurrent  |            |            |            |
| Mark Stanley                                          | Julien Meunier                                                                                           | Grenn                 | Récurrent  | Récurrent  | Récurrent  | Récurrent  |            |            |            |            |
| Ben Hawkey                                            | Jean-Philippe Pertuit                                                                                    | Tourte Chaude         | Invité     | Récurrent  | Récurrent  | Invité     |            |            | Invité     |            |
| Richard Dormer3                                       | Bruno Dubernat                                                                                           | Béric Dondarrion      | Invité     |            | Récurrent  |            |            | Invité     | Récurrent  | Récurrent  |
| Josef Altin                                           | Philippe Bozo                                                                                            | Pypar                 | Récurrent  |            | Invité     | Récurrent  |            |            |            |            |
| Luke Barnes                                           | Olivier Granier (1re voix, saison 1) Pascal Casanova (2e voix, saisons 3 à 4)                            | Rast                  | Récurrent  |            | Récurrent  | Récurrent  |            |            |            |            |
| Esmé Bianco                                           | Marie Diot                                                                                               | Ros                   | Récurrente | Récurrente | Récurrente |            |            |            |            |            |
| Roxanne McKee                                         | Sandra Valentin (1re voix, saison 1) Bénédicte Bosc (2e voix, saison 2)                                  | Doreah                | Récurrente | Récurrente |            |            |            |            |            |            |
| Amrita Acharia                                        | Olivia Nicosia                                                                                           | Irri                  | Récurrente | Récurrente |            |            |            |            |            |            |
| Donald Sumpter                                        | Jean-Claude Donda                                                                                        | Maestre Luwin         | Récurrent  | Récurrent  |            |            |            |            |            |            |
| Gethin Anthony                                        | Stéphane Pouplard                                                                                        | Renly Baratheon       | Récurrent  | Récurrent  |            |            |            |            |            |            |
| Daniel Portman                                        | Benjamin Gasquet                                                                                         | Podrick Payne         |            | Récurrent  | Récurrent  | Récurrent  | Récurrent  | Récurrent  | Récurrent  | Récurrent  |
| Ben Crompton                                          | Mathieu Uhl                                                                                              | Eddison Tollett       |            | Récurrent  | Récurrent  | Récurrent  | Récurrent  | Récurrent  | Invité     | Récurrent  |
| Gemma Whelan                                          | Chantal Baroin                                                                                           | Yara Greyjoy          |            | Récurrente | Invitée    | Invitée    |            | Récurrente | Invitée    | Récurrent  |
| Tara Fitzgerald4                                      | Ivana Coppola                                                                                            | Selyse Baratheon      |            | Invitée    | Invitée    | Récurrente | Récurrente |            |            |            |
| Steven Cole                                           | | Kovarro               |            | Récurrent  |            |            |            |            |            |            |
| Anton Lesser                                          | Mario Pecqueur                                                                                           | Maestre Qyburn        |            |            | Récurrent  | Récurrent  | Récurrent  | Récurrent  | Récurrent  | Récurrent  |
| Diana Rigg                                            | Cathy Cerda                                                                                              | Olenna Tyrell         |            |            | Récurrente | Récurrente | Récurrente | Récurrente | Récurrente |            |
| Ellie Kendrick                                        | Céline Rotard                                                                                            | Meera Reed            |            |            | Récurrente | Récurrente |            | Récurrente | Récurrente |            |
| Paul Kaye                                             | Mathieu Buscatto                                                                                         | Thoros de Myr         |            |            | Récurrent  |            |            | Invité     | Récurrent  |            |
| Tobias Menzies                                        | Frédéric Popovic                                                                                         | Edmure Tully          |            |            | Récurrent  |            |            | Invité     |            | Invité     |
| Charlotte Hope                                        | Flora Kaprielan                                                                                          | Myranda               |            |            | Invitée    | Invitée    | Récurrente | Invitée    |            |            |
| Kerry Ingram                                          | Lisa Caruso                                                                                              | Shireen Baratheon     |            |            | Récurrente | Récurrente | Récurrente |            |            |            |
| Thomas Brodie-Sangster                                | Gabriel Bismuth-Bienaimé                                                                                 | Jojen Reed            |            |            | Récurrent  | Récurrent  |            |            |            |            |
| Noah Taylor                                           | Gérard Sergue                                                                                            | Locke                 |            |            | Récurrent  | Récurrent  |            |            |            |            |
| Brenock O'Connor                                      | Max Renaudin                                                                                             | Olly                  |            |            |            | Récurrent  | Récurrent  | Récurrent  |            |            |
| Roger Ashton-Griffiths                                | Michel Voletti                                                                                           | Mace Tyrell           |            |            |            | Récurrent  | Récurrent  | Récurrent  |            |            |
| Joel Frye                                             | Jean-Alain Velardo                                                                                       | Hizdahr zo Loraq      |            |            |            | Invité     | Récurrent  |            |            |            |
| Rupert Vansittart                                     | Pierre Forest                                                                                            | Yohn Royce            |            |            |            | Invité     | Invité     | Invité     | Récurrent  | Récurrent  |
| Michael Condron                                       | | Bowen Marsh           |            |            |            |            | Récurrent  | Récurrent  |            |            |
| Faye Marsay                                           | Lucile Boudonnat                                                                                         | l'orpheline           |            |            |            |            | Récurrente | Récurrente |            |            |
| Rosabell Laurenti Sellers                             | Nastassja Girard                                                                                         | Tyene Sand            |            |            |            |            | Récurrente | Invitée    | Invitée    |            |
| Keisha Castle-Hughes                                  | Valérie Decobert                                                                                         | Obara Sand            |            |            |            |            | Récurrente | Invitée    | Invitée    |            |
| Jessica Henwick                                       | Cindy Tempez                                                                                             | Nymeria Sand          |            |            |            |            | Récurrente | Invitée    | Invitée    |            |
| Hannah Waddingham                                     | Sandy Boizard                                                                                            | Septa Unella          |            |            |            |            | Récurrente | Récurrente |            |            |
| Richard Rycroft                                       | | Maestre Wolkan        |            |            |            |            |            | Récurrent  | Récurrent  | Récurrent  |
| Pilou Asbæk                                           | Frédéric Souterelle                                                                                      | Euron Greyjoy         |            |            |            |            |            | Invité     | Récurrent  | Récurrent  |
| Bella Ramsey                                          | Emmylou Homs (saisons 6 et 8) Angéla Mit (saison 7)                                                      | Lyanna Mormont        |            |            |            |            |            | Récurrente | Récurrente | Récurrente |
| Staz Nair                                             | | Qhono                 |            |            |            |            |            | Récurrent  | Récurrent  | Récurrent  |

Notes :
1. Lors de la première saison, Gregor Clegane est interprété par Conan Stevens et par Ian Whyte dans la deuxième saison ;
2. Dans la première et deuxième saison, Myrcella Baratheon est interprétée par Aimee Richardson ;
3. Dans la première saison, Beric Dondarrion est interprété par David Michael Scott ;
4. Dans la deuxième saison, Selyse Baratheon est interprétée par Sarah MacKeever ;
5. Dans la sixième saison, Sam Coleman interprète Hodor en tant qu'adolescent ;
6. Lors de la même saison, Rodrik Cassel est interprété par Fergus Leathem dans les flashbacks.

Photos des acteurs récurrents
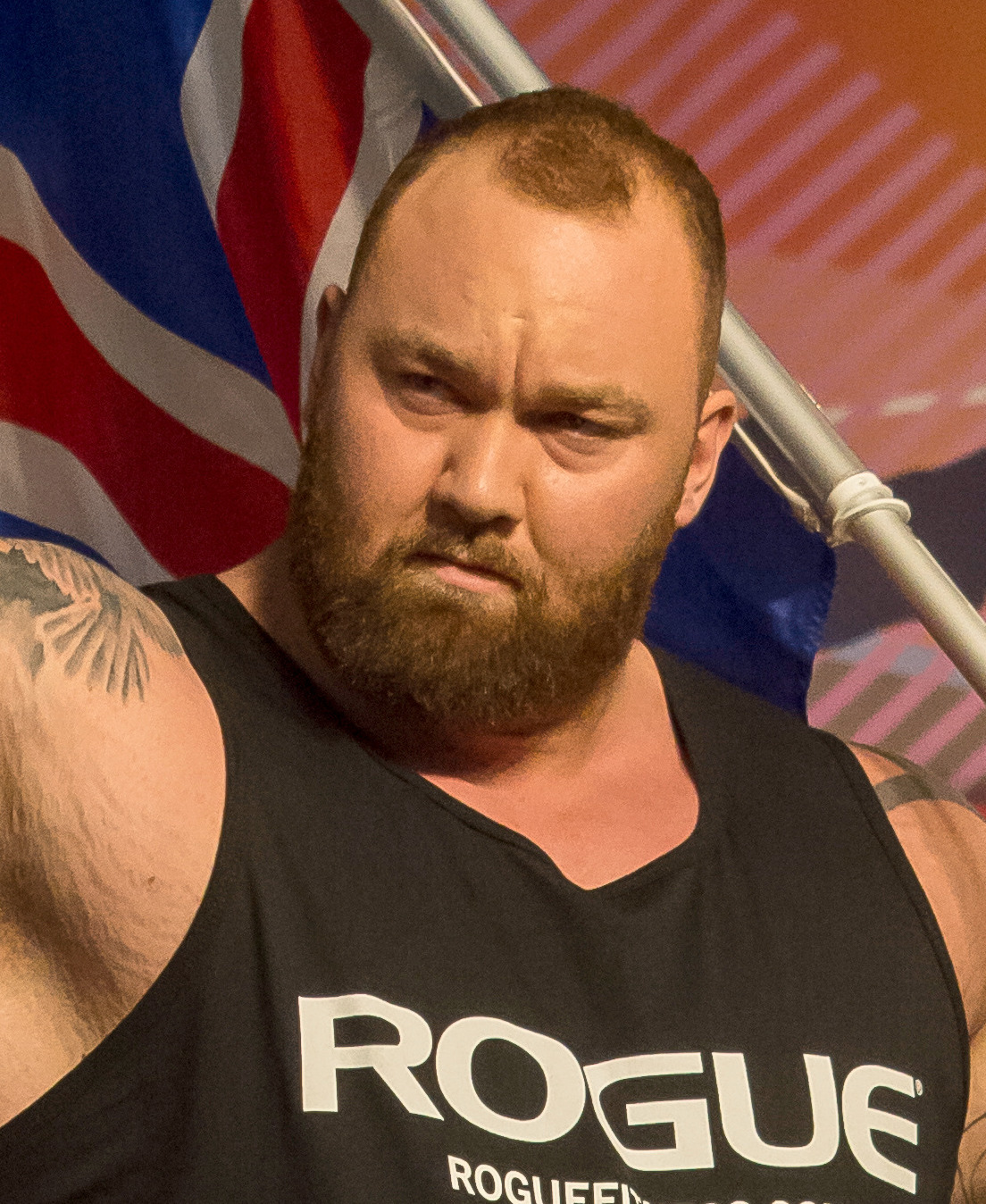
Hafþór Júlíus Björnsson interprète Gregor Clegane.
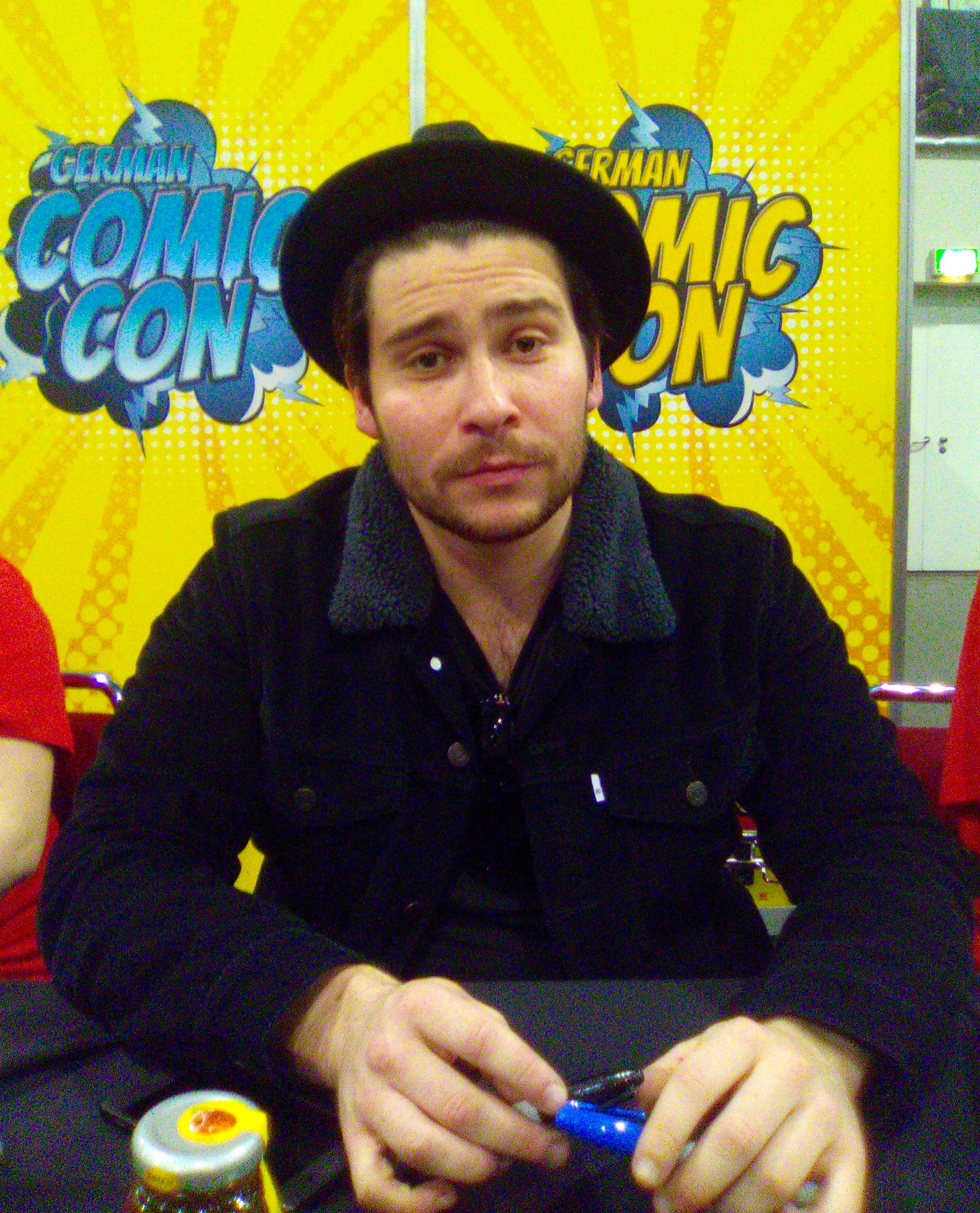
Daniel Portman interprète Podrick Payne.
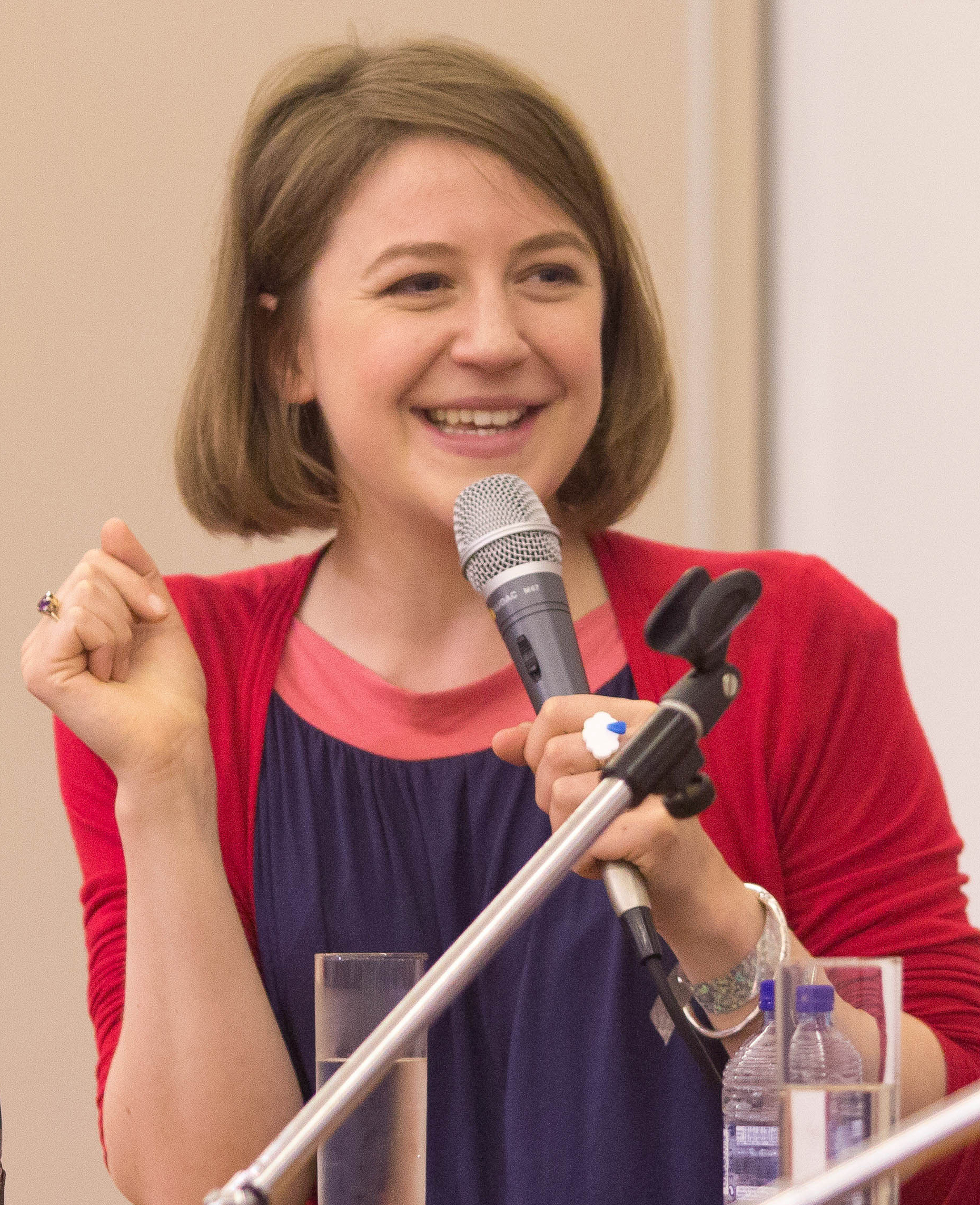
Gemma Whelan interprète Yara Greyjoy.
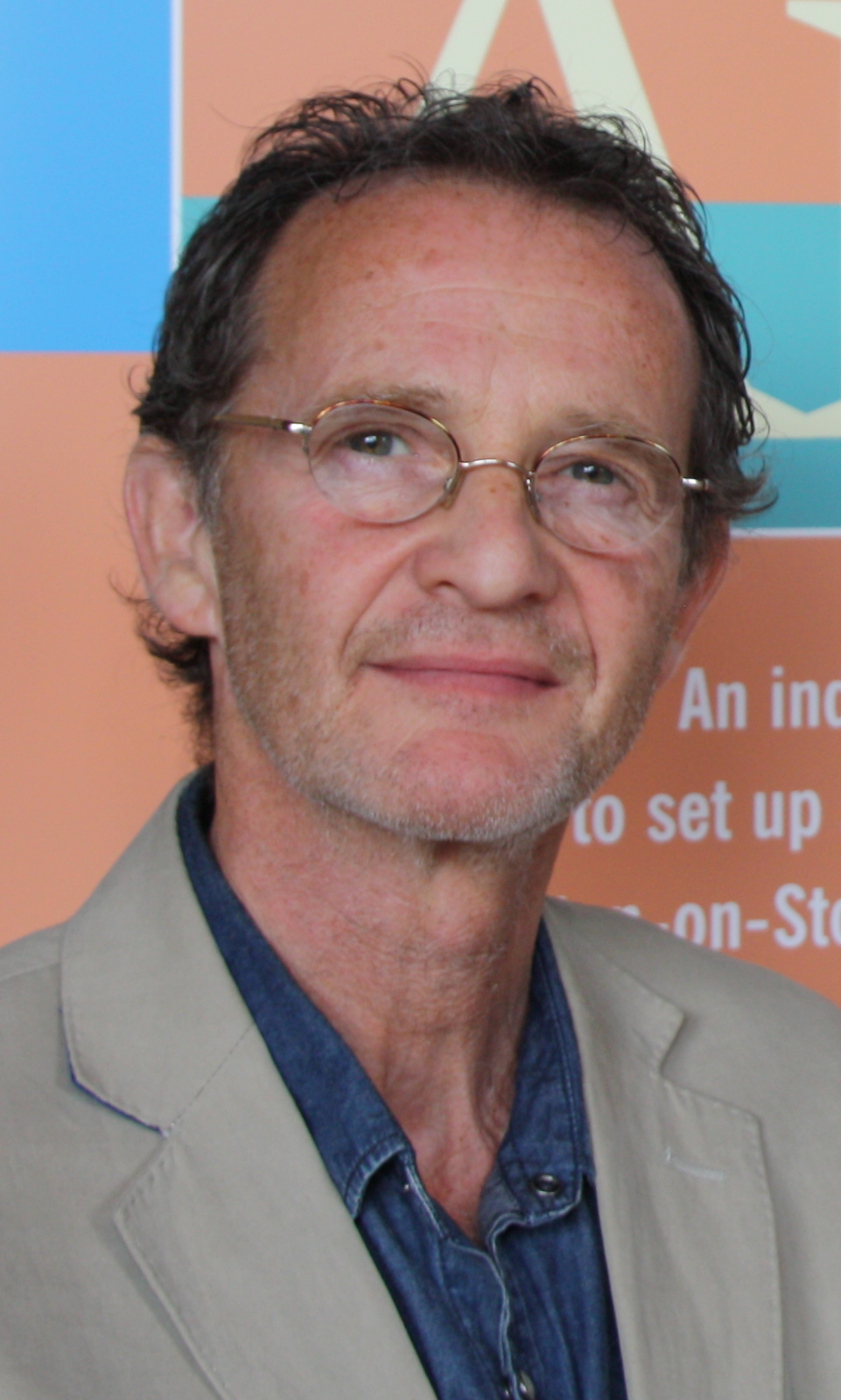
Anton Lesser interprète Qyburn.
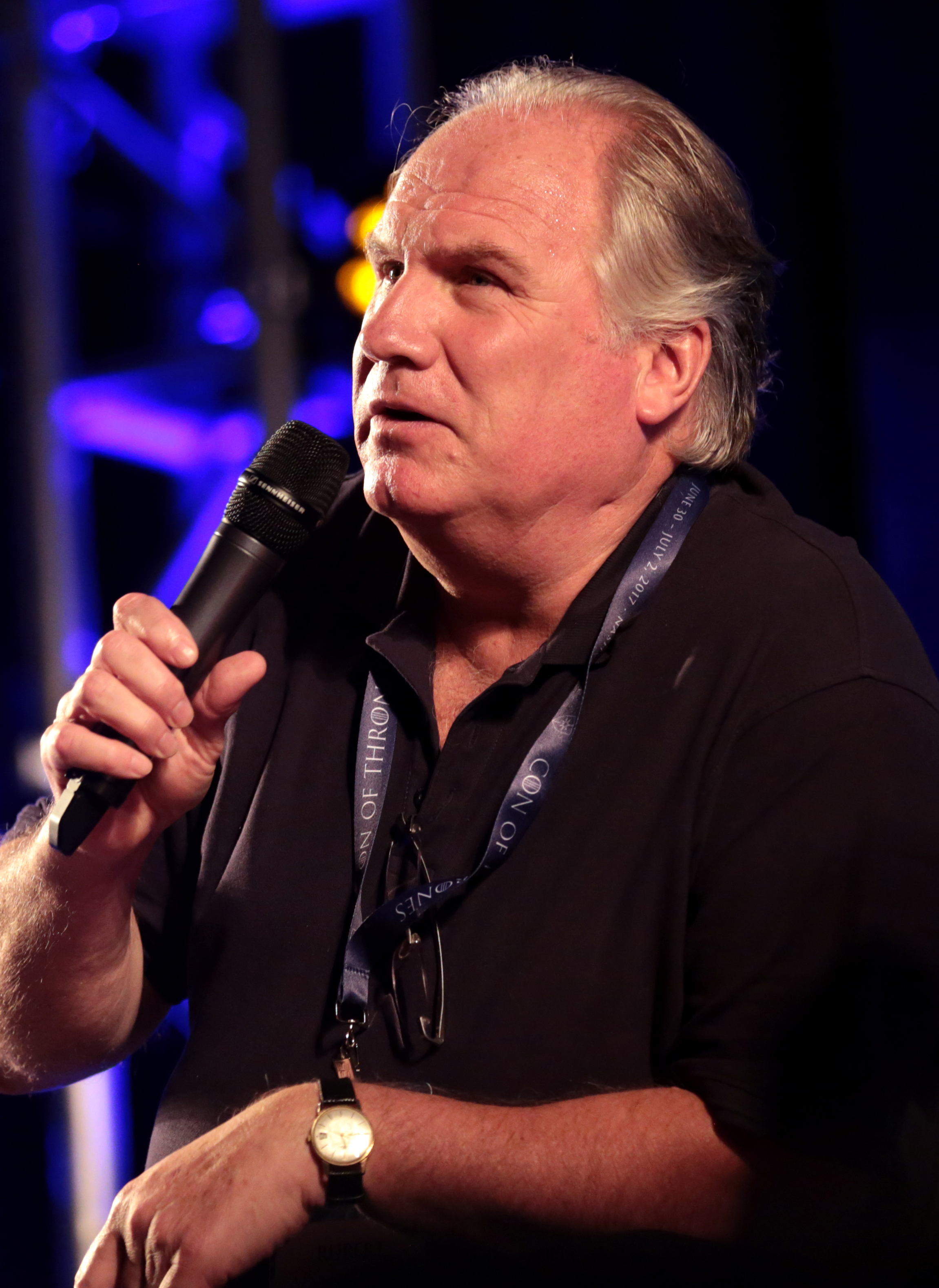
Rupert Vansittart interprète Yohn Royce.
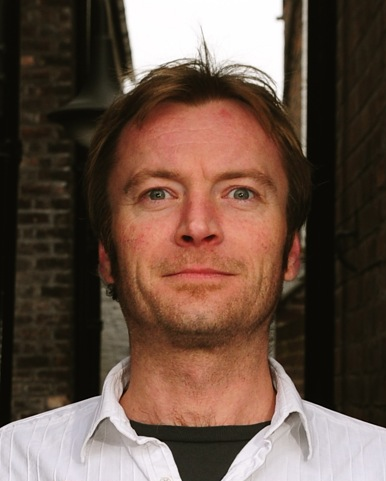
Richard Dormer interprète Beric Dondarrion

- Version française
  - Société de doublage : Dubbing Brothers[21],[22]
  - Direction artistique : Laurent Dattas[22]
  - Adaptation des dialogues : Alain Delahaye, Sylvie Carter et Didier Drouin[22]

 Source et légende : version française (VF) sur RS Doublage et Doublage Séries Database

## Production

### Développement
Le développement de la série commence en janvier 2007, après l'acquisition par HBO des droits des romans de George R. R. Martin, Le Trône de fer. Parmi les principales influences de l'auteur pour l'écriture de ses romans, il cite notamment J. R. R. Tolkien, Tad Williams, et Maurice Druon : il a déclaré à plusieurs reprises que Les Rois maudits constituait l'une de ses inspirations majeures pour Le Trône de fer.
Pour Michael Lombardo, le directeur des programmes de HBO, le projet parait vraiment solide. La chaîne dépense 5 à 10 millions de dollars américains pour l'épisode pilote, écrit et produit par Benioff et D. B. Weiss.
Benioff décrit la série de façon humoristique comme « Les Soprano dans la Terre du Milieu », au vu de son intrigue riche et du ton sombre, dans un cadre fantastique.
Selon Michael Lombardo, la série possède une texture tellement riche que le budget paraît plus élevé qu'il ne l'est réellement, un budget qui a d'ailleurs été comparé à celui de Rome. Le budget global de la première saison est estimé entre 50 et 60 millions de dollars américains.
HBO choisit David J. Peterson, un spécialiste de la création de langue, pour développer le dothraki, la langue fictive des guerriers nomades de la série. Il est composé de 1 800 mots, d'une structure grammaticale complexe et vient enrichir l'univers de cette communauté.
Le 19 avril 2011, soit deux jours après la première diffusion de la série, la chaîne commande une deuxième saison de dix épisodes, et prévoit une diffusion à partir du 1er avril 2012.
Le 10 avril 2012, HBO officialise le renouvellement de la série pour une troisième saison, également constituée de dix épisodes.
Le 2 avril 2013, soit deux jours après la diffusion du premier épisode de la troisième saison, la série est officiellement renouvelée pour une quatrième saison de dix épisodes, diffusée au printemps 2014.
Le 8 avril 2014, deux jours après la diffusion du premier épisode de la quatrième saison, qui réalise un record d'audience pour la chaîne HBO, la série est renouvelée pour deux saisons supplémentaires de dix épisodes chacune.
Le 21 avril 2016, trois jours avant le début de la diffusion de la sixième saison, la série est renouvelée pour une septième saison.
Le 19 juillet 2016, HBO annonce qu'il y aura sept épisodes dans la septième saison,.
Le 7 août 2016, il est officialisé que la huitième saison sera la dernière,.

### Un travail d’adaptation

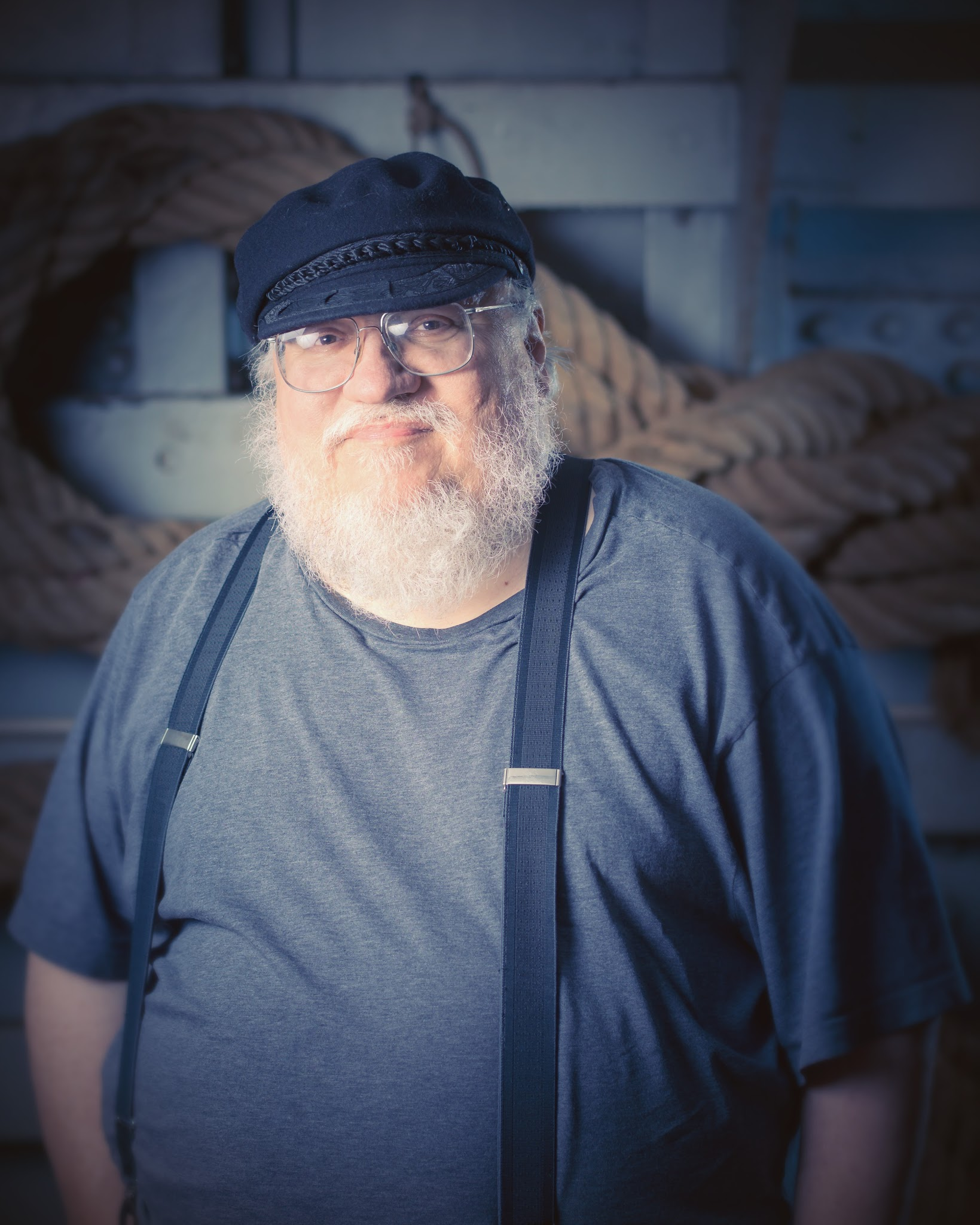
Portrait de George R.R. Martin, écrivain des romans et aussi scénariste de certains épisodes de la série.

Les six premières saisons comptent chacune dix épisodes, la septième sept épisodes et la huitième six. La plupart des épisodes des deux premières saisons sont d'une durée d'environ 52 minutes, tandis que de nombreux épisodes de la troisième saison s'établissent à 56 ou 57 minutes. Le pilote de la série et le second épisode, ainsi que les épisodes finaux des troisième et quatrième saisons dépassent l'heure de visionnage.
Les créateurs conçoivent la série Game of Thrones comme une adaptation dans son ensemble du cycle du Trône de fer écrit par George R. R. Martin, plutôt qu'en basant une saison sur un roman en particulier. Le but est de leur accorder la liberté de déplacer des événements de part et d'autre dans les livres en fonction des exigences qu'impose l'adaptation à l'écran, cela dans l’intérêt de l’adaptation télévisuelle,.
De fait, les deux premières saisons adaptent globalement chacune des deux intégrales, tandis que la saison 3 adapte deux tiers de la 3e intégrale, et la saison 4 le restant. Pour les 4e et 5e intégrales, contemporaines mais dans des lieux géographiquement différents, la saison 5 pioche dans ces deux sources.
Les correspondances entre les intégrales publiées en français en plusieurs volumes (ainsi que les numéros de chapitres) et les saisons sont données ci-après :

| Saison | Annoncée      | Tournage                 | Première diffusion | Dernière diffusion | Le(s) roman(s) adapté(s) | Ref(s) |
| ------ | ------------- | ------------------------ | ------------------ | ------------------ | --- | ------ |
| 1      | 2 mars 2010   | second trimestre 2010    | 17 avril 2011      | 19 juin 2011       | A Game of Thrones | [ 45 ] |
| 2      | 19 avril 2011 | second trimestre 2011    | 1er avril 2012     | 3 juin 2012        | A Clash of Kings et quelques premiers chapitres de A Storm of Swords                                                                                             | ,      |
| 3      | 10 avril 2012 | juillet – novembre 2012  | 31 mars 2013       | 9 juin 2013        | Les deux tiers de A Storm of Swords | ,      |
| 4      | 2 avril 2013  | juillet – novembre 2013  | 6 avril 2014       | 15 juillet 2014    | Le tiers restant de A Storm of Swords et quelques éléments de A Feast for Crows et A Dance with Dragons                                                          | ,      |
| 5      | 8 avril 2014  | juillet – décembre 2014  | 12 avril 2015      | 14 juin 2015       | A Feast for Crows, A Dance with Dragons et du contenu original, avec les quelques derniers chapitres de A Storm of Swords et des éléments de The Winds of Winter | ,      |
| 6      | 8 avril 2014  | juillet – décembre 2015  | 24 avril 2016      | 26 juin 2016       | Du contenu original et les grandes lignes de The Winds of Winter, avec quelques derniers éléments de A Feast for Crows et A Dance with Dragons                   | ,      |
| 7      | 21 avril 2016 | août 2016 – février 2017 | 16 juillet 2017    | 27 août 2017       | Du contenu original et les grandes lignes de The Winds of Winter et A Dream of Spring                                                                            | ,      |

### Générique
Le générique de la série a été créé par le studio de production Elastic pour HBO. Le directeur de création Angus Wall et ses collaborateurs ont reçu un Emmy Award en 2011 pour leur travail sur cette séquence d'introduction. Ce générique présente une carte en trois dimensions du monde fictif de la série, projetée à l'intérieur d'une sphère, qui est éclairée en son centre par un petit soleil contenu dans une sphère armillaire. Tandis que la caméra descend en piqué sur la carte et se concentre sur les endroits où les événements de l'épisode ont lieu, des mécanismes d'horlogerie complexes permettent à des bâtiments et à d'autres structures d'émerger de la carte pour se déployer. Dans l'intervalle, accompagnés par le thème musical de la série, les noms des acteurs principaux et du personnel créatif sont affichés. La séquence se termine après une minute et demie sur le titre de l’œuvre suivie par un écran noir indiquant scénaristes et réalisateur de l'épisode.
À trois reprises dans le générique, un gros plan est effectué sur la sphère armillaire qui éclaire la carte. On peut alors distinguer, gravé dans les armilles, des illustrations relatives à l'histoire de Westeros antérieure aux faits se déroulant dans la série :
- tout d'abord, une ville détruite par un volcan, sous les yeux d'un dragon, entouré d'une armée fuyant en bateau : illustration du Fléau de Valyria, soit la destruction de la ville de Valyria et l'exode de la famille Targaryen (dont le symbole est un dragon) vers Westeros ;
- ensuite, un dragon attaqué par un cerf, un lion et un loup : illustration de la guerre de l'Usurpateur, soit la rébellion menée par les familles Baratheon (le cerf), Lannister (le lion) et Stark (le loup) contre les Targaryen ;
- enfin, un cerf rayonnant autour duquel s'inclinent un lion et un loup : illustration du règne de Robert Baratheon après sa victoire.

### Musiques originales de la série

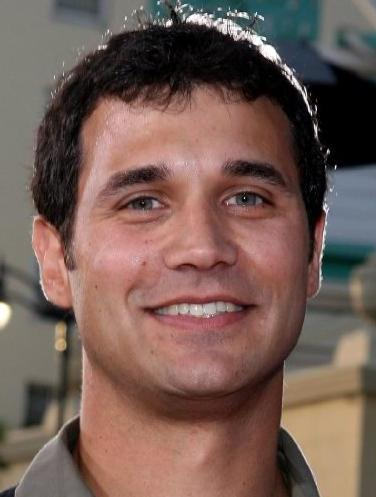
Ramin Djawadi, compositeur de la bande originale de la série.

Les musiques originales de la série ont été composées par Ramin Djawadi.

### Attribution des rôles

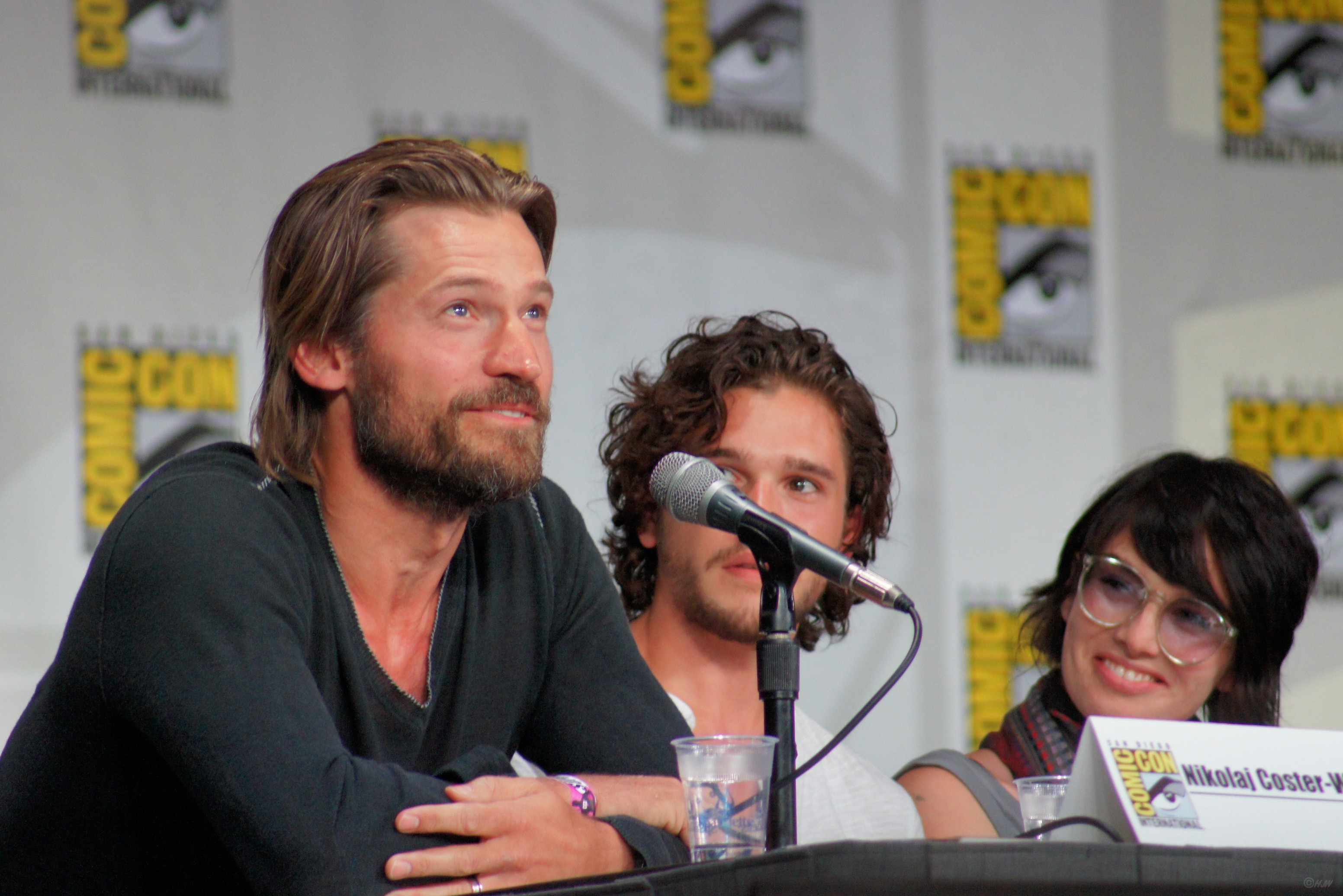
Nikolaj Coster-Waldau, Kit Harington et Lena Headey, au Comic-Con 2011.

L'attribution du rôle de Peter Dinklage pour interpréter Tyrion Lannister a été annoncé le 5 mai 2009. L'attribution des rôles de Kit Harington, pour interpréter Jon Snow, et de Sean Bean, pour interpréter Ned Stark, ont été annoncés le 19 juillet 2009, confirmant ainsi la rumeur répandue deux jours plus tôt. Au début du mois d'août 2009, il a été révélé que Catelyn Stark serait interprétée par Jennifer Ehle. Le 20 août, l'attribution des rôles de Nikolaj Coster-Waldau (pour jouer Jaime Lannister), Tamzin Merchant (Daenerys Targaryen), Richard Madden (dans le rôle de Robb Stark), Iain Glen (Jorah Mormont), Alfie Allen (Theon Greyjoy), Sophie Turner (Sansa Stark) et Maisie Williams (Arya Stark) ont été annoncés. Le 1er septembre 2009, celui de Lena Headey pour interpréter Cersei Lannister a été dévoilé. Le 23 septembre, George R. R. Martin a confirmé que Rory McCann était fait pour le rôle de Sandor Clegane. Isaac Hempstead-Wright a été confirmé dans le rôle de Bran Stark le 14 octobre, suivi de l'annonce de Jason Momoa en tant que Khal Drogo trois jours plus tard.
Après le tournage de l'épisode pilote, le rôle de Catelyn Stark a été repris par Michelle Fairley et Emilia Clarke a finalement remplacé Tamzin Merchant dans celui de Daenerys,.
Pour la deuxième saison, HBO a annoncé l'attribution des rôles de Gwendoline Christie (pour interpréter Brienne de Torth), Liam Cunningham (Davos Mervault), Oliver Ford Davies (Mestre Cressen), Stephen Dillane (Stannis Baratheon, le frère de Robert), Natalie Dormer (Margaery Tyrell, la fiancée de Renly Baratheon), Carice van Houten (dans le rôle de Mélisandre d'Asshaï), Gemma Whelan (Yara Greyjoy ; Asha dans les romans, son nom a été changé pour la série afin d'éviter toute confusion avec Osha la sauvageonne), Nonso Anozie (Xaro Xhoan Daxos), Tom Wlaschiha (Jaqen H'ghar), Kerr Logan (Matthos Mervault), Roy Dotrice (le pyromancien Hallyne), Hannah Murray (Vère), Karl Davies (Alton Lannister, un personnage qui n'apparaît pas dans les livres), Ben Crompton (Edd-la-douleur), Michael McElhatton (Roose Bolton), Robert Pugh (Craster) et Rose Leslie (Ygrid). Narrateur des livres audio, le comédien Roy Dotrice fait un caméo dans cette saison, interprétant le rôle d'Hallyne, le responsable du feu grégeois à Port-Réal.
En ce qui concerne la troisième saison, HBO a annoncé l'attribution des rôles suivants : Ciarán Hinds (pour interpréter Mance Rayder), Kristofer Hivju (Tormund Fléau-d'Ogres), Mackenzie Crook (Orell), Paul Kaye (Thoros de Myr), Philip McGinley (Anguy), Richard Dormer (dans le rôle de Béric Dondarrion), Tobias Menzies (Edmure Tully), Clive Russell (Brynden Tully), Thomas Brodie-Sangster (Jojen Reed), Ellie Kendrick (la sœur de Jojen, Meera Reed), Diana Rigg (Olenna Tyrell), Anton Lesser (Qyburn), Noah Taylor (Locke, un personnage qui n'apparaît pas dans les romans), Iwan Rheon (Ramsay Snow, le fils bâtard de Roose Bolton), Nathalie Emmanuel (Missandei), Jacob Anderson (Ver Gris), Ed Skrein (Daario Naharis), et Dan Hildebrand (Kraznys mo Nakloz).
Pour la quatrième saison, HBO annonce de nouveaux acteurs : Pedro Pascal dans le rôle d'Oberyn Martell, Indira Varma dans le rôle de sa concubine Ellaria Sand, Mark Gatiss est annoncé dans le rôle du banquier de Braavos, Tycho Nestoris et Roger Ashton-Griffiths dans celui de Mace Tyrell. Ed Skrein se voit remplacé par Michiel Huisman pour le personnage de Daario Naharis, l'acteur britannique expliquant avoir quitté la série pour raisons famililles. Successivement tenu par l'acteur australien Conan Stevens puis par le basketteur britannique Ian Whyte dans la première et la deuxième saison, le personnage de Gregor Clegane / La Montagne est à partir de cette saison interprété par l'islandais et professionnel du sport de force Hafþór Júlíus Björnsson.
Pour la cinquième saison, des personnages sont de retour.
Pour la sixième saison, Max Von Sydow remplace Struan Rodger (en) pour le rôle de la Corneille à trois yeux, personnage tenu par Rodger dans le dernier épisode de la quatrième saison.
Pour la septième saison, Jim Broadbent est annoncé dans le rôle de l'archimestre Ebrose.

### Tournage

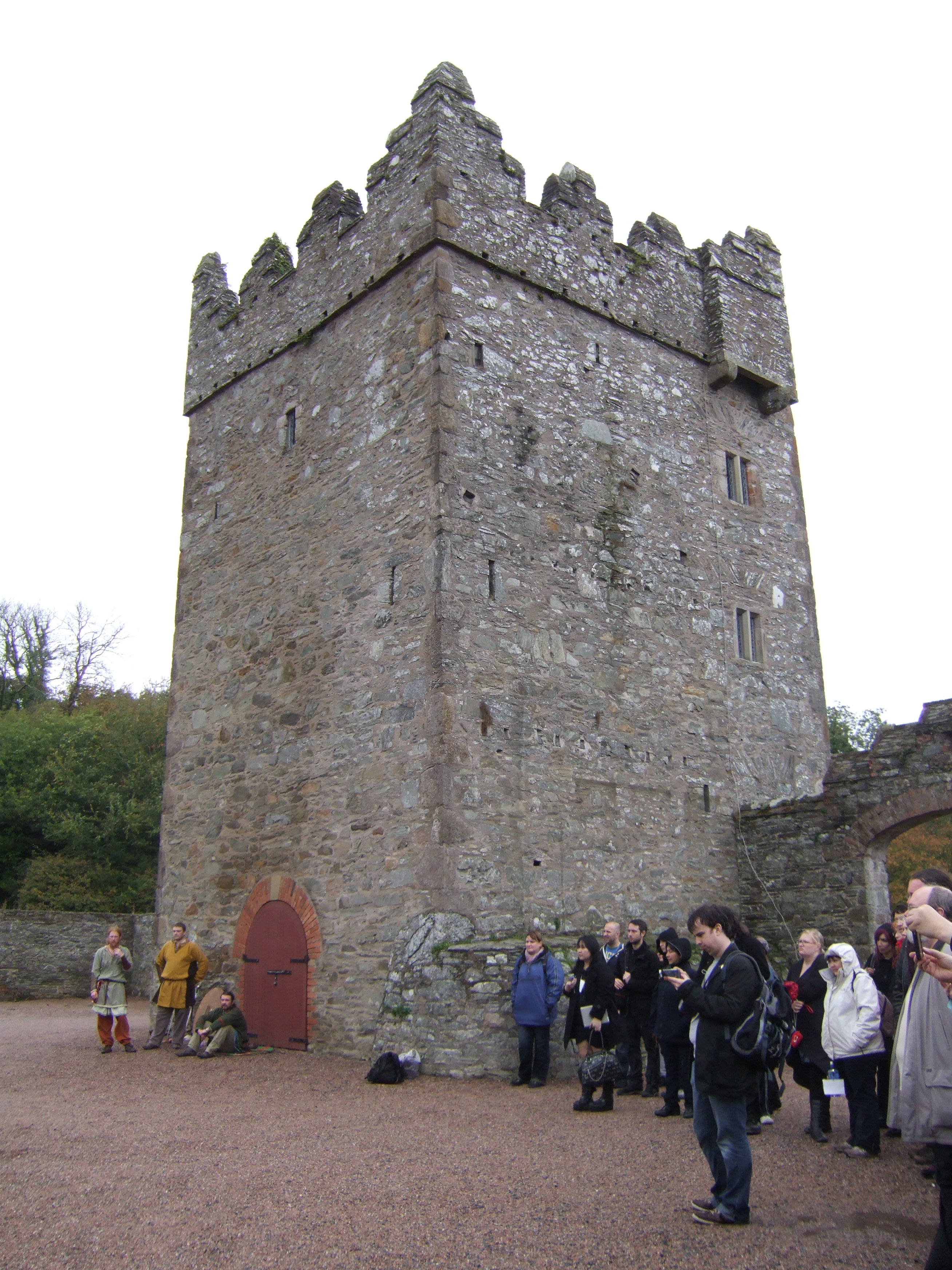
Certaines scènes de la première saison sont tournées à Castle Ward, en Irlande du Nord.
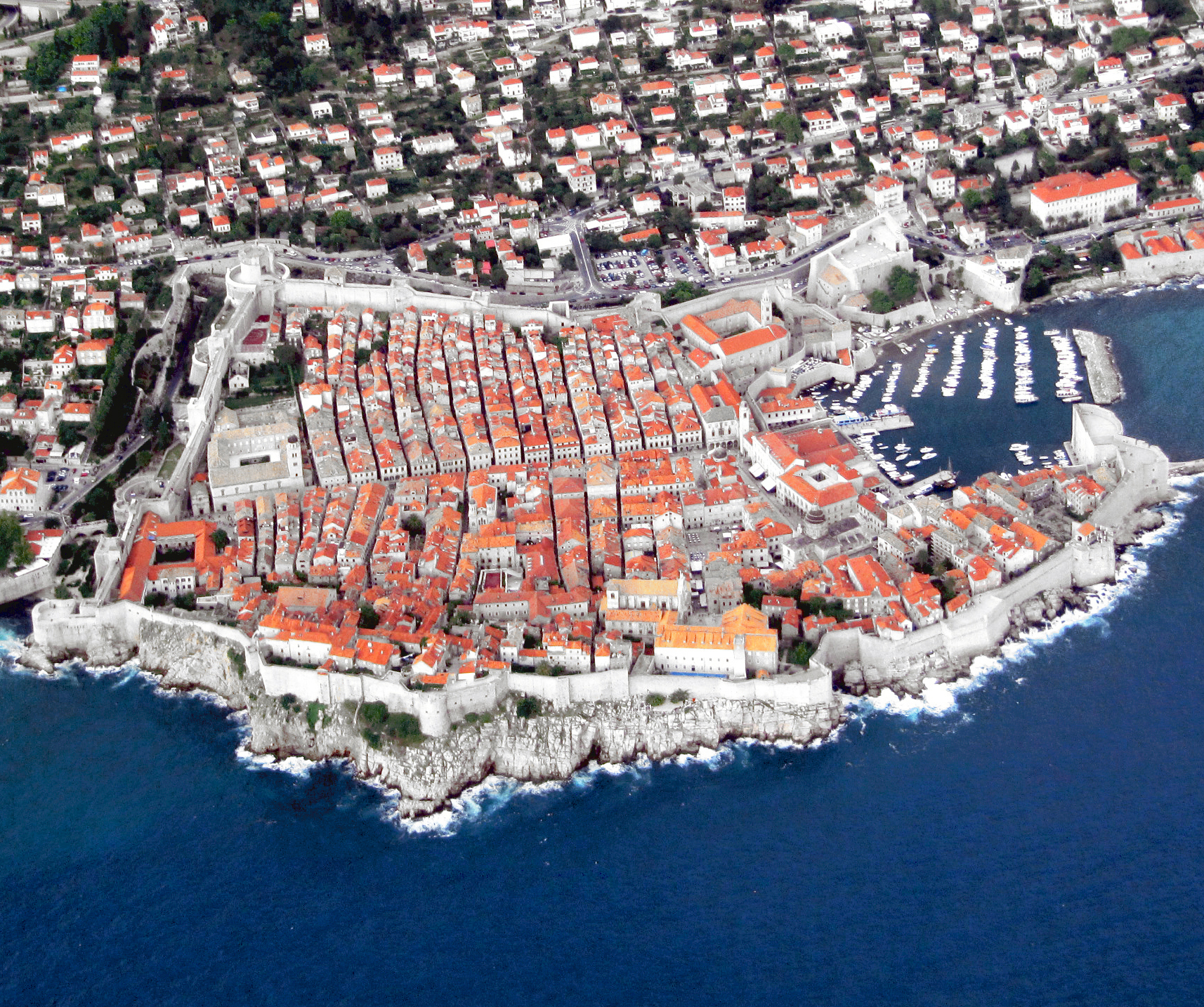
La vieille ville de Dubrovnik apparait comme étant Port-Réal à partir de la deuxième saison.
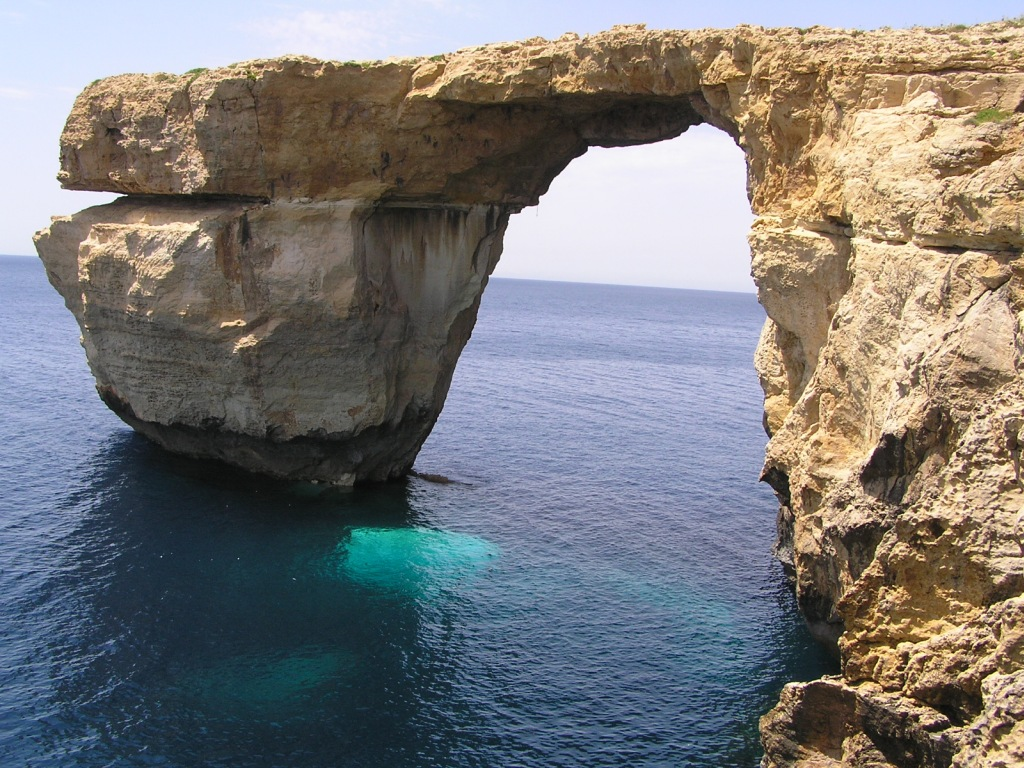
La Fenêtre d'Azur où se déroule la scène du mariage Dothraki.
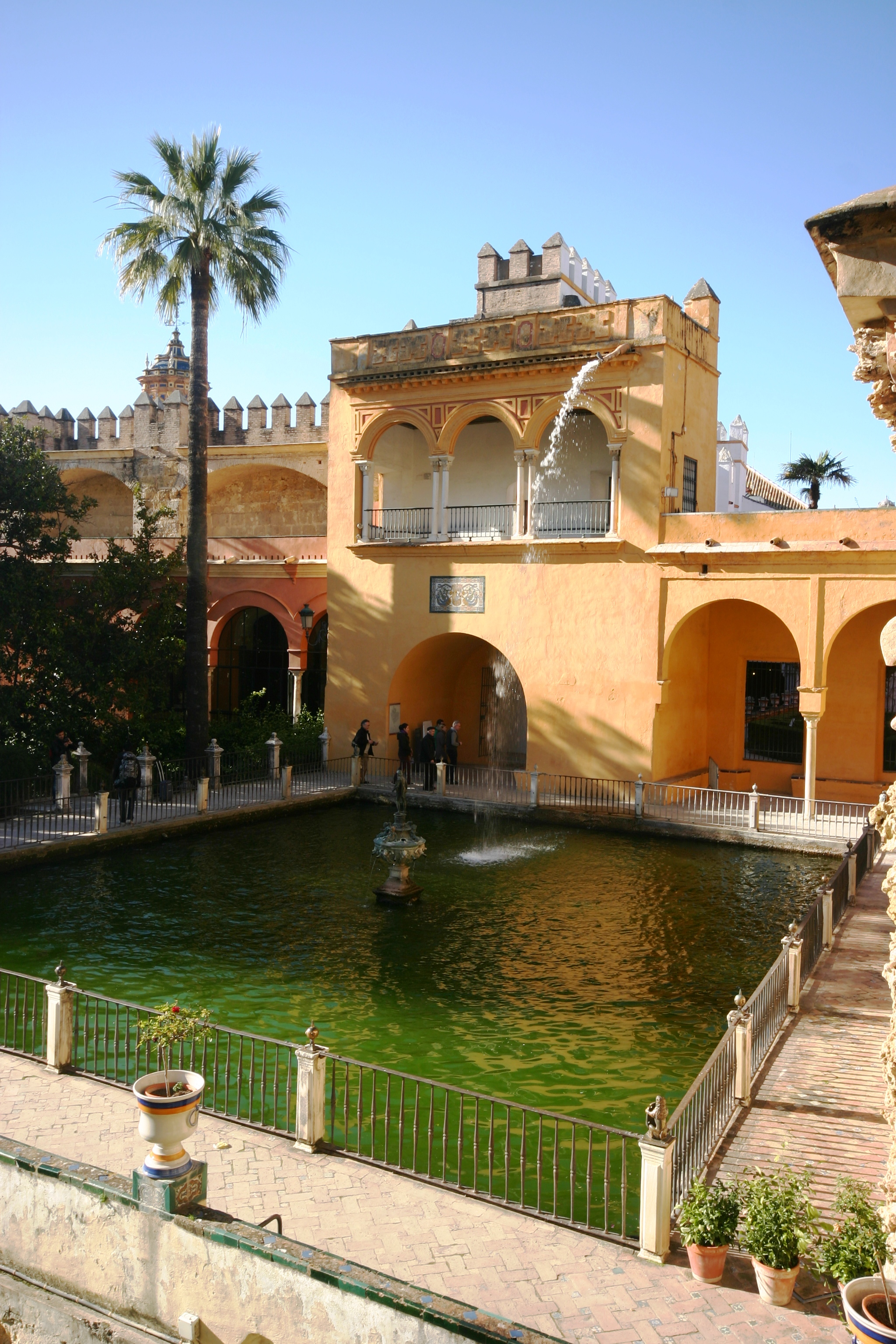
L’Alcazar de Séville apparaît comme étant le palais de la maison Martell à Dorne.
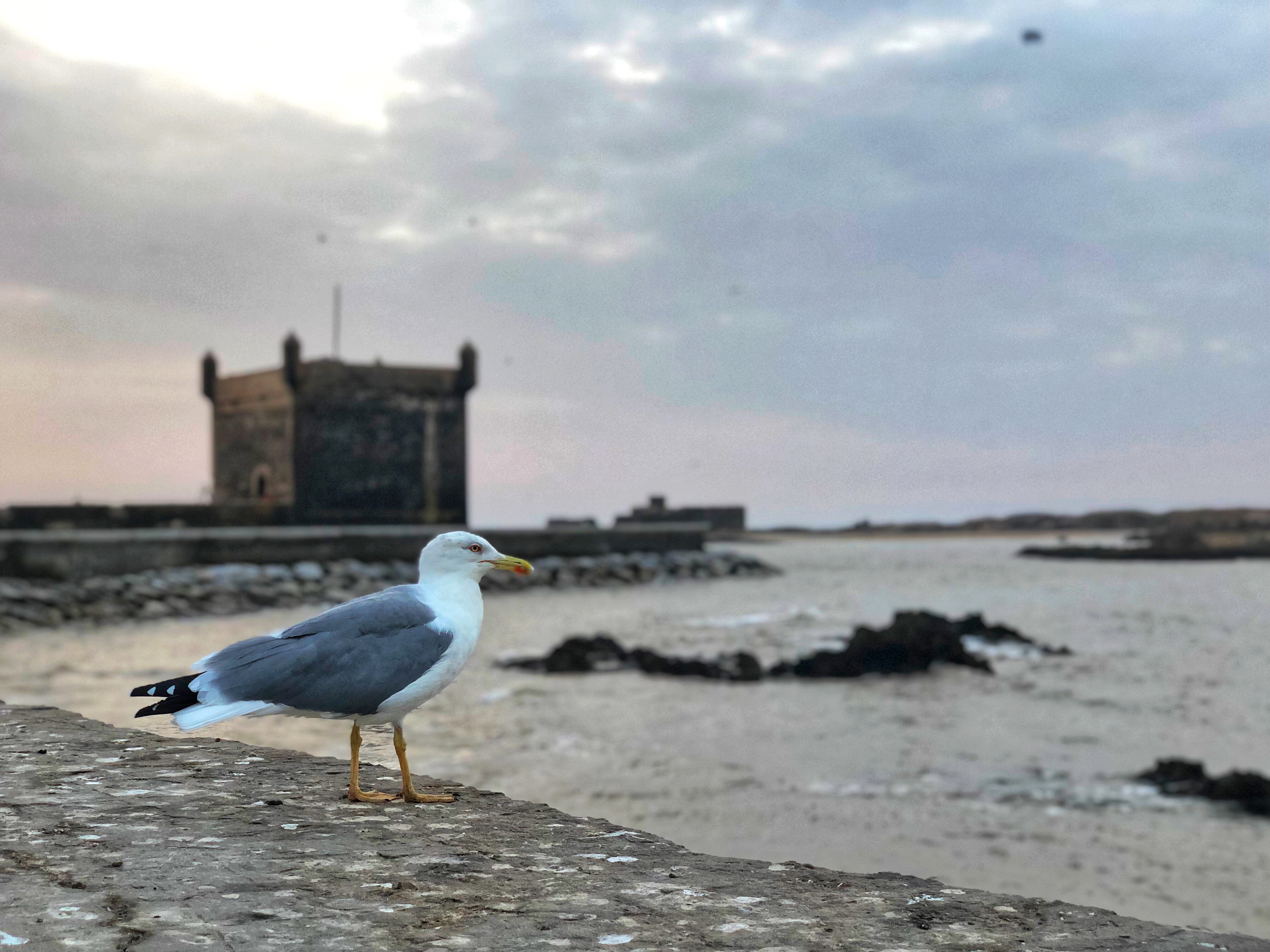
Essaouira Maroc

Le tournage du pilote de la série débute à l'automne 2009 en Irlande du Nord et au Maroc. Les premières prises de vue pour le reste de la première saison sont programmées pour débuter le 26 juillet 2010. Le principal lieu de tournage est le Paint Hall Studios situé à Belfast. Les scènes extérieures en Irlande du Nord sont filmées à Sandy Brae dans les montagnes de Mourne (représentant Vaes Dothrak), Castle Ward (Winterfell), Saintfield Estates (le bois sacré de Winterfell), Tollymore Forest (scènes extérieures), Cairncastle (le site d'exécution), les carrières de Magheramorne (Châteaunoir) et au Shane's Castle (terrain du tournoi). Le Château de Doune à Stirling, en Écosse, est utilisé dans l'épisode pilote pour les scènes extérieures et intérieures à Winterfell. Les producteurs pensent dans un premier temps tourner entièrement la série en Écosse, mais choisissent finalement l'Irlande du Nord en raison de la disponibilité de surface du studio.
Les scènes du Sud de la première saison sont filmées à Malte, un changement de site opéré après les ensembles utilisés au Maroc pour l'épisode pilote. La ville de Mdina est utilisée pour les scènes à Port-Réal, le tournage se déroule également à Fort Manoel (représentant le Grand Septuaire de Baelor), à la Fenêtre d'Azur sur l'île de Gozo (le lieu de mariage Dothraki), au Palais Saint-Antoine, au Fort Ricasoli, au Fort Saint-Ange, ainsi qu'au monastère Saint-Dominique (utilisé pour les scènes dans le Donjon Rouge).
Peu après la diffusion du premier épisode de la série, la chaîne HBO donne son accord pour une deuxième saison, dont le tournage se déroule du 25 juillet 2011 à décembre 2011. Le tournage des scènes du Sud quitte Malte pour la Croatie, où la ville de Dubrovnik et ses localités voisines permettent de mettre en œuvre des plans extérieurs d'un bord de mer donnant sur une ville fortifiée médiévale. Les murs de Dubrovnik et Fort Lovrijenac sont utilisés pour les scènes de Port-Réal et du Donjon Rouge. L'île de Lokrum, le monastère Saint-Dominique sur l'île de Trogir, le palais du Recteur à Dubrovnik et la carrière de Dubac, située à quelques kilomètres à l'est, sont utilisés pour les scènes définies dans la cité portuaire de Qarth. Les scènes au nord du mur, se déroulant dans les Crocgivre et au Poing des Premiers Hommes, sont filmées en Islande en novembre 2011, sur le glacier Svínafellsjökull et à proximité de Smyrlabjörg et Vik sur Höfðabrekkuheiði. La saison est diffusée à partir du 1er avril 2012 et reprend les événements du livre A Clash of Kings.
Alors que la deuxième saison n'est pas encore diffusée, le tournage de la série se poursuit pour une troisième saison courant mai ou juin 2012. Pour la troisième saison, la production est de retour à Dubrovnik. Les remparts de Dubrovnik, Fort Lovrijenac et les localités voisines sont utilisés pour les scènes de Port-Réal et du Donjon Rouge. Un nouveau site, l'Arboretum de Trsteno fait figure de jardin des Tyrell dans Port-Réal. La production est également de retour au Maroc, dans la ville d'Essaouira, pour filmer les scènes de Daenerys à Essos ainsi qu'à Aït-Ben-Haddou pour ses scènes à Yunkai. Pour cette troisième saison, la production emploie trois unités (désignées Dragon, Wolf et Raven) filmant en parallèle, six équipes dirigeantes, 257 membres de la distribution et 703 membres de l'équipe. Une scène mettant en vedette un ours, Little Bart, est filmée à Los Angeles.
Le tournage de la quatrième saison prend une nouvelle fois place à Dubrovnik, et comporte de nouveaux emplacements en Croatie, tels que le palais de Dioclétien à Split, la forteresse de Klis au nord de Split, la carrière de Perun (hr) à l'est de Split, la montagne Mosor et le village de Baška Voda plus au sud. Le tournage prend 136 jours, il se termine le 21 novembre 2013.
Lors de la cinquième saison, les tournages liés à Dorne sont réalisés en Andalousie, notamment à l'Alcazar de Séville et à l'arène d'Osuna.
Pour la sixième saison, le château de Zafra dans la province de Guadalajara en Espagne, a été un des lieux de tournage.
Le tournage de la septième saison a débuté le 31 août 2016 au Titanic Studios à Belfast, en Islande, en Irlande du Nord et divers lieux en Espagne dont Séville, Cáceres, Almodóvar del Río, Santiponce, Zumaia et Bermeo. Le tournage s'est aussi déroulé à Dubrovnik et s'est poursuivi jusqu'à fin février 2017 dans le but d'assurer une météo hivernale dans certains endroits européens.
Le tournage de la huitième saison a débuté en octobre 2017.

#### Récapitulatif des lieux de tournage
- Irlande du Nord : Sandy Brae dans les montagnes de Mourne, château de Ward à Strangford, aux Paint Hall Studios (en) à Belfast, au château de Doune, à Saintfield (en), au Tollymore Forest Park (en) à Bryansford (en), à Carncastle (en), la carrière Lafarge de Magheramorne (en) à Larne Lough (en), au Shane's Castle (en) dans le Comté d'Antrim, à Ballintoy, à Ballymoney, à Moneyglass (en) et à Carnlough.
- Espagne : à Séville, à Osuna, au château de Zafra à Campillo de Dueñas, dans le parc naturel de Bardenas Reales, à Almería, Gérone, au Château de Santa Florentina à Canet de Mar, à Peníscola et à l'abbaye Sant Pere de Galligants (es).
- Islande : Grjótagjá, Þingvellir, Svínafellsjökull près d'Hornafjörður, Mýrdalsjökull et Vík í Mýrdal.
- Croatie : Parc Gradac (hr), forteresse de Lovrijenac, Forteresse de Bokar (hr), Forteresse de Minceta (hr) et la ville de Dubrovnik, Trsteno, Trogir, Lokrum, Dubac, le massif du Mosor, Split, Klis et Baška Voda.
- Malte[114] : L-Imdina, Fort Manoel à Il-Gżira, Palais Saint-Antoine à Attard, Fort Ricasoli à Il-Kalkara, Fort Saint-Ange à Il-Birgu, Monastère Saint Dominique à Rabat, La Valette.
- Maroc : Aït-ben-Haddou, Essaouira, Ouarzazate.

### Costumes
Les responsables de la conception des costumes de la série sont la costumière Michele Clapton jusqu’à la saison 5, puis April Ferry pour la saison 6, ainsi que la brodeuse Michele Carragher. Leurs réalisations se basent sur les origines géographiques et familiales des personnages, et s’efforcent de traduire à l’écran les buts et les évolutions de chaque protagoniste au fil de l’avancement de l’histoire.

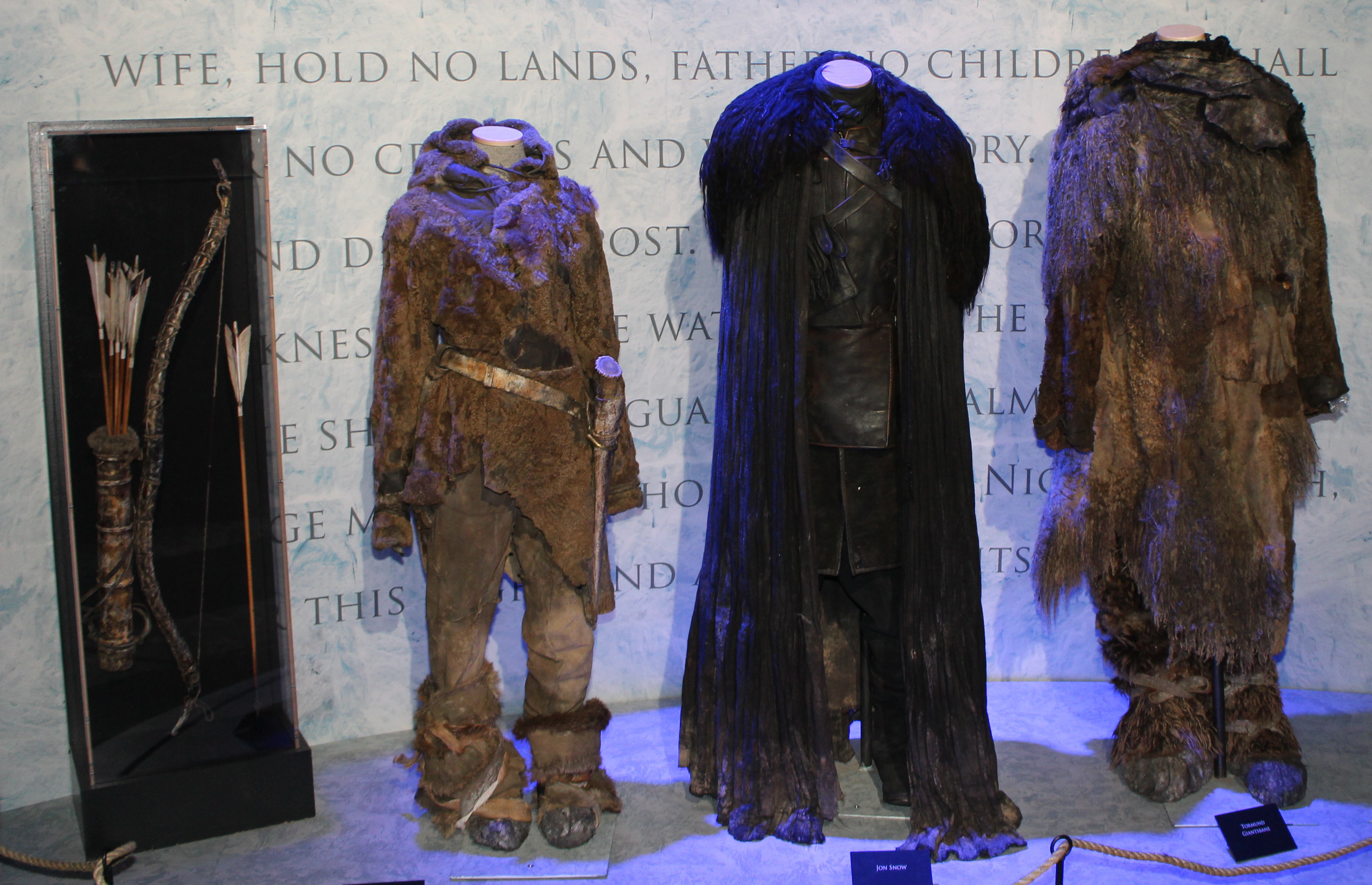
Les costumes d'Ygritte, Jon Snow et Tormund Fléau-d'Ogres reflètent le climat rigoureux dans lequel ils sont portés.
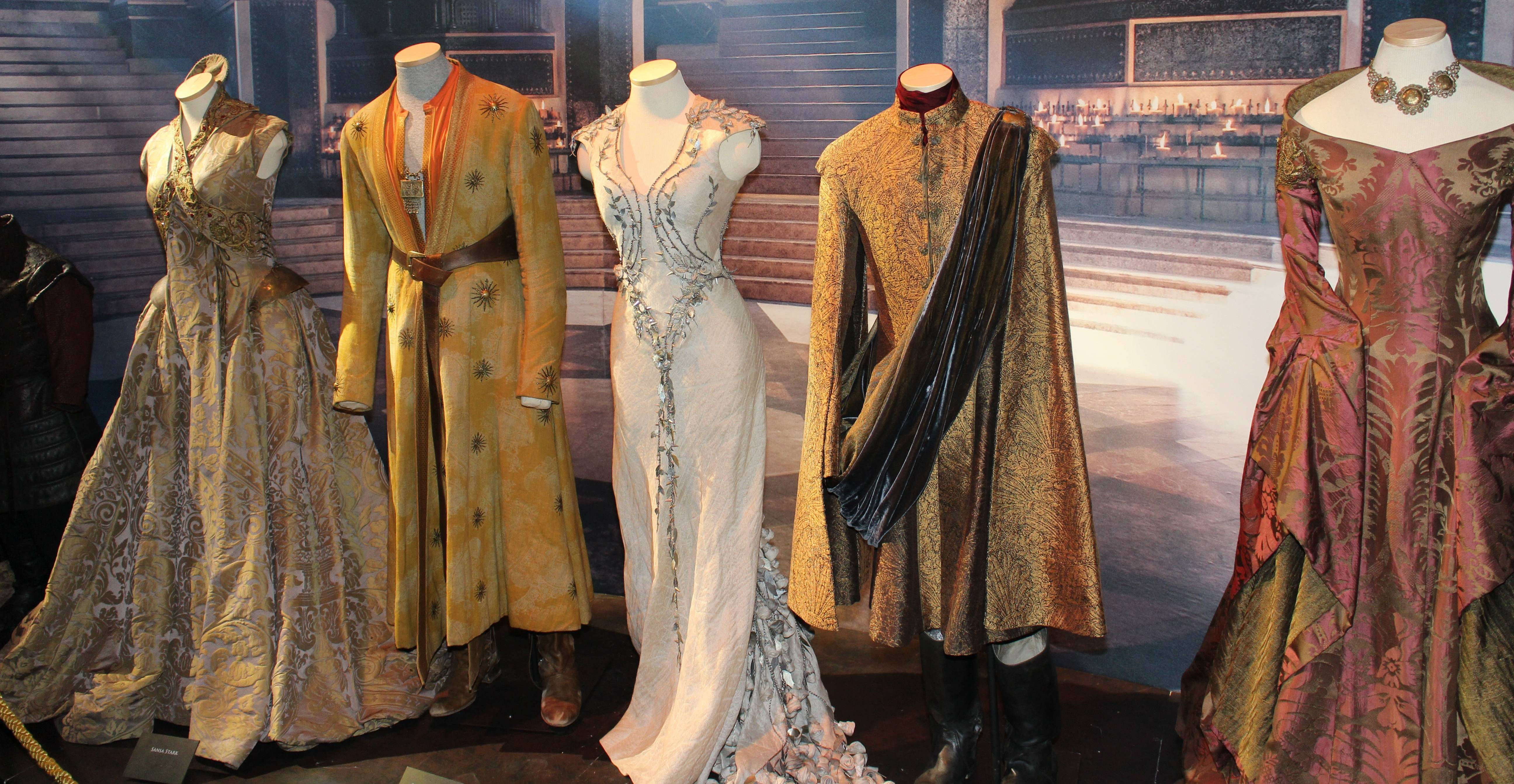
Les luxueuses robes portées à la cour royale de Port-Réal annoncent la richesse et le statut de leurs détentrices.

Les costumes de la série s'inspirent de nombreuses cultures, notamment japonaise et persane. Les tenues Dothraki ressemblent à celles des Bédouins (une tenue a été fabriquée à partir de peaux de poissons pour ressembler aux écailles de dragon), et les sauvageons portent des peaux d'animaux à l'envers comme le font les Inuits. L'armure osseuse sauvageonne est conçue à partir de moules pris sur de véritables os, assemblés avec de la ficelle et du latex ressemblant à du catgut. Bien que les figurants qui incarnent les sauvageons et la Garde de nuit portent des chapeaux et des casques, les principaux acteurs sont généralement nu-tête pour que les téléspectateurs puissent identifier les personnages.

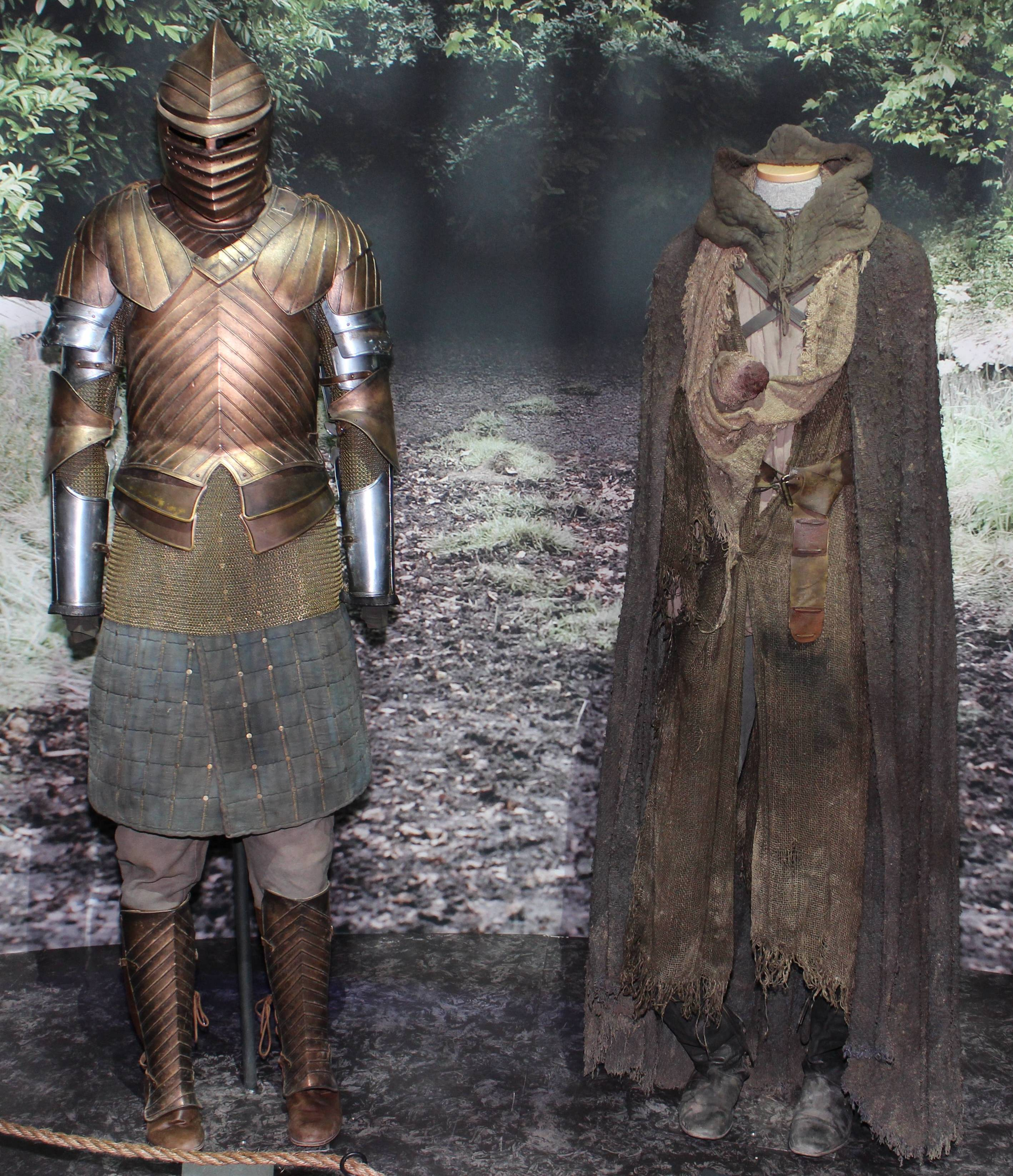
Des armures fonctionnelles, telle celle portée par Brienne de Torth (à gauche), sont fabriquées pour la série.

### Promotion

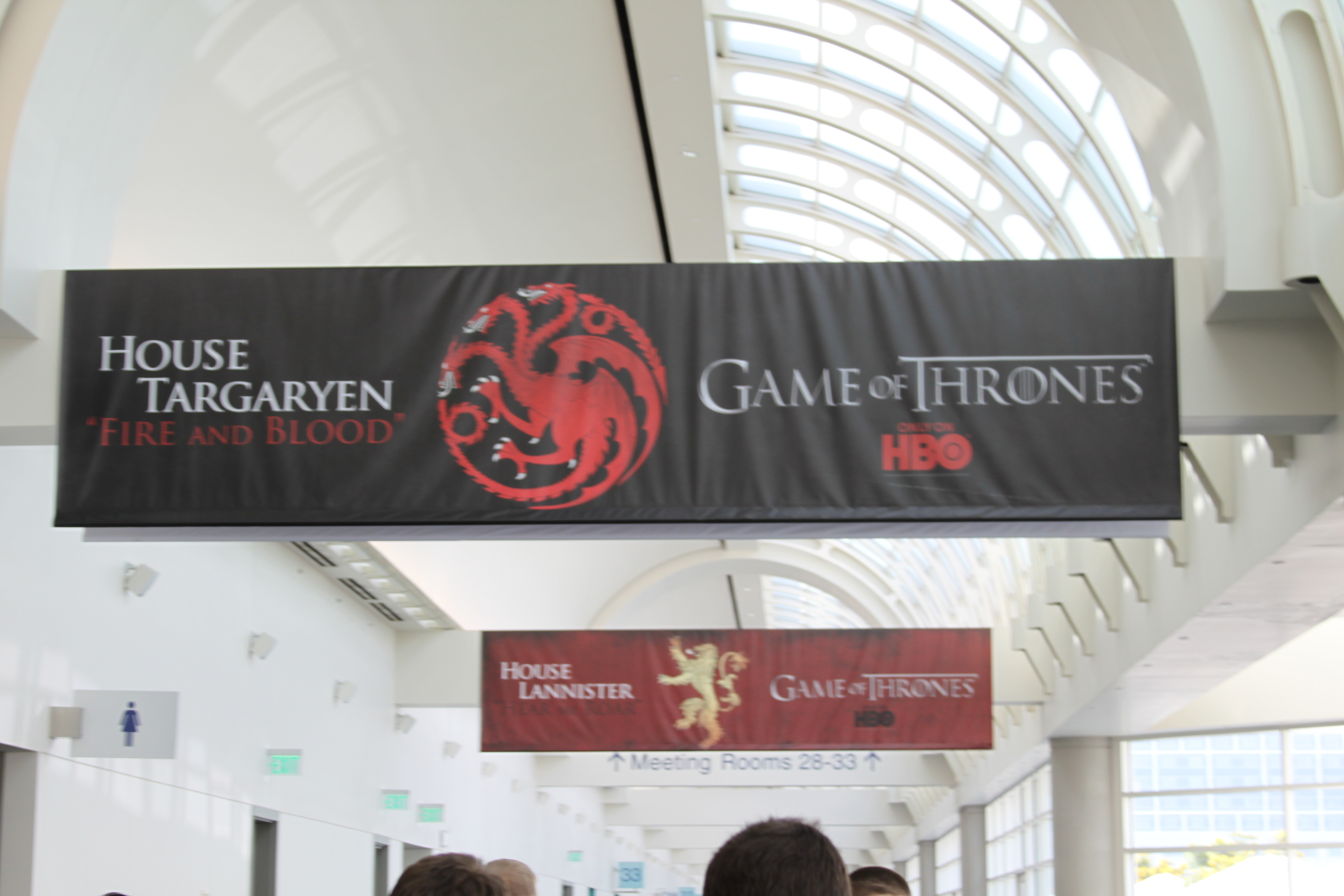
Affiches publicitaires diffusées pour promouvoir la première saison, au Comic-Con de San Diego.

Pour la troisième saison, HBO a réalisé une pub originale dans l'édition du 26 février 2013 du New York Times, en imprimant l'ombre d'un dragon sur une fausse double page.
Le piratage et le partage illégal des épisodes des premières saisons ont également contribué au succès mondial de la série TV en devenant la série la plus piratée de l'année 2013.
Le 21 mars 2019, pour la promotion de la huitième et dernière saison, HBO annonce avoir dissimulé six répliques du trône de fer à différents endroits du globe, organisant une immense « chasse au trésor » à l'échelle mondiale. HBO diffuse sur la plateforme YouTube des vidéos en 360° des fameux trônes à différentes périodes de la journée, dans le but d'indiquer leurs emplacements (les chasseurs peuvent analyser l'environnement afin de les localiser). Les vainqueurs du concours peuvent remporter une réplique de la couronne d'or de Robert Baratheon.

### Fiche technique
|                                                                                             |  |  |
| David Benioff (à gauche) et D.B Weiss (à droite), les créateurs et showrunners de la série. |  |  |

- Titre original : Game of Thrones
- Titre français alternatif : Le Trône de fer
- Création : D. B. Weiss et David Benioff d'après les romans de George R. R. Martin
- Réalisation : Timothy Van Patten, Daniel Minahan, Brian Kirk, Alan Taylor, David Nutter, David Petrarca, Michelle MacLaren
- Scénario : D. B. Weiss, George R. R. Martin, David Benioff, Bryan Cogman, Vanessa Taylor
- Direction artistique : Paul Inglis, Thomas Brown, Ashleigh Jeffers, Tom McCullagh, Steve Summersgill
- Décors : Richard Roberts
- Costumes : Michele Clapton
- Photographie : Marco Pontecorvo
- Montage : Frances Parker, Oral Norrie Ottey
- Musique : Ramin Djawadi
- Casting : Nina Gold, Robert Sterne
- Effets spéciaux : Plowman Craven and Associates, Atomic Fiction, DigiTale Studios, Pixomondo, ReelEye Company, Screen Scene
- Production : D. B. Weiss, Frank Doelger, Mark Huffam, David Benioff
- Sociétés de production : Grok! Studio, Home Box Office (HBO), Management 360, Generator Entertainment, Bighead Littlehead
- Sociétés de distribution (télévision) :
  - HBO (États-Unis)
  - British Sky Broadcasting (Royaume-Uni)
  - RTL Entertainment (Allemagne)
  - OCS (France)
  - BeTV (Belgique)
  - RTS Un (Suisse)
  - Super Écran (Québec, Canada)
- Pays d'origine :  États-Unis
- Langue originale : anglais
- Format : couleur - 1,78:1 - son Dolby Digital
- Genre : drame, fantasy, heroic fantasy[122],[123],[124],[125], aventure
- Durée : environ 60 minutes
- Lieux de tournage : Royaume-Uni, Croatie, Maroc, Malte, Islande, Espagne
- Public : 
  - déconseillé aux moins de 16 ans, accord parental (DVD[126])
  - déconseillé aux moins de 12 ans (à la télévision[127])

 Sauf indication contraire, les informations mentionnées dans cette section peuvent être confirmées par la base de données cinématographiques IMDb,  présente dans la section « Liens externes ».

### Diffusion internationale
La série est diffusée pour la première fois le 17 avril 2011 sur HBO aux États-Unis.

## Épisodes
| Saison | Nombre d'épisodes | Diffusion originale | Diffusion originale | Diffusion originale | Audience finale en moyenne (en millions) |
| Saison | Nombre d'épisodes | Années              | Début de saison     | Fin de saison       | Audience finale en moyenne (en millions) |
| ------ | ----------------- | ------------------- | ------------------- | ------------------- | ---------------------------------------- |
| 1      | 10                | 2011 (en)           | 17 avril 2011       | 19 juin 2011        | 2,52                                     |
| 2      | 10                | 2012                | 1er avril 2012      | 3 juin 2012         | 3,8                                      |
| 3      | 10                | 2013                | 31 mars 2013        | 9 juin 2013         | 4,97                                     |
| 4      | 10                | 2014                | 6 avril 2014        | 15 juin 2014        | 6,84                                     |
| 5      | 10                | 2015                | 12 avril 2015       | 14 juin 2015        | 6,88                                     |
| 6      | 10                | 2016                | 24 avril 2016       | 26 juin 2016        | 7,69                                     |
| 7      | 7                 | 2017                | 16 juillet 2017     | 27 août 2017        | 10,26                                    |
| 8      | 6                 | 2019                | 14 avril 2019       | 19 mai 2019         | 12,00                                    |

### Première saison (2011)
Sur le continent de Westeros, le roi Robert Baratheon règne sur le Royaume des Sept Couronnes depuis qu'il a mené à la victoire la rébellion contre le roi fou, Aerys II Targaryen, dix-sept ans plus tôt. Son guide et principal conseiller, Jon Arryn, venant de mourir, il part dans le nord du royaume demander à son vieil ami Eddard Stark, seigneur suzerain du Nord et de la maison Stark, de remplacer leur regretté mentor au poste de « Main du roi ». Eddard, peu désireux de quitter ses terres, accepte à contrecœur de partir à la cour avec ses deux filles Arya et Sansa, alors que Jon Snow, son fils bâtard, se prépare à intégrer la fameuse Garde de nuit : la confrérie protégeant le royaume depuis des siècles, à son septentrion, de toute créature pouvant provenir d'au-delà du Mur protecteur. Mais, juste avant le départ pour le Sud, Bran, fils Stark, fait une découverte en escaladant une tour de Winterfell dont découleront des conséquences inattendues…
Dans le même temps, sur le continent Essos, Viserys Targaryen, héritier « légitime » en exil des Sept Couronnes et fils d'Aerys II, projette de marier sa jeune sœur Daenerys au Khal Drogo, le chef d'une puissante horde de cavaliers nomades afin de s'en faire des alliés, en vue de la reconquête du royaume. Mais Viserys est presque aussi instable mentalement que son père.

### Deuxième saison (2012)
Après la mort du roi Robert Baratheon et d'Eddard Stark, la légitimité du roi Joffrey est contestée par Stannis et Renly, frères de Robert, tandis que Sansa Stark est retenue comme otage à Port-Réal. Robb Stark poursuit sa rébellion pour venger son père et libérer sa sœur, bien que personne ne sache où se trouve Arya Stark. Mais son ami Théon, censé lui procurer plus de troupes de la part de son père, le trahit en prenant Winterfell afin de redorer l'honneur de la maison Greyjoy. Lord Tywin Lannister, père de la Reine régente Cersei et grand-père du roi, qui détient sans le savoir Arya Stark, continue de son côté à lutter à la fois contre les Baratheon et contre les Nordiens de Robb Stark. Chaque camp cherche de nouveaux alliés, et la guerre se prolonge, ignorant la menace d'au-delà du Mur. En effet, Lord Jeor Mormont continue de guider la Garde de nuit face aux Sauvageons, soutenu par Jon Snow, cherchant désespérément un moyen d'arrêter la marche de leur immense armée vers le sud.
De l'autre côté du Détroit, après avoir perdu les Dothraki, Daenerys Targaryen emmène ses dragons jusqu'à la cité de Qarth, où elle espère trouver un appui en vue de reconquérir les Sept-Couronnes.

### Troisième saison (2013)
Après les batailles de la saison précédente, le conflit s'apaise : moins de combats et plus de diplomatie. Alors que la guerre continue entre les forces du Nord sous la bannière de Robb Stark et celles du roi et de la famille Lannister, l'accent est mis sur les alliances entre les différentes factions qui luttent pour le pouvoir. Joffrey prépare son mariage avec Margaery Tyrell, Tywin Lannister organise des mariages prestigieux pour ses deux enfants disponibles et Robb doit offrir la main de son oncle pour espérer regagner le soutien de la maison Frey après avoir manqué à sa parole et rompu ses fiançailles avec l'une de ses filles. Le fameux mariage se termine dans un bain de sang - Walder Frey s'étant entre-temps rallié à la cause des Lannister.
Arya rencontre la Fraternité sans Bannière et s'enfuit quand son compagnon Gendry, le bâtard du roi Robert Baratheon, est vendu à Mélisandre. Elle est capturée par le Limier, en fuite pendant la bataille de la Nera, pour l'emmener à sa famille au Jumeaux pour… les noces pourpres. Ils s'enfuient pendant le massacre. Quant à Sansa, elle est mariée de force avec Tyrion Lannister.
Pendant ce temps, Stannis désespère à Peyredragon, car si Melisandre lui propose une magie puissante pour conquérir le Trône de fer, son fidèle Davos fait tout pour éviter un cruel sacrifice. Theon subit les pires tortures aux mains d'un personnage étrange qui refuse de lui révéler son nom. Brienne et Jaime Lannister continuent leur route vers Port-Réal dans une région dévastée, leur relation se renforçant au fil des péripéties.
Au nord du Mur, après avoir tué Qhorin, Jon rejoint les Sauvageons et doit escalader le Mur avec Tormund et la belle rousse Ygritte dont il est amoureux. Mais son cœur reste fidèle à la Garde de Nuit. Cette dernière, décimée lors de sa rencontre avec l'armée des morts, est sur le chemin du retour vers Chateaunoir, quand une mutinerie éclate au manoir de Craster, où le lord commandant Mormont est tué. Sam s'y enfuit avec une fille de Craster vers le Mur, où en cours de route il tue un marcheur blanc avec du verredragon qu'il a trouvé au nord, et rencontre Bran Stark. Ce dernier qui s'est échappé avec Rickon de l'incendie de Winterfell, se rend au nord du Mur rencontrer la Corneille à trois yeux.
En Essos, Daenerys réussit à libérer les esclaves des cités esclavagistes d'Astapor et de Yunkaï et à se constituer une puissante armée d'Immaculés. Elle réussit également à se faire de nouveaux alliés et décide de marcher vers la troisième et dernière cité esclavagiste de la Baie des Serfs : Meereen.

### Quatrième saison (2014)
L'emprise des Lannister sur le Trône de fer est désormais totale, après le massacre des Noces Pourpres, qui a vu la mort de nombreux partisans du camp Stark et de fait brisé le soulèvement du Nord.
Alors que Stannis Baratheon poursuit la reconstruction de son armée à Peyredragon, un danger imminent arrive du Sud, en la personne d'Oberyn Martell. Ce dernier, arrivé à Port-Réal pour le mariage du roi Joffrey et de sa fiancée Margaery Tyrell, est habité par un désir de vengeance.
Au Nord, la Garde de nuit, affaiblie, semble dépassée par l’avancée de l’armée des Sauvageons de Mance Rayder, elle-même poursuivie par un ennemi plus redoutable : les Marcheurs blancs. Jon Snow se rend avec quelques hommes au manoir de Craster tuer les mutins avant que les Sauvageons n'y arrivent. Pendant sa route au nord du Mur, Bran Stark se fait capturer par les mutins au manoir et réussit à s'échapper pendant la bataille avec la Garde de nuit menée par son demi-frère avant de se rendre sur le lieu de la Corneille à trois yeux.
Daenerys réussit à prendre la ville de Meereen, à y abolir l'esclavage et à y imposer son autorité en tant que reine. Cependant, certains événements remettent en question la loyauté de certains de ses alliés, dont Jorah Mormont, qui sera banni.

### Cinquième saison (2015)
L'influence des Lannister est ébranlée : Tywin est mort. Cersei, dont l'autorité est contestée, y compris dans sa propre maison, doit faire face à l'influence croissante de sa belle-fille, Margaery Tyrell, sur son fils, le roi Tommen. Pour cela, elle autorise des nouveaux fanatiques, les Moineaux, à prendre le contrôle de la ville. Mais son plan se retournera contre elle. De son côté, Jaime part à Dorne, pour protéger sa fille Myrcella, en danger depuis la mort d'Oberyn Martell. Quant à Tyrion, accompagné dans sa fuite par Varys, puis de Jorah Mormont, il part à la rencontre de Daenerys qui, elle, doit faire face à des mouvements de rébellion de la population de Meereen, qui ne l'accepte pas.
Parallèlement, les filles Stark doivent faire face à de nouveaux défis : Arya, à la recherche de Jaqen H'ghar à Braavos, recherche le moyen de se venger. Sansa, manipulée par Littlefinger, doit se marier avec Ramsay Bolton, nouveau maître de Winterfell, fils bâtard légitimé de Roose Bolton (meurtrier de Robb Stark).
Enfin Jon Snow, vainqueur des sauvageons, nouveau Lord Commandant, est confronté à Stannis Baratheon, qui souhaite faire de lui un Stark pour l'aider dans son projet de reconquête du Nord. Mais il refuse, et se rend avec quelques hommes dont Tormund au nord du Mur sauver un maximum de sauvageons au moment où les marcheurs blancs arrivent. Mais à son retour Jon est trahi et tué par ses frères d'armes, qui l'accusent de trahison, pendant que l'armée de Stannis est vaincue à Winterfell par Bolton et la neige qui l'a décimé. Le roi est tué par Brienne qui surveillait Sansa.

### Sixième saison (2016)
À Port-Réal, Cersei, qui a récemment effectué une « marche de la honte », doit faire face à la mort de sa fille Myrcella. Jaime, lui, devra affronter le groupe des Moineaux (de plus en plus influents dans la ville) afin de faire libérer la reine Margaery et son frère Loras. Cersei décide de mettre en place un plan diabolique pour reprendre le pouvoir en main.
À Braavos, Arya, désormais aveugle, continue tant bien que mal son entrainement avec Jaqen H'ghar afin de devenir une sans-visage.
À Meereen, Tyrion Lannister, aidé de Varys, Missandei et Ver Gris devra gérer la régence de la ville à la suite du départ de Daenerys. Quant à cette dernière, elle se retrouve à être la prisonnière d'une horde de Dothrakis menée par le Khal Moro, tandis que Jorah Mormont et Daario Naharis se lancent sur ses traces à travers le continent d'Essos afin de la délivrer.
Dans les îles de Fer, une nouvelle rébellion est menée par les Greyjoy.
Dans le Nord, Sansa et Theon se retrouvent en fuite après la récente défaite de Stannis Baratheon aux portes de Winterfell. Ils devront échapper tant bien que mal aux soldats des Bolton qui les poursuivent.
Au Mur, Jon Snow est mort, assassiné par ses propres hommes. Alliser Thorne règne désormais sur Châteaunoir. Mais les sauvageons menés par Tormund attaquent le château pour libérer Ser Davos et les derniers partisans de Jon. Peu après, Mélisandre réussit à ressusciter Jon. Revenu à la vie, ce dernier condamne à mort ses assassins, puis démissionne de la Garde de nuit. Mais l'arrivée inattendue de sa demi-sœur Sansa finit par le convaincre de prendre les armes afin d'affronter Ramsay Bolton à Winterfell et de libérer les terres du Nord, ainsi que son demi-frère Rickon. Il rassemble plusieurs grandes maisons du Nord parmi lesquelles les Mormont, mais également les Tully de Vivesaigues, ainsi que l'armée sauvageonne et les chevaliers du Val d'Arryn pour se constituer une immense armée. Cependant, l'armée du Nord et la Garde de nuit pourraient bien se retrouver dépassées par l’avancée de l'immense armée de Marcheurs blancs qui ne tardera pas à marcher sur le Mur au fur et à mesure que le terrible hiver arrive.
Au sud, Sam et Vère sont en route pour la citadelle et font étape chez les Tarly dont l'ambiance entre père et fils est houleuse.
Enfin, au-delà du mur, Bran Stark a été formé par la Corneille à Trois Yeux et sa formation lui permet de développer sa capacité à voir dans le passé et l'avenir, ce qui lui donne davantage de contrôle sur ses visions. Il découvre aussi son rôle dans les guerres à venir.

### Septième saison (2017)
Dans le Nord, Jon, désormais roi, tente tant bien que mal d'unifier toutes les maisons du Nord et les Sauvageons afin de contrer l'immense armée de Marcheurs blancs qui s'approche inexorablement du Mur. Le verredragon est nécessaire pour les tuer d'après les informations de Sam qui est à la Citadelle. Jon se rend à Peyredragon pour discuter avec Daenerys de la menace des marcheurs blancs et lui demander l'autorisation d'extraire du verredragon qui est en grande quantité là-bas. Les Stark sont réunis à Winterfell, après le retour de Bran et celui d'Arya, qui a assassiné plusieurs membres de la Maison Frey. Pendant que Bran a de nombreuses visions au sujet de l'armée des Morts, plusieurs suspicions de complots ont lieu au sein de Winterfell. Il s'avère que l'homme derrière ces suspicions est Lord Baelish, le protecteur du Val. Ce dernier est ainsi exécuté de la main d'Arya sur ordre de Sansa, d'après les visions de Bran qui lui ont permis de lister ses méfaits, dont sa trahison envers leur père Ned Stark.
Daenerys Targaryen, secondée par sa gigantesque armée constituée de Dothrakis, de Puînés et d'Immaculés ainsi que de la flotte Fer-nés des Greyjoy, a enfin accosté à Westeros et s'installe dans la cité de Peyredragon. Sous les conseils avisés de Tyrion, elle est à la recherche d'alliés dans sa quête du Trône de fer et envisage une alliance avec le Nord.
À Port-Réal, les Lannister, esseulés et sans aucun allié, doivent s'efforcer de conserver le pouvoir contre les maisons Tyrell, Martell et Greyjoy qui se sont rebellées contre le Trône de fer à la suite de l'attentat du grand septuaire de Baelor. Cersei, désormais reine et protectrice des Sept Couronnes, est désespérément à la recherche d'alliés pour contrer l'alliance des maisons Stark et Targaryen au Nord. Elle s'allie donc à Euron Greyjoy et aux bannerets des Tyrell.
Tandis que chaque maison de Westeros est à la recherche d'alliés potentiels dans la lutte incessante du pouvoir et du jeu des trônes, la véritable guerre se prépare au Nord où l'immense armée de Marcheurs blancs menée par le Roi de la nuit s'amasse de l'autre côté du Mur, bien décidé à le passer d'une manière ou d'une autre.
Après une expédition au Nord du Mur menée par Jon pour capturer un marcheur blanc, une réunion est organisée entre les trois rois afin de s'unir contre la menace qui plane au-delà du Mur, c'est le Pourparler de Port-Réal. À ce moment-là, les marcheurs blancs, menés par le terrible Roi de la Nuit et un dragon, détruisent le Mur et réussissent donc à se rapprocher encore un peu plus du Royaume des Sept Couronnes.

### Huitième saison (2019)
Note : Pour les informations de renouvellement, voir la section Production.
À la suite des derniers évènements, Jon Snow et Daenerys Targaryen arrivent à Winterfell avec les troupes d'Immaculés et de Dothrakis, mais aussi avec les deux dragons. Malgré la réticence du peuple du Nord à accueillir une étrangère, tous vont se préparer à une bataille sans merci contre l'armée du Roi de la Nuit dont l'arrivée est désormais imminente. Peu avant la bataille, l'amour entre Daenerys et Jon est ébranlé par l'annonce de la véritable identité de ce dernier.
L'armée des Morts arrive enfin à Winterfell et malgré les deux dragons, manœuvrés par Jon et Daenerys, qui font d'énormes dégâts, les forces humaines sont rapidement submergées sous le nombre d'autant plus que le Roi de la Nuit détient le pouvoir de réveiller les morts et ainsi de restaurer en partie son armée. Malgré une défense héroïque, Winterfell tombe et les Marcheurs Blancs entrent dans la forteresse dans le but de tuer Bran, la Corneille-à-trois-Yeux. Mais alors que tout espoir semble perdu, Arya parvient à se faufiler au milieu de l'armée ennemie et à tuer Le Roi de la Nuit à l'aide de sa dague en acier valyrien, cette même dague que Bran lui avait offert à son arrivée à Winterfell et qui a tranché la gorge de Petyr Baelish.
Pendant ce temps, Cersei Lannister se prépare à affronter l'armée de Daenerys une fois que celle-ci rentrera du Nord. Elle obtient le soutien de la Compagnie Dorée, organise les défenses de la ville en équipant notamment les tours des remparts de la capitale de balistes, et envoie Euron Greyjoy, dont elle s'est assurée l'allégeance en lui promettant le Trône, à la tête de la flotte des Fer-Nés (équipée également de balistes) pour tendre une embuscade à son ennemie. Lorsque Daenerys arrive au sud par la mer, son armée tombe dans le piège tendu par Euron, Rhaegal est tué par les balistes et Missandei est capturée. Malgré une tentative de négociation menée par Tyrion Lannister, Cersei refuse tout compromis et fait exécuter la fidèle amie de Daenerys aux yeux de tous.
Après la perte de son plus fidèle conseiller, Jorah Mormont, pendant la bataille de Winterfell, l'ébranlement de sa légitimité au Trône à la suite de la divulgation de la véritable identité de l'homme qu'elle aime, Jon Snow (ou Aegon Targaryen), la perte de son amie la plus proche et de deux de ses dragons, Daenerys sombre brutalement dans la folie. La bataille de Port-Réal est désormais inévitable et rapidement, la ville capitule devant la suprématie de l'armée de Daenerys. Mais celle-ci réduit à feu et à sang la capitale sans défense avant de faire tomber le Donjon Rouge, place forte de la ville où Cersei se retranchait.
À la suite du massacre de Port-Réal, Jon est indécis entre l'amour qu'il porte à sa reine et la monstruosité dont elle a fait preuve un peu plus tôt. Mais Tyrion, refusant de servir plus longtemps la reine, parvient à convaincre Jon de mettre fin au règne de Daenerys qui ne s'arrêtera manifestement pas à cette dernière conquête. Dans la salle du trône, il tue la reine d'un coup de dague en plein cœur juste avant que Drogon ne fasse fondre de son souffle, symboliquement, le Trône de Fer. Après ces évènements, les Seigneurs de Westeros sont réunis dans un conseil extraordinaire pour déterminer l'avenir du Royaume des Sept Couronnes. Grâce aux propositions de Tyrion, Bran Stark est choisi par le conseil et nommé Bran dit Le Rompu, premier du nom, Roi des Six Couronnes (le Nord souhaitant devenir indépendant, Sansa Stark devient ainsi la première Reine du Nord). Jon Snow est pour sa part exilé dans la Garde de la Nuit, où il est accueilli par les sauvageons. Il part enfin au nord du mur à la tête du peuple libre, devenant ainsi le second Roi-au-delà-du-Mur.

## Univers de la série
Initialement, l'univers a été développé par George R. R. Martin dans sa saga de fantasy Le Trône de fer, avant d'être repris et adapté sur d'autres supports, dont la série télévisée.

## Accueil
| Saison | Total critique      | Total critique    |
| Saison | Rotten Tomatoes     | Metacritic        |
| ------ | ------------------- | ----------------- |
| 1      | 91 % (39 critiques) | 80 (28 critiques) |
| 2      | 96 % (37 critiques) | 90 (26 critiques) |
| 3      | 96 % (44 critiques) | 91 (25 critiques) |
| 4      | 97 % (44 critiques) | 94 (29 critiques) |
| 5      | 93 % (50 critiques) | 91 (29 critiques) |
| 6      | 94 % (34 critiques) | 73 (9 critiques)  |
| 7      | 93 % (51 critiques) | 77 (12 critiques) |
| 8      | 55 % (22 critiques) | 75 (13 critiques) |

D'après les médias, la série était très attendue et classée par certains comme « l'un des événements les plus attendus de l'année 2011 »,. De nombreux fans suivent de très près le développement de la série.

### Audiences internationales
Le premier épisode a attiré 2,2 millions de téléspectateurs lors de sa première diffusion le 17 avril 2011 aux États-Unis et a totalisé 5,4 millions de téléspectateurs, rediffusions comprises (le dimanche et le lundi soir). Le dernier épisode de la première saison, qui a été diffusé le 20 juin 2011, a rassemblé plus de 3 millions de téléspectateurs. Si l'on inclut à la fois les premières diffusions, les rediffusions et les vues par service à la demande, la moyenne de téléspectateurs par épisode est de 9,3 millions. D'après HBO, la seconde saison du Trône de fer a obtenu une audience cumulée (incluant les revisionnages sur les sites à la demande de la chaîne) de 11,6 millions de spectateurs. La troisième saison, après neuf épisodes diffusés, a obtenu une augmentation d'audience passant le chiffre cumulé à 13,6 millions de spectateurs, faisant de la saison la deuxième plus vue de toutes les séries HBO, après la cinquième saison de la série des Soprano avec 14,4 millions de spectateurs. Avec la quatrième saison, la série devient la plus regardée de la chaine HBO puisque le nombre moyen de téléspectateurs pour cette saison a atteint 18,4 millions.
Contrairement aux suppositions des journalistes américains au sujet du Trône de fer qui aurait une audience très majoritairement masculine, le centre de données Nielsen qui calcule aussi les audiences a indiqué en 2013 que la série est moins divisée par genre que beaucoup d'autres programmes comparables, avec 42 % d'audience féminine aux États-Unis.
Au Royaume-Uni et en Irlande, l'audience moyenne de la première saison s'élève à 743 000 téléspectateurs, avec un pic à 823 000 pour le premier épisode, diffusé le 18 avril 2011,.
En France, lors de la première diffusion des épisodes 1 et 2 de la première saison, Canal+ attire 1 030 000 téléspectateurs. Le même chiffre est annoncé pour le nombre de téléspectateurs en moyenne par épisode sur l'ensemble de la saison. Les rediffusions des saisons 1 et 2 sur D8 et D17 ont cependant rencontré un succès moindre.
Si le succès de la série est important sur la chaîne HBO, ainsi que sur les autres chaînes qui la diffusent, le téléchargement illégal l'est également. En 2011, le site Torrent freak indique qu'environ 3 400 000 de personnes en moyenne ont téléchargé chaque épisode de la série, ce qui en fait la deuxième série la plus téléchargée de l'année dans le monde. En 2012, ce sont 3 900 000 personnes. À la fin de l'année, le site déclare que la série est la plus téléchargée dans le monde. Place qu'elle conserve l'année suivante avec en moyenne 5 200 000 téléchargements par épisode,. Elle est de nouveau première en 2014 avec en moyenne 5 900 000 téléchargements, ainsi qu'en 2015 avec en moyenne 14 400 000 téléchargements par épisode. Elle est toujours la série la plus téléchargée illégalement en 2016.

### Accueil critique
Les critiques ont été généralement positives, tant sur la qualité de la production, que sur la restitution de l'univers des livres et sur les personnages, jugés convaincants,. Pour Tim Goodman du Hollywood Reporter, « Quelques minutes dans la série épique Game of Thrones de HBO, et il est clair que le battage médiatique a été juste et que l’attente en valait la peine. » Mary McNamara du Los Angeles Times considère que c'est « une grande série, tonitruante d'intrigues politiques et psychologiques, hérissée de personnages vivants, hachurée d'intrigues alléchantes et arrosée de fantastique ». Plusieurs critiques ont félicité Peter Dinklage pour son interprétation de Tyrion Lannister ; Ken Tucker du magazine Entertainment Weekly a déclaré qu'il serait « estomaqué » si Dinklage n'obtenait pas un Emmy Award pour son interprétation.
Les avis sont partagés à la sortie de l'épisode pilote. Les Inrocks ont écrit un article particulièrement critique à ce sujet, voyant la série comme un nouvel investissement vaniteux de la chaîne HBO, une « mécanique (qui) tourne à vide » avec un « résultat lourdaud ». Le critique, Olivier Joyard, dénonce un succès public « passablement injustifié » pour un univers trop complexe pour lequel on a du mal à se passionner, et une lourdeur ambiante à laquelle s'ajoute un trop plein de sexe et de violence : « Les créateurs de la série (David Benioff et D.B. Weiss) manquent singulièrement d’humour et de distance ». Un article paru deux mois après adoucit quelque peu ces propos, remarquant cette fois-ci une certaine originalité, et un canevas de personnages attachants et vivants. La série reste, pour lui, cependant « à certains moments pataude et peu inspirée visuellement ».
Sur le site Web Metacritic, la première saison du Trône de fer a une note moyenne de 79 sur 100 basée sur 28 critiques de presse. La deuxième saison augmente cette moyenne, avec une note de 88 sur 100 basée sur 26 critiques de presse. La troisième saison augmente à nouveau cette moyenne, avec un score de 90 sur 100 basée sur 25 critiques de presse. Par ailleurs, la série est la plus notée sur une capacité de 5 000 votes en obtenant la meilleure moyenne historique pour une série dramatique sur la base de données Internet Movie Database.

## Autour de la série
La série est devenue la première série à être diffusée en IMAX, le 23 janvier 2015 lors des deux derniers épisodes de la quatrième saison,.
En juin 2014, la chaîne câblée américaine HBO annonce que Game of Thrones devient officiellement la série la plus « populaire » de son histoire en rassemblant 18,4 millions de téléspectateurs de moyenne (une audience obtenue en agrégeant les visionnages directs, décalés, à l'antenne et en ligne) par rapport à la série Les Soprano (record détenu depuis 2002).
Une série préquelle intitulée House of the Dragon est diffusée à partir de 2022.

### Distinctions

#### Récompenses
- Peabody Award 2011
- Primetime Emmy Awards 2011 : meilleur acteur dans un second rôle dans une série dramatique pour Peter Dinklage[193]
- Creative Arts Emmy Awards 2011 : meilleur générique pour Angus Wall, Hameed Shaukat, Kirk Shintani et Robert Feng[194]
- Satellite Awards 2011 : meilleur acteur dans un second rôle pour Peter Dinklage (ex-æquo avec Ryan Hurst pour Sons of Anarchy)
- Scream Awards 2011 :
  - Meilleure série télévisée
  - Meilleur acteur dans un second rôle pour Peter Dinklage
  - Révélation féminine pour Emilia Clarke
- Television Critics Association Awards 2011 : meilleure nouvelle série
- Golden Globes 2012 : meilleur acteur dans un second rôle pour Peter Dinklage[195]
- Creative Arts Emmy Awards 2012 :
  - Meilleurs décors pour Garden of Bones, The Ghost of Harrenhal et A Man Without Honor
  - Meilleurs effets visuels pour Valar Morghulis
  - Meilleurs costumes pour The Prince of Winterfell
  - Meilleurs maquillages pour The Old Gods and the New
  - Meilleur mixage de son pour Blackwater
  - Meilleur montage de son pour Blackwater
- Screen Actors Guild Awards 2012 : meilleure équipe de cascadeurs
- Television Critics Association Awards 2012 : série de l'année
- Festival de télévision de Monte-Carlo 2012[196] :
  - Meilleure série dramatique internationale
  - Prix de la presse
- American Film Institute Awards 2013 : top 10 des meilleures séries télévisées de l'année
- British Academy Television Awards 2013 : Radio Times Audience Award
- Critics' Choice Television Awards 2013 : meilleure série dramatique
- Creative Arts Emmy Awards 2013 :
  - Meilleurs effets visuels pour Valar Dohaeris
  - Meilleurs maquillages pour Kissed by Fire
- Screen Actors Guild Awards 2013 : meilleure équipe de cascadeurs
- Television Critics Association Awards 2013 : meilleure série dramatique
- Satellite Awards 2014 : meilleure série télévisée de genre
- Screen Actors Guild Awards 2014 : meilleure équipe de cascadeurs
- Screen Actors Guild Awards 2015 : meilleure équipe de cascadeurs
- Emmy Awards 2015 :
  - Meilleure série dramatique
  - Meilleur second rôle dans une série dramatique pour Peter Dinklage
  - Meilleur ensemble d'acteur dans une série dramatique
  - Meilleure réalisation pour David Nutter pour l'épisode Mother's Mercy
  - Meilleur scénario pour D.B. Weiss et David Benioff pour l'épisode Mother's Mercy
  - Meilleure photographie pour une série dramatique
  - Meilleur montage pour une série dramatique
  - Meilleur montage sonore
  - Meilleurs effets visuels
  - Meilleur mixage de son
  - Meilleure coordination de cascade
  - Meilleur maquillage
  - Meilleurs décors
- Emmy Awards 2016 :
  - Meilleure série dramatique
  - Meilleur scénario : David Benioff et D.B Weiss pour Game of Thrones avec La Bataille des Bâtards
  - Meilleure réalisation : Miguel Sapochnik pour Game of Thrones avec La Bataille des Bâtards
- Creative Emmy Awards 2016[197] :
  - Meilleur mixage son pour La Bataille des Bâtards
  - Meilleure photographie en caméra unique pour La Bataille des Bâtards"
  - Meilleurs effets spéciaux pour La Bataille des Bâtards
  - Meilleure direction des cascades pour Les Vents de l'hiver
  - Meilleure décors pour Les Vents de l'hiver
  - Meilleure meilleurs costumes pour Les Vents de l'hiver
  - Meilleur maquillage prothétique pour La Porte
  - Meilleur maquillage sans prothèse pour La Bataille des Bâtards
  - Meilleur casting de série dramatique
- Emmy Awards 2019 :
  - Meilleure série dramatique

#### Nominations
- Primetime Emmy Awards 2011[198] :
  - Meilleure série télévisée dramatique
  - Meilleure réalisation pour Timothy Van Patten (pour l'épisode L'hiver vient)
  - Meilleur scénario pour David Benioff et D. B. Weiss (pour l'épisode Baelor)
- Satellite Awards 2011 : meilleure série télévisée de genre
- Scream Awards 2011 :
  - Ultimate Scream
  - Meilleur acteur de fantasy pour Sean Bean
  - Meilleure actrice de fantasy pour Lena Headey
  - Meilleure distribution
- Television Critics Association Awards 2011 :
  - Série de l'année
  - Meilleure performance individuelle dans une série dramatique pour Peter Dinklage
- Golden Globes 2012[195] : meilleure série télévisée dramatique
- Primetime Emmy Awards 2012 :
  - Meilleure série télévisée dramatique
  - Meilleur acteur dans un second rôle pour Peter Dinklage
- Satellite Awards 2012 :
  - Meilleure série télévisée dramatique
  - Meilleur acteur dans un second rôle dans une série télévisée pour Peter Dinklage
- Screen Actors Guild Awards 2012 : meilleure distribution
- Television Critics Association Awards 2012 : meilleure performance individuelle dans une série dramatique pour Peter Dinklage
- British Academy Television Awards 2013 : meilleure série internationale
- Primetime Emmy Awards 2013 :
  - Meilleure série télévisée dramatique
  - Meilleur acteur dans un second rôle pour Peter Dinklage
  - Meilleure actrice dans un second rôle pour Emilia Clarke
  - Meilleure invitée pour Diana Rigg
  - Meilleur scénario pour David Benioff et D. B. Weiss (pour l'épisode Les Pluies de Castamere)
- Television Critics Association Awards 2013 : série de l'année
- Primetime Emmy Awards 2014 :
  - Meilleure série télévisée dramatique
  - Meilleur acteur dans un second rôle pour Peter Dinklage
  - Meilleure actrice dans un second rôle pour Lena Headey
  - Meilleure réalisation pour Neil Marshall (pour l'épisode The Watchers on the Wall)
  - Meilleur scénario pour David Benioff et D. B. Weiss (pour l'épisode The Children)
- Satellite Awards 2014 :
  - Meilleur acteur dans un second rôle pour Nikolaj Coster-Waldau
  - Meilleure actrice dans un second rôle pour Emilia Clarke
- Screen Actors Guild Awards 2014 : meilleur acteur dans une série télévisée dramatique pour Peter Dinklage
- Television Critics Association Awards 2014 :
  - Série de l'année
  - Meilleure série dramatique
- Satellite Awards 2015 :
  - Meilleure série télévisée de genre
  - Meilleur acteur dans un second rôle dans une série télévisée pour Peter Dinklage
- Screen Actors Guild Awards 2015 :
  - Meilleur acteur dans une série télévisée dramatique pour Peter Dinklage
  - Meilleure distribution
- Golden Globes 2016 : meilleure série télévisée dramatique
- Screen Actors Guild Awards 2016 :
  - Meilleur acteur dans une série télévisée dramatique pour Peter Dinklage
  - Meilleure distribution
  - Meilleure équipe de cascadeurs

## Adaptations et produits dérivés

### Séries dérivées
En mai 2017, G.R.R. Martin annonce que HBO a commandé de développer quatre concepts pour créer une ou plusieurs nouvelles séries dans le même univers. En septembre 2017, l'auteur parle d'un cinquième concept à l'étude.

#### Projet sur la longue nuit
En juin 2018, HBO annonce qu'elle a commandé un pilote du projet de Jane Godman portant sur la longue nuit. En janvier 2019, la réalisatrice ainsi qu'une partie des acteurs sont dévoilés.

#### House of the Dragon
En août 2018, l'auteur explique que Feu et Sang serait sorti à la demande des éditeurs puisqu'au moins un des concepts serait puisé dans ces livres. En octobre 2019, HBO confirme la commande de la série House of the Dragon. Annoncée pour le 21 août 2022 sur HBO et HBO Max, la série est un préquel consacré à la famille Targaryen et se déroule 200 ans avant la série originale.

#### Projet sur Jon Snow
En juin 2022, The Hollywood Reporter rapporte qu'une série centrée sur Jon Snow est en préparation. Le même mois, Emilia Clarke confirme durant une interview avec la BBC que la série est bel et bien en développement et que Kit Harington était impliqué dans le projet.

#### A Knight of the Seven Kingdoms
En Avril 2023, HBO commande officiellement une première saison de la série A Knight of the Seven Kingdoms, dont la diffusion est prévue pour le deuxième semestre de l'année 2025.
Cette première saison adaptera la première nouvelle de la série romanesque Tales of Dunk and Egg. L'histoire se déroulera environ 90 ans avant les évènements de la série originale, et devrait raconter les aventures du chevalier Duncan le grand et de l'Œuf, son écuyer.

### Sorties DVD et disques Blu-ray
| Intitulé du coffret | Nombre d'épisodes | Date de sortie DVD / Blu-ray | Date de sortie DVD / Blu-ray | Date de sortie DVD / Blu-ray |
| Intitulé du coffret | Nombre d'épisodes | Zone 1 (dont États-Unis)     | Zone 2 (dont France)         | Zone 4 (dont Australie)      |
| ------------------- | ----------------- | ---------------------------- | ---------------------------- | ---------------------------- |
| 1                   | 10                | 6 mars 2012                  | 7 mars 2012                  | 10 août 2012                 |
| 2                   | 10                | 19 février 2013              | 1er mars 2013                | 6 mars 2013                  |
| 3                   | 10                | 18 février 2014              | 17 février 2014              | 19 février 2014              |
| 4                   | 10                | 17 février 2015              | 16 février 2015              | 18 février 2015              |
| 5                   | 10                | 15 mars 2016                 | 14 mars 2016                 | 16 mars 2016                 |
| 6                   | 10                | 15 novembre 2016             | 14 novembre 2016             | 16 novembre 2016             |
| 7                   | 7                 | 12 décembre 2017             | 11 décembre 2017             | 11 décembre 2017             |
| 8                   | 6                 | 3 décembre 2019              | 3 décembre 2019              |                              |

Aux États-Unis, lors de sa première semaine d'exploitation, le DVD de la première saison atteint 517 860 exemplaires vendus. 679 557 disques Blu-ray ont également été vendus. Selon des estimations, le marché vidéo physique a rapporté 47 500 000 de dollars en une semaine.

### L'intégrale des saisons
| Intitulé du coffret                             | Nombre d'épisodes | Date de sortie   | Nombre de disques | Studio |
| Intitulé du coffret                             | Nombre d'épisodes | Zone 2           | Nombre de disques | Studio |
| ----------------------------------------------- | ----------------- | ---------------- | ----------------- | ------ |
| Game of Thrones - L'intégrale des saisons 1 à 5 | 50                | 14 mars 2016     | 25                | HBO    |
| Game of Thrones - L'intégrale des saisons 1 à 6 | 60                | 14 novembre 2016 | 30                | HBO    |
| Game of Thrones - L'intégrale des saisons 1 à 7 | 67                | 11 décembre 2017 | 34                | HBO    |
| Game of Thrones - L'intégrale des saisons 1 à 8 | 73                | 3 décembre 2019  | 37                | HBO    |

### Jeux vidéo
La première incursion de la licence est l'œuvre du studio français Cyanide qui acquiert les droits de "Game of Thrones" pendant les années 2000.
Dès 2011, l'éditeur publie A Game of Thrones: Genesis, un jeu de stratégie sur PC. En 2012, (RPG - Role-Playing Game), Game of Thrones: The Game voit le jour sur PC, Playstation 3 et Xbox360 . Il s'agit en réalité d'un produit dérivé des romans et non de la série, étant donné que le développement du jeu a débuté avant que HBO n'annonce son projet d'adapter les livres de George R. R. Martin, d'où les voix originales absentes des acteurs de la série et les décors des lieux très différents.
Un Mod de Crusader Kings 2, le jeu de Paradox Interactive, diffusé par MOD•DB a été créé en 2012 et se nomme Crusader Kings 2: A Game of Thrones (CK2:AGOT).
Un Mod de Total War: Attila, développé par Creative Assembly, diffusé par MOD-DB et paru en 2016 se nomme Total War: Seven Kingdoms.
Deux Mods ont été diffusés sur le jeu Mount and Blade. A Clash of Kings et A World of Ice And Fire.
Un MMO par navigateur (Free-to-play avec cash shop), a été créé en 2013 par Jon Radoff de Disruptor Beam (éditeur de MMO américain, spécialisé dans les franchises de séries télévisées).
Un jeu de rôle en ligne massivement multijoueur (MMORPG - Massive Multiplayers Online Role Player Game) a été créé, sorti dans l'année 2014. Un site et une bande-annonce existent déjà.
Le studio Telltale Games a produit un jeu vidéo épisodique nommé Game of Thrones: A Telltale Games Series, sorti fin 2014, où l'histoire du jeu se déroule parallèlement entre la troisième et quatrième saisons de la série télévisée. L'histoire commence aux Jumeaux où Walder Frey accueille Robb Stark et son armée durant « les noces pourpres ». Le joueur incarne différents membres de la maison Forester et doit faire des choix pendant l'intrigue qui changeront le cours final de l'aventure. Le gameplay est le même que dans les deux saisons des jeux The Walking Dead, que Telltale a aussi produits.  Plusieurs protagonistes de la série télévisée sont présents : Cersei et Tyrion Lannister, Ramsay Snow, Daenerys Targaryen, Margaery Tyrrell et Jon Snow.
Le 18 octobre 2018, le studio Nerial et Devolver Digital, en compagnie de HBO, sortent un jeu sur mobile et PC intitulé Reigns: Game of Thrones. Ce jeu repose sur le même principe que les deux précédents opus des développeurs, à savoir Reigns et Reigns: Her Majesty (en), respectivement parus en 2016 et 2017. Dans ce jeu dans lequel on peut incarner 9 rois ou reines différentes - Daenerys Targaryen, Cersei Lannister, Tyrion Lannister, Jaime Lannister, Jon Snow, Gendry Baratheon, Sansa Stark, Arya Stark et la Corneille à trois yeux - l'histoire se passe entre la saison 7 et la saison 8.

### Jeu de cartes
Le Trône de fer HBO est un jeu de cartes pour deux joueurs, inspiré du jeu de cartes évolutif ; Le Trône de fer, le jeu de cartes à collectionner, aux règles simplifiées et aux illustrations tirées de la série est édité par Fantasy Flight Games et traduit en français par Edge Entertainment.

### Jeu de rôle
Deux adaptations en jeu de rôle de la saga du Trône de Fer, de George R.R. Martin, l'une par Guardians of Order et l'autre par Green Ronin Publishing, ont été éditées en anglais. Il existe une traduction de la deuxième en français, par Edge Entertainment.

### Jeux de société
Un Monopoly édition collector et un Risk Game of Thrones ont été édités en français en octobre 2015,. Une deuxième édition de Monopoly Game Of Thrones a été éditée et publiée le 2 février 2019.
Un Cluedo aux couleurs de la série est également édité en français en décembre 2016. Il est équipé d'un plateau réversible permettant de jouer dans le Donjon Rouge ou Meereen.
Le Trône de Fer est également un jeu de stratégie de Christian T. Peterson, édité par Fantasy Flight Games (1re édition en 2003).
Le Trône de Fer - La Main du Roi est un jeu de Bruno Cathala illustré par Mihajlo Dimitrievski et édité par Fantasy Flight Games en 2017. Le jeu est conçu pour 2 à 4 joueurs à partir de 14 ans pour une durée de 30 minutes environs.